# Westerhüsen

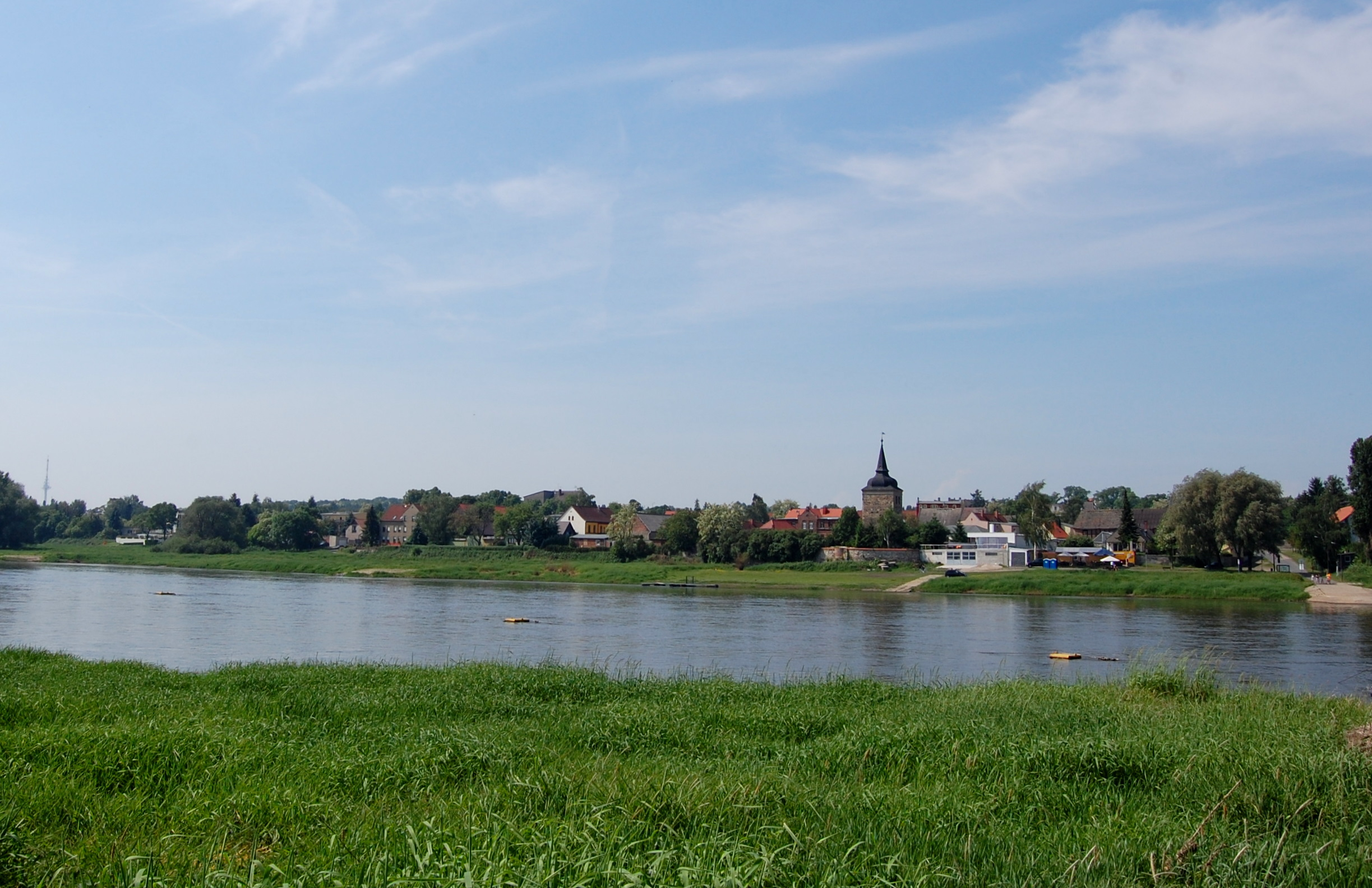
Blick vom Ostufer der Elbe auf Westerhüsen, 2011

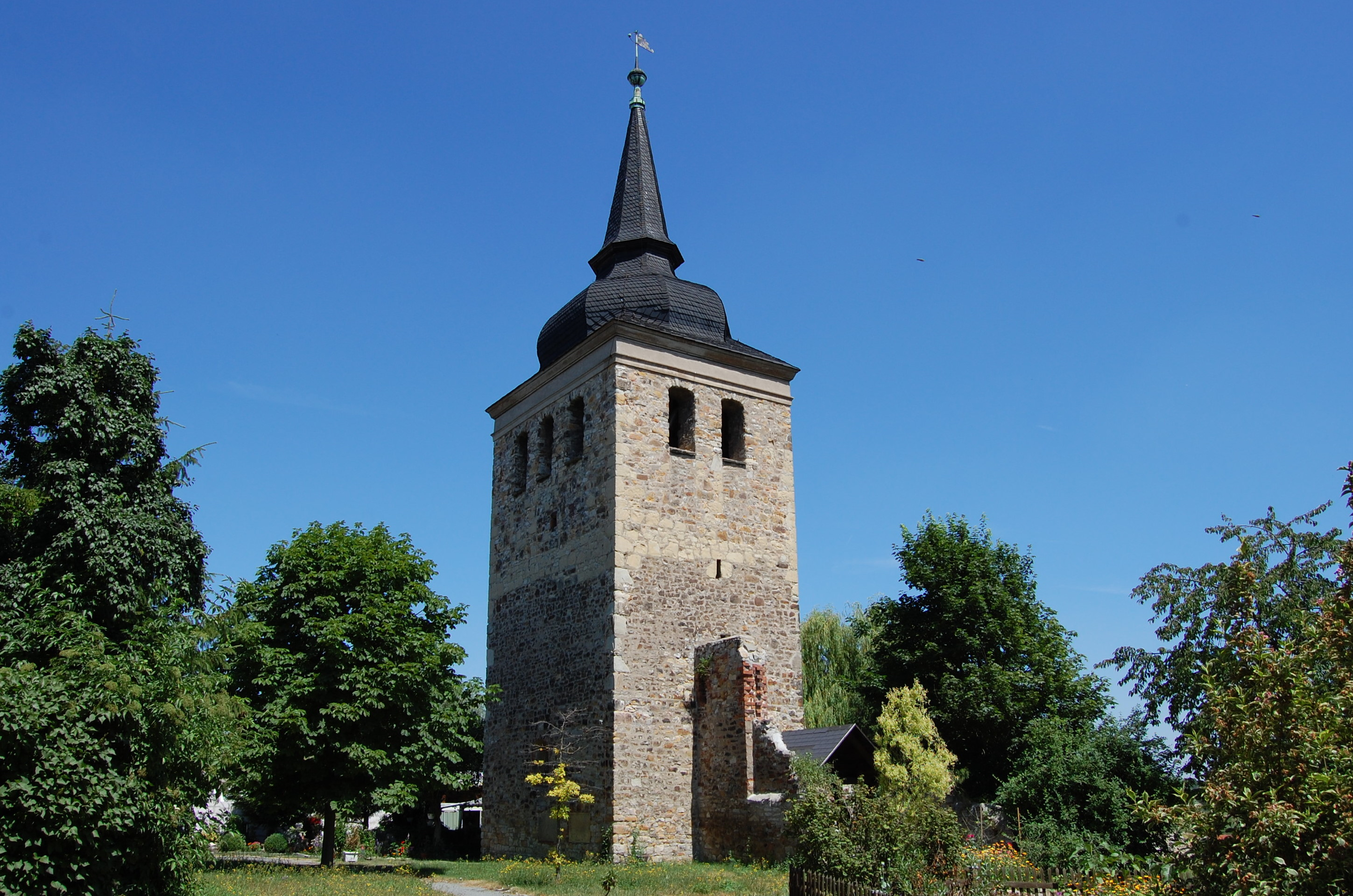
Stephanus-Turm

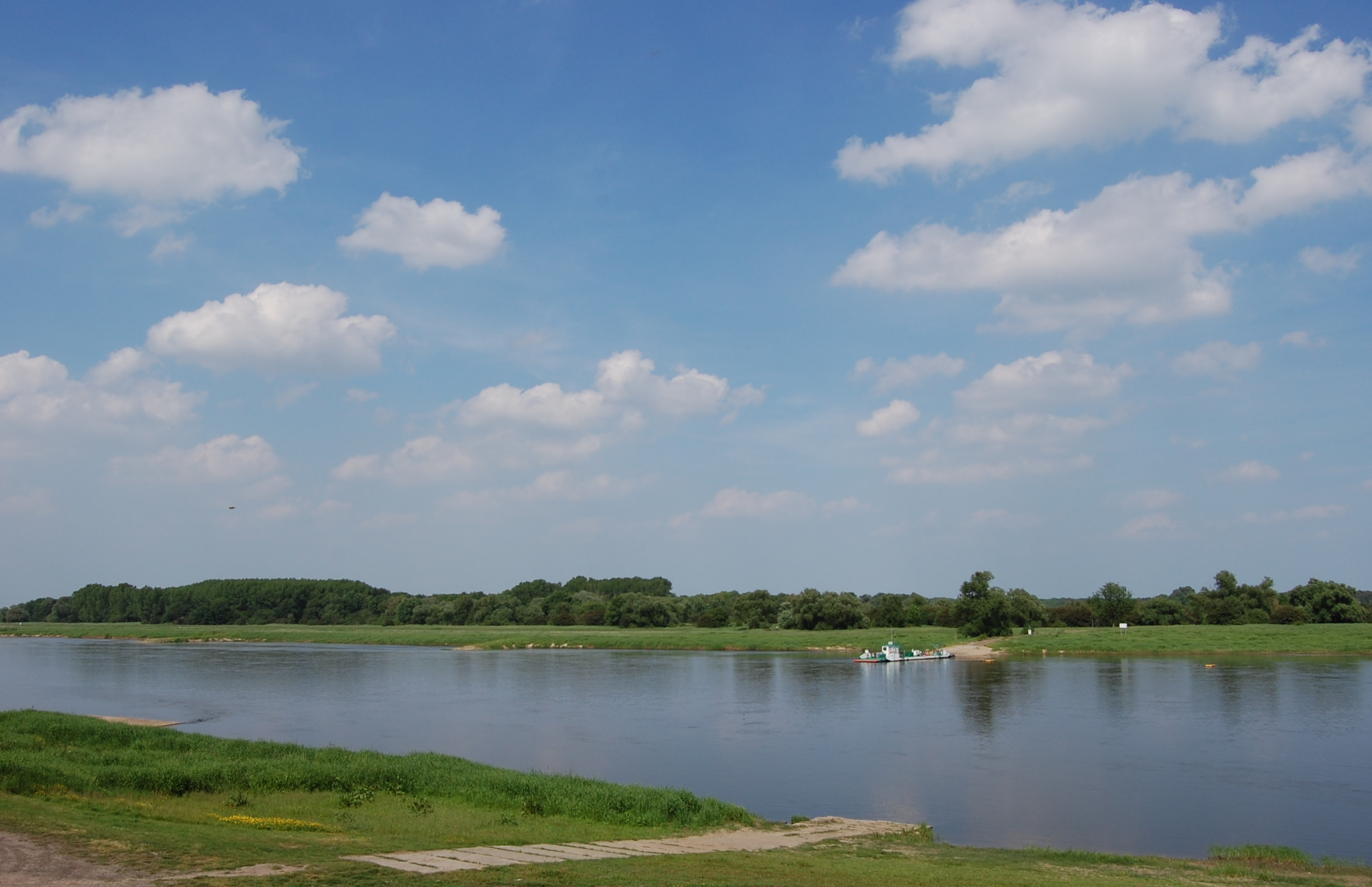
Blick über die Elbe, Elbfähre am Ostufer

Westerhüsen ist ein an der südlichen Stadtgrenze gelegener Stadtteil der Landeshauptstadt Magdeburg mit einer Fläche von 7,2326 km² und 3.323 Einwohnern (Stand 31. Dezember 2021).

## Geografie
Westerhüsen liegt am Westufer der Elbe und grenzt im Süden an den Salzlandkreis. Die benachbarten Stadtteile sind Beyendorf-Sohlen im Westen und Salbke im Norden, wo die Welsleber und Blumenberger Straße als Trennlinie verläuft.
Der im Nordosten gelegene bebaute Anteil des Stadtteils beträgt nur etwa 11 Prozent der Gesamtfläche. Im Wesentlichen konzentriert sich die Bebauung entlang der Durchgangsstraße Alt Westerhüsen und westlich des Bahnhofs Magdeburg-Südost der Bahnlinie Magdeburg–Leipzig. Die Bausubstanz besteht sowohl aus Einfamilienhäusern wie auch aus mehrgeschossigen Mietshäusern.
Das Gebiet des Stadtteils steigt von 49 Metern am Elbufer in westlicher Richtung zu den zu Salbke gehörenden Sohlener Bergen bis auf 97,8 Meter an. Im Umfeld der Sohlener Berge liegen auch die als Semmel und Katzendarm bezeichneten Bereiche der Feldmark. Südwestlich der Ortslage liegen die Wellenberge an die sich südwestlich die Erhebung der alten SKL-Deponie Westerhüsen anschließt. Im Süden erreicht der Frohser Berg 115,5 Meter. Davor liegen landwirtschaftlich genutzte Flächen sowie das kleine Feuchtgebiet Pötritzer Sumpf. Am südlichen Ortsausgang befindet sich der etwa 20 Hektar große „Volkspark Westerhüsen“. Südlich hiervon verläuft der in die Elbe mündende Pfingstwiesengraben. Das ursprüngliche Kerngebiet des Dorfes liegt etwas erhöht über der Elbe, wobei der Siedlungsbereich durch die westlich gelegenen kleinen Höhenzüge gegen Westwinde geschützt war. Die Bodenverhältnisse sind für die Landwirtschaft etwas ungünstiger als dies in den westlich gelegenen Gebieten der Magdeburger Börde der Fall ist. So wurde die Feldmark Westerhüsens als unergiebigste Feldflur des Kreises Wanzleben bezeichnet. In historischer Zeit gab es in der Gemarkung Westerhüsen einen als Britschenstein benannten Findling.

## Infrastruktur

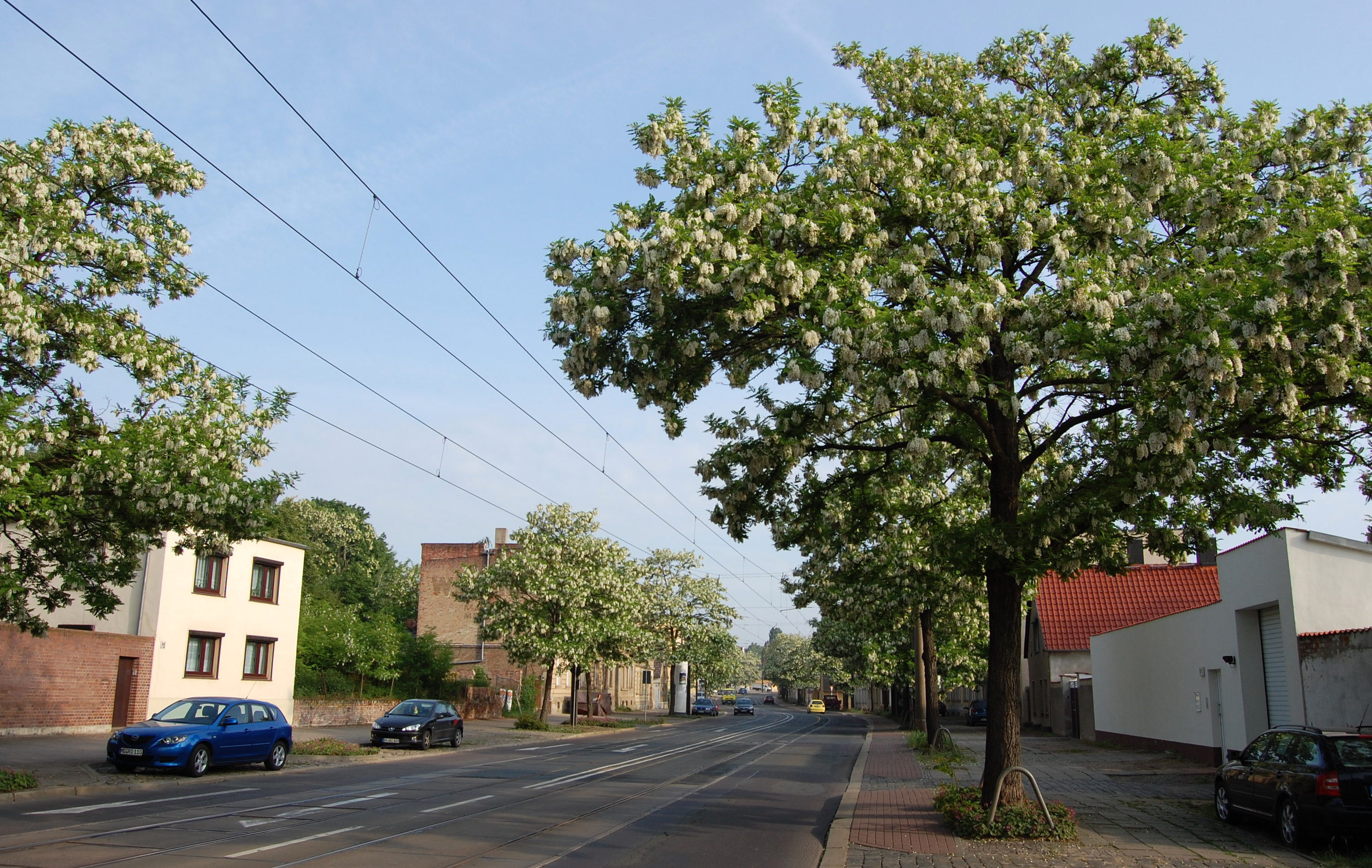
Straße Alt Westerhüsen, Ortsdurchfahrt

Westerhüsen dient heute vorwiegend Wohnzwecken, einige kleine Gewerbebetriebe sind hier angesiedelt. Hervorzuheben ist der Schulkomplex mit dem Europäischen Bildungswerk für Beruf und Gesellschaft und dem Kaufmännischen Bildungszentrum. Der Stadtteil verfügt mit dem Bahnhof Magdeburg Südost über eine S-Bahn-Station und wird von einer Straßenbahnlinie erschlossen. Über die Straße Alt Westerhüsen führt eine Straßenverbindung zur Nachbarstadt Schönebeck. Die Fähre Westerhüsen verbindet Westerhüsen mit dem Ostufer der Elbe. In Westerhüsen befindet sich die Freiwillige Feuerwehr Magdeburg-Südost.
Im Stadtteil bestehen fünf Kleingartenvereine (Stand 2013).

## Geschichte

### Vorzeit
Anhand von Ausgrabungen konnte festgestellt werden, dass im Bereich des heutigen Westerhüsens bereits in der frühen Jungsteinzeit (um 3000 v. Chr.) Menschen lebten. Entsprechende zur Linienbandkeramik und zur Walternienburg-Bernburger Kultur gehörige Funde wurden auf dem Grundstück Alt Westerhüsen 130 im südlichen Teil des Ortes gemacht. In die mittlere und späte Bronzezeit wurden gefundene Urnengräber datiert. Westlich des Straßenbahndepots wurden seltene Körpergräber festgestellt, die aus der frühen Eisenzeit stammen. Diverse im Ortsgebiet gemachte vorgeschichtliche Funde befinden sich im Kulturhistorischen Museum Magdeburg. Auf dem Grundstück Sohlener Straße 12 wurde ein kleiner Topf mit Ösenhenkel entdeckt. In der Umgebung des Straßenbahndepots wurde neben Tonscherben und einem steinernen Rillenbeil auch eine Schalenurne gefunden. Auf dem Grundstück In der Mittelwiese 3 fand sich ein kleiner Napf und am Elbufer ein doppelkonisches Gefäß. 1920 wurde der Fund eines steinzeitlichen Steinbeils oder Faustkeils in einem Garten oberhalb der Eisenbahn gemeldet.
In der Nähe des Dorfes befand sich bis weit in die Neuzeit hinein auch die prähistorische Grabanlage Hünenkeller. Sie befand sich etwa im Bereich der Bahntrasse und war bei deren Anlage im Jahr 1838 schon nicht mehr vorhanden. In dieser Zeit wurde auch über Funde von prähistorischen Urnen mit Menschenknochen in den südlich bzw. westlich von Westerhüsen gelegenen Höhenzügen berichtet und das ehemalige Vorhandensein von entsprechenden Hünengräbern vermutet, die jedoch bereits nicht mehr konkret bekannt waren.

### Mittelalter
Die erste urkundliche Erwähnung fand in den „Corveyer Traditionen“ statt, in denen für den Zeitraum von 826 bis 853 unter anderem auch Schenkungen in Westeros angegeben werden. Danach schenkten die Brüder Ado und Odo die ihnen in Westerhüsen und benachbarten Dörfern zustehenden Lehnserträge an das Kloster Corvey, wobei diese Schenkungen vermutlich nicht das ganze Dorf, sondern nur einige Naturaleinkünfte betraf. Der Name Westerhüsen enthält das altsächsische Wort „hus“ für Haus, sodass damit vermutlich ein im Westen gelegener Einzelhof bezeichnet wurde. Es gibt Vermutungen, wonach sich die Bezeichnung Wester als Unterscheidung zu einem Osterhüsen ergab. Danach soll sich nordöstlich von Salzelmen, ebenfalls an der Post- und Heerstraße nach Calbe (Saale) gelegen, dieses Osterhüsen befunden haben. Eine dort befindliche Esterhuser Straße könnte auf diesen ehemaligen Ort verweisen. Weitere Spekulationen gehen dahin, dass Westerhüsen eine unter Karl dem Großen zum Schutze der hier entlang führenden Heerstraße angelegte Befestigung sein könnte. Eine solche Befestigung könnte sich danach am südöstlichen Abhang der Wellenberge befunden haben. Im 9. Jahrhundert missionierte der Halberstädter Bischof Hildegrim in der Gegend und weihte die von ihm gegründeten Kirchen dem Heiligen Stephanus. Da die Westerhüser Kirche ebenfalls Stephanus geweiht war, werden Vermutungen angestellt, dass ihr Ursprung bis in diese Zeit zurückreicht. Die anfängliche Holzkirche wurde zu Beginn des 13. Jahrhunderts durch einen Steinbau ersetzt. 

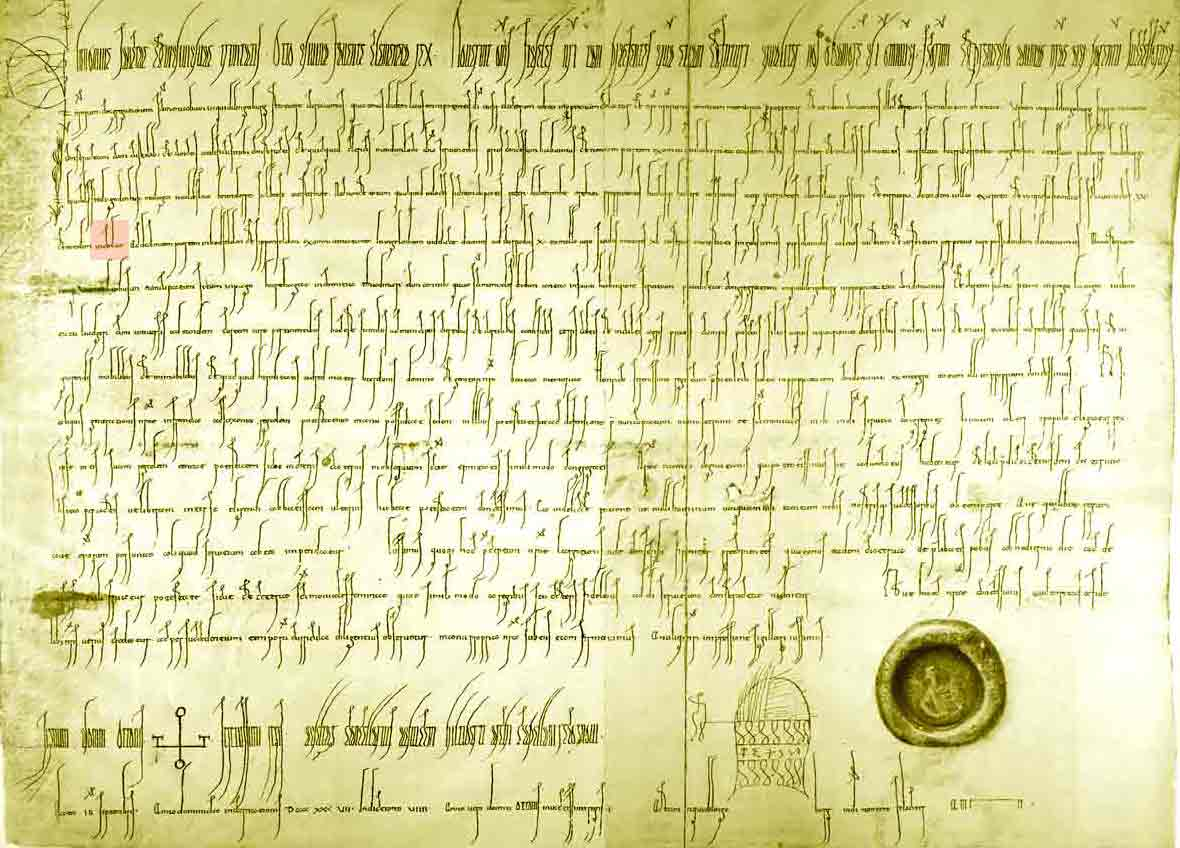
Urkunde von 936

Am 13. September 936 wurden ein Teil der Einnahmen des Ortes Uuesterhuse durch König Otto I. dem Stift Quedlinburg übertragen. Mit einer Urkunde vom 21. September 937 schenkte Otto Westerhuse dann dem Magdeburger Moritzkloster. Eine weitere urkundliche Erwähnung erfolgte am 17. Mai 1185 als Erzbischof Wichmann dem Kloster Hagenrode eine Hufe bei Westerhüsen schenkte, die zur Sommerburgischen Erbschaft gehörte und dem erzbischöflichen Ministerialen Heidenreich zum Lehen gegeben war. In einer Urkunde vom 28. Oktober 1272 wird im Rahmen einer Schenkung als Zeuge ein Herbord Miles (Ritter) de Westerhusen erwähnt. Hinweise auf ein Adelsgeschlecht in Westerhüsen gibt es jedoch im Übrigen nicht. Die Bemerkung bezieht sich vermutlich auf Westerhausen bei Quedlinburg.
Am 10. Januar 1278 ereignete sich südlich von Westerhüsen im Zweiten Askanischen Krieg die Schlacht bei Frohse zwischen Truppen der Askanier unter Markgraf Otto IV. und dem von der Stadt Magdeburg unterstützen Erzbistum Magdeburg, die von den Magdeburger Truppen gewonnen wurde. Die noch heute als Flurname gebräuchliche Bezeichnung Wahlwiesenbreite geht auf diese Schlacht zurück.
1441 versetzte Erzbischof Günther den Ort an den Bürger Hans Lindow. Im Jahr 1443 belehnte der Erzbischof die Brüder Lohse mit 9,5 Hufen, drei Höfen und der Taverne. Westerhüsen gehörte zum Nordthüringgau.
Südlich des Dorfes befand sich im Mittelalter der später zur Wüstung gewordene Ort Pötritz sowie das Westerhüser Gehölz, ein heute nicht mehr bestehendes Waldgebiet.

### Neuzeit
Etwa um 1500 stieg die Bevölkerungszahl an. Dies wohl auch durch den Zuzug von ehemaligen Bewohnern des wüst gewordenen Pötritz. 1523 wurde für die Kirche von dem Magdeburger Stückgut- und Glockengießermeister Claus Backmester die 550 Kilogramm schwere Christkönigsglocke gegossen, die heute noch vorhanden ist und zu den ältesten Kirchenglocken Magdeburgs zählt.

#### Schmalkaldischer Krieg
Während des Schmalkaldischen Kriegs war Westerhüsen zweimal Verhandlungsort der gegnerischen Parteien. Am 15. Dezember 1548 fanden in Westerhausen, vermutlich im Gemeindekrug, Verhandlungen zwischen Magdeburger und erzbischöflichen Deputierten geführt. Die Abgesandten des Erzbischofs Johann Albrecht forderten die Herausgabe der erzbischöflichen Güter und Ämter. Die evangelischen Magdeburger forderten Religionsfreiheit und Sicherstellung ihrer städtischen Privilegien. Die Verhandlungen wurden als Westerhausischer Abschied bekannt. Diese Verhandlung und ein späteres Treffen in Neugattersleben blieben jedoch erfolglos. Die in der Region Magdeburg weiterhin andauernden militärischen Auseinandersetzungen führten dann dazu, dass die erzbischöfliche Seite für den 9. April 1550 erneut nach Westerhüsen einlud. Die Positionen waren ähnlich wie beim ersten Treffen. Zu einem geplanten weiteren Treffen in Magdeburg kam es nicht mehr, da der Erzbischof am 17. Mai 1550 verstarb. Es folgte 1550/51 die Belagerung der Stadt, wobei die Umgebung, so auch Westerhüsen besonders zu leiden hatten. Unter anderem wurden die vier Glocken der Westerhüser Kirche gestohlen. Eine, die noch heute vorhandene Christkönigsglocke aus dem Jahr 1523, konnte später von den Westerhüsern zurückgekauft werden. Diese Belagerung endete mit einer Kapitulation der Stadt zu jedoch sehr günstigen Bedingungen.
1553 wurde in Westerhüsen die Reformation eingeführt, nach dem das nahe gelegene Magdeburg bereits seit 1524 evangelisch war. Ab 1563 unterstand Westerhüsen dem Domkapitel Magdeburg und war an die Kirche des Klosters Berge verlehnt. 1564 zählte Westerhüsen 39 Hauswirte, was etwa 280 Einwohnern entsprechen dürfte. 1583/84 werden 45 Hauswirte bei etwa 320 Einwohnern angegeben. Schon für das 16. Jahrhundert wird eine Elbfähre in Westerhüsen erwähnt.

#### Dreißigjähriger Krieg
Der Dreißigjährige Krieg traf auch Westerhüsen schwer. Erste Ausläufer erreichten den Ort als sich bei Pfarrer Pomarius eine abgerissene, aus Böhmen geflohene Pfarrersfamilie meldete und von schrecklichen Kriegsereignissen berichtete. Die Familie wurde in Westerhüsen aufgenommen. Dann besetzten Truppen Wallensteins das Gebiet des Erzstift. Ein Offizier in Begleitung von Soldaten kam jeweils in die einzelnen Dörfer und organisierte Kriegskontributionen. Korn musste gegen Wallensteinisches Kriegsgeld zu Getreidesammelstellen gebracht werden. Saatkorn wurde jedoch verteilt, allerdings war Ackerzins zu zahlen. Als problematisch erwies sich, dass die Magdeburger Kaufleute das Kriegsgeld nicht akzeptierten. Die Not vergrößerte sich, Bauern gaben ihre Wirtschaften auf und zogen weg. Bereits zwischen 1626 und 1631 verwilderten Felder und verfielen Höfe.

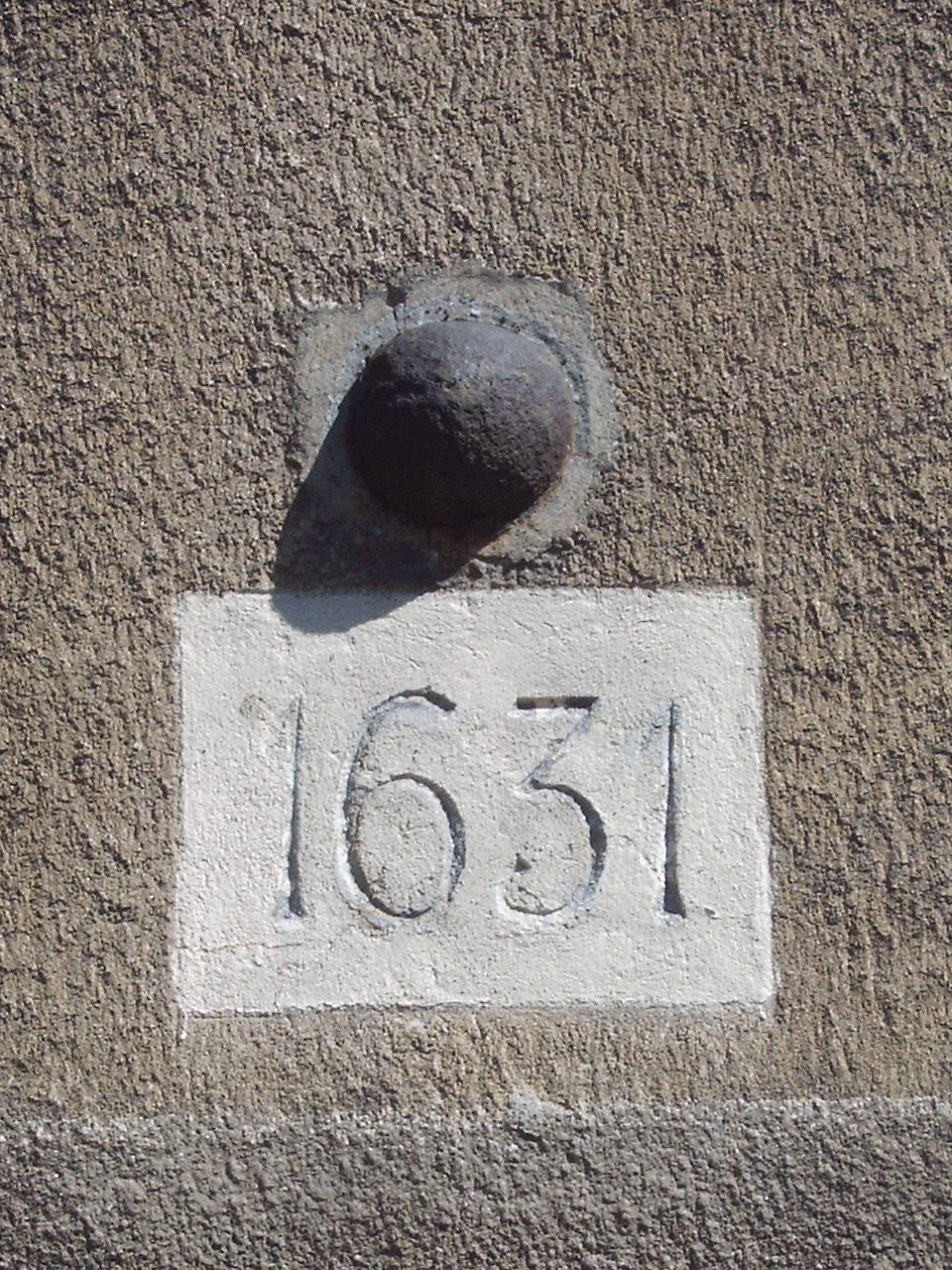
Kanonenkugel am Weibezahlschen Hof mit dem Hinweis auf das Jahr 1631

Während der Belagerung und Zerstörung Magdeburgs im Jahr 1631 im Dreißigjährigen Krieg schlug der kaiserliche Feldherr General Tilly 1631 sein Hauptquartier im Weibezahlschen Hof in Westerhüsen auf und setzte an der Fähre seine Truppen über die Elbe. In dieser Zeit sollen in der Umgebung Westerhüsens auch drei Schanzen angelegt worden sein. Die westlich der Welsleber Straße bestehende Flurbezeichnung Das Sauerfeld nach der Schanze könnte auf eine solche Befestigungsanlage zurückgehen. Die Stadt Magdeburg hatte östlich der Elbe die Schanzen Trutz Tilly, Magdeburger Succurs und Trutz Pappenheim angelegt. Graf Philipp von Mansfeld verlegte am 3. Mai 1631 sein Quartier von Wanzleben nach Westerhüsen. In die Fassade des noch heute bestehenden Gehöfts wurde zur Erinnerung hieran eine Kanonenkugel eingemauert. Der direkte Angriff auf Magdeburg wurde am Abend des 19. Mai 1631 hier beschlossen. Es sind mehrere Briefe Tillys überliefert, die er in Westerhüsen schrieb. So sandte Tilly, begleitet von einem Trompeter, am 4. Mai 1631 drei Schreiben an den Rat, den Militärkommandanten und den Administrator Christian Wilhelm in die Stadt Magdeburg. Überliefert ist auch ein Brief Tillys vom 21. Mai 1631 an den Kurfürsten von Bayern, in dem er von der tags zuvor erfolgten Zerstörung der Stadt Magdeburg berichtet, die dramatischen Brände jedoch als großes Unglück bezeichnet und die Schuld hieran den Magdeburger Verteidigern gibt. Am 24. Mai verlegte Tilly sein Hauptquartier in die Möllendorfsche Kurie am Magdeburger Domplatz. Tilly zog am 5. Juni 1631 endgültig aus Westerhüsen ab. Westerhüsen selbst wurde im Laufe des Krieges beinahe vollständig zerstört und entvölkert. Insbesondere durch die Nähe zur strategisch wichtigen Stadt Magdeburg kam es häufig zu Einquartierungen und Durchzügen von Truppen. Diese requirierten rücksichtslos Lebensmittel und Saatgut aber auch Pferde und Wagen sowie sonst nützlich oder wertvoll erscheinende Gegenstände. Saatgut musste unter Verpfändung der nächsten Ernte gekauft werden. Die Bestellung der Felder war kaum noch möglich und beschränkte sich bald nur noch auf die dem Dorf am nächsten gelegenen Äcker. Bei einer 1632 nach Abzug der kaiserlichen Truppen erfolgten Musterung in den einzelnen Orten wurde für Westerhüsen gemeldet, dass im Winter 1631/32 sehr viele der Einwohner gestorben seien und sich nur noch zwölf Männer im Ort befinden würden. Waffen und Pferde waren nicht mehr vorhanden.
Auf Veranlassung des schwedischen Kanzlers Axel Oxenstierna erhielt die Stadt Magdeburg 1633 als Entschädigung für die schwere Zerstörung bisher dem Domkapitel und Magdeburger Klöstern und Stiften gehörende Dörfer geschenkt. Darunter auch Westerhüsen. Umgesetzt wurde diese Schenkung am 4. Februar 1635. Am 5. Februar 1635 erschienen zwischen 8 und 9 Uhr die wenigen Bewohner Westerhüsens in Magdeburg und leisteten den Huldigungseid gegenüber der Stadt. Hierdurch ist für dieses Datum eine Liste der damaligen Bewohner überliefert. Die Liste führt 14 Ackerleute, 25 Kossaten und 4 Häuslinge namentlich auf. Durch schwedische Niederlagen wurden die Schenkungen jedoch letztlich nicht in der ursprünglich beabsichtigten Form durchgeführt. Zu diesem Zeitpunkt waren von den ehemals 14 Bauernhöfen zwölf zerstört oder wüst. Von 25 Kossaten waren noch 19 Anwesen vorhanden. Vor allem die großen Gehöfte in der Ortsmitte waren schwer von den Kriegsschäden betroffen.

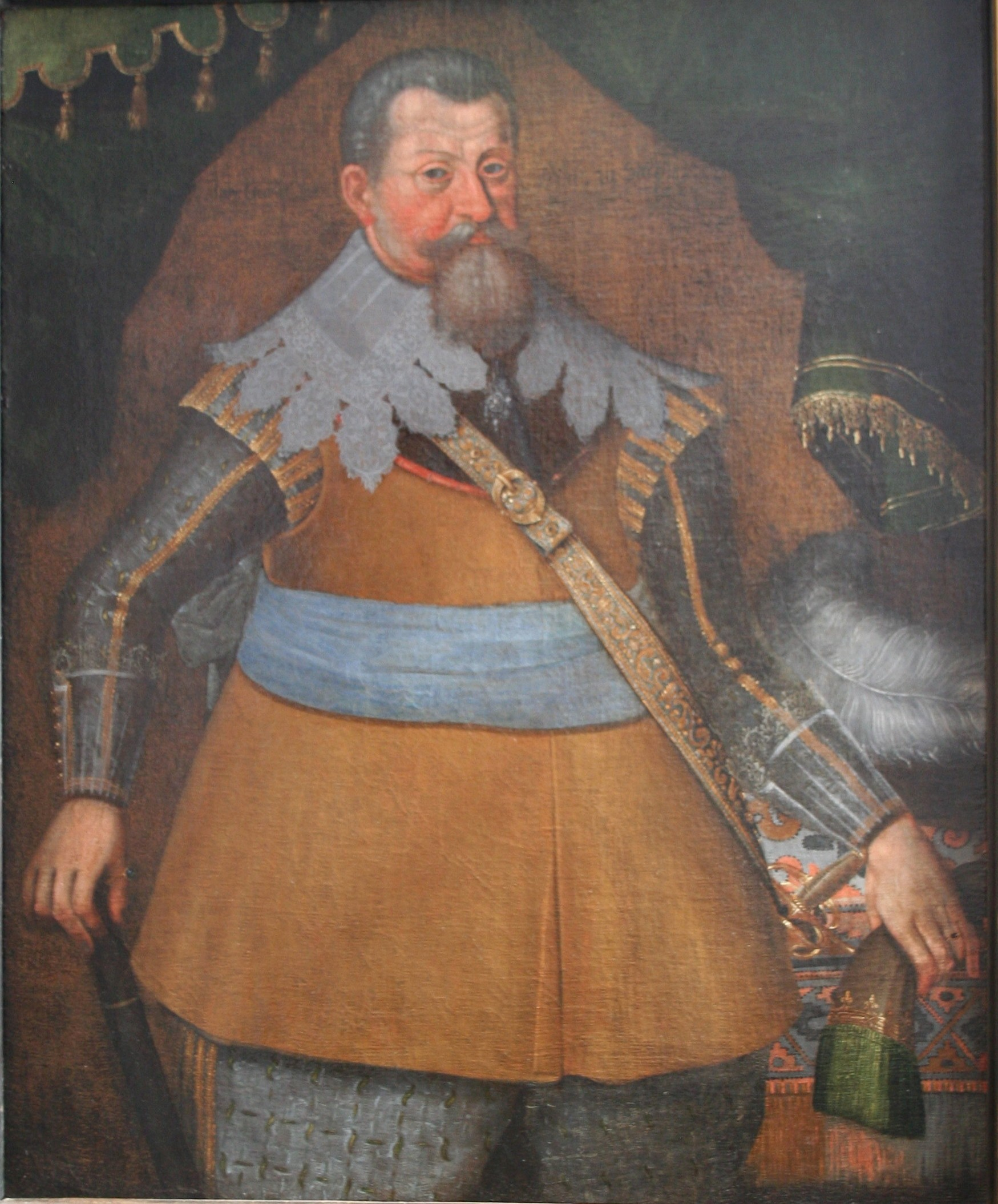
Kurfürst Johann Georg I.

Der Krieg dauerte jedoch weiter an. Um für seinen Sohn August das Magdeburger Erzstift zurückzugewinnen, zog Johann Georg I., der eigentlich auch evangelische Kurfürst von Sachsen, in Richtung Magdeburg. Im April 1636 rückte Johann Georg I. auf dem rechten Elbufer und kaiserliche Truppen unter Melchior von Hatzfeld auf dem linken Ufer von Süden auf Magdeburg zu. Bei Westerhüsen wurde wiederum eine Schiffsbrücke über die Elbe geschlagen, die die Verbindung beider Truppen sicherte. Johann Georg I. schlug sein Hauptquartier zunächst in Westerhüsen auf, später verlegte er es nach Salbke. Magdeburg wurde über zwei Monate belagert und ergab sich schließlich am 3. Juli 1636. Die Bauern der umliegenden Dörfer flohen in die Städte. Die Felder blieben unbearbeitet. Die Ernten wurden nicht eingebracht, so dass Hunger herrschte. Hinzu kam ein besonders starkes Umsichgreifen der Pest. Auch die letzten Bewohner Westerhüsens verließen den Ort. Viele flohen nach Schönebeck und Salze. Allein in Schönebeck wurde 1636 der Tod von acht Westerhüsern registriert. So starb dort am 6. Oktober auch der Westerhüser Pfarrer Joachim Pomarius an der Pest. Auch drei seiner Kinder verstarben in Schönebeck. Für elf Jahre blieb die Westerhüser Pfarrstelle unbesetzt.
Es setzte dann zwar ein Wiederaufbau des Ortes ein, zum Teil bewirtschafteten die Bauern jedoch ihre Äcker noch von den Städten aus. 1641 wurden zwei Ackerleute, ein Halbspänner, sieben Kossaten und drei Hausleute gezählt, die insgesamt neun Rinder hielten und ohne Pferd 37 Morgen Winterkorn bestellten. Die Zahl der Rinder war 1647 lediglich auf 12 angestiegen. Auch die bewirtschaftete Fläche war mit 17 Morgen Roggen und 15 Morgen Gerste weitgehend unverändert. Das Verzeichnis der Möllenvogtei führt, wohl aber mit der Realität vor Ort nicht übereinstimmend, für 1635 noch 39 Wirtschaften, für 1640 25 Wirtschaften. Die benachbarten Orte Fermersleben und Salbke waren jedoch schlimmer betroffen und wurden zu dieser Zeit noch nicht wieder bewirtschaftet. Immer wieder kam es zu Überfällen und auch dem Durchzug von Heeren. Die dabei verursachten Verwüstungen waren unabhängig von der Nationalität oder religiösen Ausrichtung der Truppen. So ist für den 9. Oktober 1641 der Überfall schwedischer Söldner auf einen bewaffneten, aus Leipzig in Richtung Magdeburg ziehenden Kaufmannszug im südlich von Westerhüsen gelegenen Westerhüser Gehölz überliefert. Im Sommer 1645 suchten Truppen des Generalfeldmarschalls Graf von Königsmark Westerhüsen heim. Königsmark beabsichtigte die zu diesem Zeitpunkt bestehende kursächsische Besatzung Magdeburgs zu vertreiben.
Als problematisch erwies sich auch, dass nach einiger Zeit die Besitzverhältnisse unklar waren. Viele der aktuellen Bewohner hatten zuvor nicht in Westerhüsen gelebt. Viele der alteingesessenen Bevölkerung waren verstorben oder lebten andernorts. So beantragte am 20. Oktober 1666 der Herr von Hagen auf Gröningen die Zuweisung seines in Westerhüsen gelegenen Ackers. Die Lage des Grundstücks war jedoch nicht mehr zu ermitteln, so dass ihm bis dahin nicht wieder einem Lehnsherrn zugeordnete Flächen übertragen wurden. Auch der an der Hauptstraße nach Schönebeck gelegene alte Gemeindekrug, das heutige, 2010 abgerissene, Grundstück Alt Westerhüsen 157, war zerstört. Am 24. Juni 1649 schloss die Gemeinde Westerhüsen mit dem Krüger Urban Starcke ein Vertrag, wonach Starcke den Krug wieder errichten und Pacht zahlen sollte. Der an sich nicht rechtskonforme Vertrag wurde jedoch vom Domkapitel genehmigt.
1650, zwei Jahre nach Ende des Krieges, wurden in Westerhüsen 24 Hauswirte gezählt. 1583 hatte die Zahl noch fast doppelt so hoch bei 45 Hauswirten gelegen. Schulunterricht fand nicht statt. Die Verhältnisse werden als ärmlich, die Kriminalität und Verwahrlosung jedoch als nicht so problematisch wie in anderen Ortschaften beschrieben. 1647 erhielt Westerhüsen mit Martin Friedrich Curio auch wieder einen Pfarrer. Der schwere Einschnitt in die Entwicklung des Ortes durch den Krieg wirkte lange fort. 1684 wurden 29 Wirtschaften und weitere 9 Kossaten ohne Acker gezählt. Selbst 1697/98 wurden noch einzelne Hofstellen als wüst geführt.

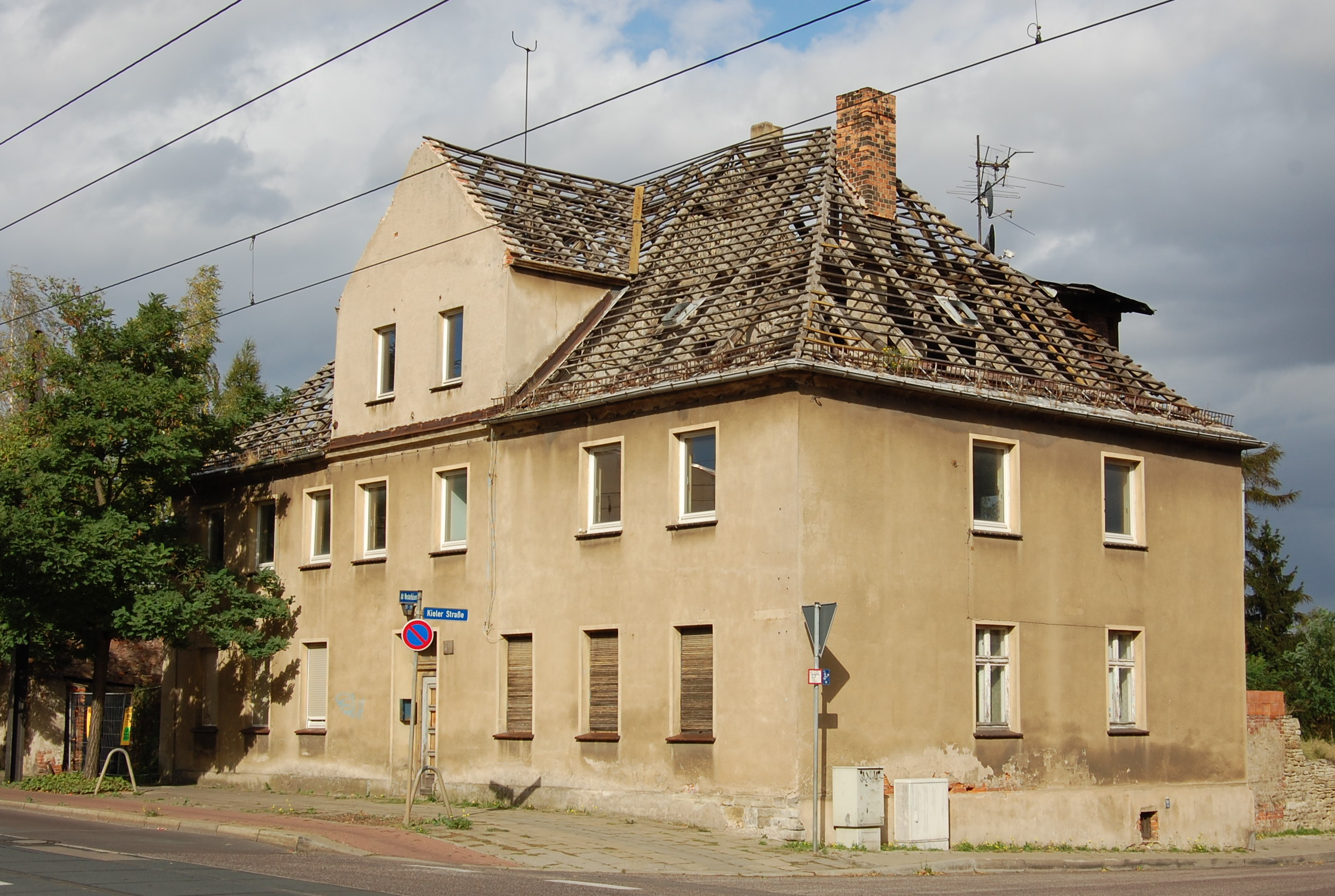
Ehemaliger Gasthof Goldenes Schiff, vormalig Gemeindekrug, kurz vor seinem Abriss, Aufnahme 2009

Im Jahr 1666 brannte der Gemeindekrug ab und wurde von Hanß Michel Steffler neu gebaut. Ein Großfeuer ereignete sich im Frühjahr des Jahres 1687. Angefacht durch einen Sturm brannte der südlich der Kirche gelegene Teil des Dorfes nieder. Auch Pfarrhaus und Schulgebäude waren betroffen. Ein weiterer Großbrand traf das Dorf am 18. Mai 1750. Der Brand wurde gegen 5.00 Uhr in der Scheune des Schöppen Bodenburg in der Nähe der Elbe im Bereich des heutigen Grundstücks Hilligerstraße 3 festgestellt. Begünstigt durch einen starken Nordostwind brannten innerhalb von zwei Stunden 35 Feuerstätten, darunter acht Ackerhöfe und die Hälfte des Pfarrhauses ab. Betroffen waren auch die heutigen Grundstücke Alt Westerhüsen 153 bis 156, Kieler Straße 4, 5, 6, 7 und 9 sowie Sohlener Straße 1 und 2.
Im Zuge des Wiederaufbaus der Region nach dem Krieg verschwanden die bis dahin am Ufer der Elbe und auf den in der Umgebung befindlichen Höhenzügen bestehenden Wälder.

#### Bräuche und Bruderschaften
Es wird vermutet, dass sich nach dem Dreißigjährigen Krieg im Dorf eine Bruderschaft der Ackerknechte und eine Bruderschaft der Enken bildete, die sich vermutlich erst im 19. Jahrhundert mit dem Bedeutungsverlust der Landwirtschaft im Zuge der Industrialisierung auflösten. Mit ihren festen Regeln und Gebräuchen waren solche Bruderschaften für die Sozialstruktur von Bedeutung. Ein direkter Nachweis für Westerhüsen liegt jedoch nicht vor.
Im Zusammenhang mit der Landwirtschaft bildeten sich auch in Westerhüsen spezifische Bräuche aus. So war es üblich, dass letzte Korn einer Ernte in Gestalt einer weiblichen Figur zu formen. Die mit Bändern und Tüchern geschmückte Figur wurde auf einer langen Stange platziert und gemeinsam mit der Erntekrone auf dem letzten Erntewagen ins Dorf gefahren. Dabei wurde die Stange gedreht, so dass sich die Puppe bewegte. Die Figur kam auf die Tenne und befand sich dort so lange, bis die gesamte Ernte gedroschen war.

#### Neuanbauer
Nach der Ansiedlung von pfälzischen und französischen Kolonisten in der Französischen Kolonie und der Pfälzer Kolonie in Magdeburg siedelten sich ab 1742 auch einige Kolonisten in Westerhüsen an. Der preußische König Friedrich der Große hatte 1742 den Befehl gegeben in jedem Dorf zwei Ausländer, gemeint waren nicht aus Preußen stammende Personen, anzusiedeln, um so die wirtschaftliche Leistungsfähigkeit der Region zu stärken. Den Ansiedlern die als Tagelöhner oder Handwerker arbeiten sollten, war freies Bauholz zu stellen. Darüber hinaus waren sie für 15 Jahre von allen Abgaben befreit. Als erster Siedler zog 1742 der aus Zerbst stammende Thomas Bierhals nach Westerhüsen. Er dürfte sein Haus auf dem heutigen Grundstück Stolberger Straße 6 gebaut haben. 1750 brannte das Haus nieder, wurde dann jedoch von ihm wieder aufgebaut. Im Zeitraum von 1743 bis 1781 siedelten sich so 14 Neuanbauerfamilien vor allem im damals vor dem Dorf gelegenen Gebiet Stolberger Straße, Erfurter Straße und Zackmünder Straße an, von denen allerdings nur fünf tatsächlich nicht aus Preußen stammten. Das Verhältnis zwischen den alteingesessenen Familien und den Neuanbauern war nicht frei von Spannungen. 1781 zählte Westerhüsen 510 Einwohner.

#### Mühlen in Westerhüsen
Zwischen 1715 und 1873 lag die Schiffsmühle Westerhüsen an einem kleinen Mühlenhafen vor Westerhüsen in der Elbe. Darüber hinaus bestanden mehrere Windmühlen im Ort so die Böckelmannsche Windmühle, die Bodenburgsche Windmühle, die Curiosche Windmühle und die Hossesche Windmühle, die jedoch allesamt nicht erhalten sind. Ob bereits vor dem Dreißigjährigen Krieg Windmühlen im Ort bestanden, ist nicht völlig sicher, jedoch wahrscheinlich. Im Zuge des Aufbaus der Böckelmannschen Mühle, als erster neuen Mühle, bemühte sich die Obrigkeit in Erfahrung zu bringen, ob Westerhüsen bereits ursprünglich Standort einer Windmühle war. Nach einem Bericht vom 18. Juli 1718 wurden diverse ältere Bewohner befragt, die jedoch bis auf eine Ausnahme angaben, nie von einer Windmühle im Ort gehört zu haben. Lediglich die 67-jährige Bademutter Walburg oder Wiepke Herings konnte von einer Erzählung über eine Mühle berichten. Danach hatten ihre Eltern, als sie 9 Jahre alt war, einen sehr alten Mann – Thomas Golster – im Haus. Dessen Alter gab sie mit 100 Jahren an. Dieser habe berichtet, dass auf dem Berg neben der jetzt neu errichteten Mühle eine Windmühle gestanden habe. Er habe dort auch gerade Mehl gemahlen, als während der Belagerung Magdeburgs von Salbke her Crabaten, gemeint wohl Kroaten, gekommen wären. Er hätte sein Mehl schnell nach Hause getragen und noch bevor er dort angekommen war, brannte die Mühle bereits lichterloh. Danach wäre eine Westerhüser Windmühle 1631 zerstört worden.
Darüber hinaus bestanden in Westerhüsen Ölmühlen für Lein-, Rüb- und Mohnsamen. Eine solche mit Pferdekraft betriebene Mühle bestand im Grundstück des Kossaten Conrad Böse Alt Westerhüsen 38. Sie war 1751 errichtet worden und bestand bis 1928. Eine weitere Ölmühle gehörte dem Kossaten Christoph Wullstein an der Adresse Alt Westerhüsen 149. Sie wird für 1774 erwähnt und soll nur für den Eigenbedarf und den Bedarf der Nachbarschaft betrieben worden sein. Diese Mühle soll später abgebrannt sein. 1813 wurde der in der heutigen Merseburger Straße 3 wohnhafte Kossat ohne Pferde Heinrich Uebe als Ölmüller benannt. Möglicherweise betrieb er die Mühle mit einem Ochsen. Zu erwähnen ist noch eine Grützmühle, die um 1751 durch den Neuanbauer Georg Ernst in der heutigen Zackmünder Straße 6 unterhalten wurde. 1762 wurde das Grundstück von seinem Schwiegersohn Schulle übernommen, der im Kirchenbuch ebenfalls noch als Grützmüller bezeichnet wurde. Die wirtschaftliche Bedeutung dürfte jedoch gering gewesen sein. Vermutlich handelte es sich um einen Handmühlenbetrieb.
In einer Aufstellung aus dem Jahr 1842 wird, neben der Schiffsmühle, auch das Bestehen einer zur Westerhüsen gehörenden Wassermühle angegeben. Vermutlich wurde hier jedoch lediglich eine Wassermühle der benachbarten Orte Westerhüsen zugeordnet.
Im 18. Jahrhundert bestand im damaligen Stoefflerschen Hof (Alt Westerhüsen 153) eine Branntweinbrennerei.
Während des Siebenjährigen Kriegs hielt sich der preußische Hof aus Sicherheitsgründen wiederholt in der Festung Magdeburg auf. Am 10. Mai 1760 besuchte der Hof, darunter die preußische Königin, der Prinz von Preußen und Prinzessin Amalie das Gradierwerk in Salze und reiste dabei auch durch Westerhüsen.

#### Napoleonische Besatzungszeit

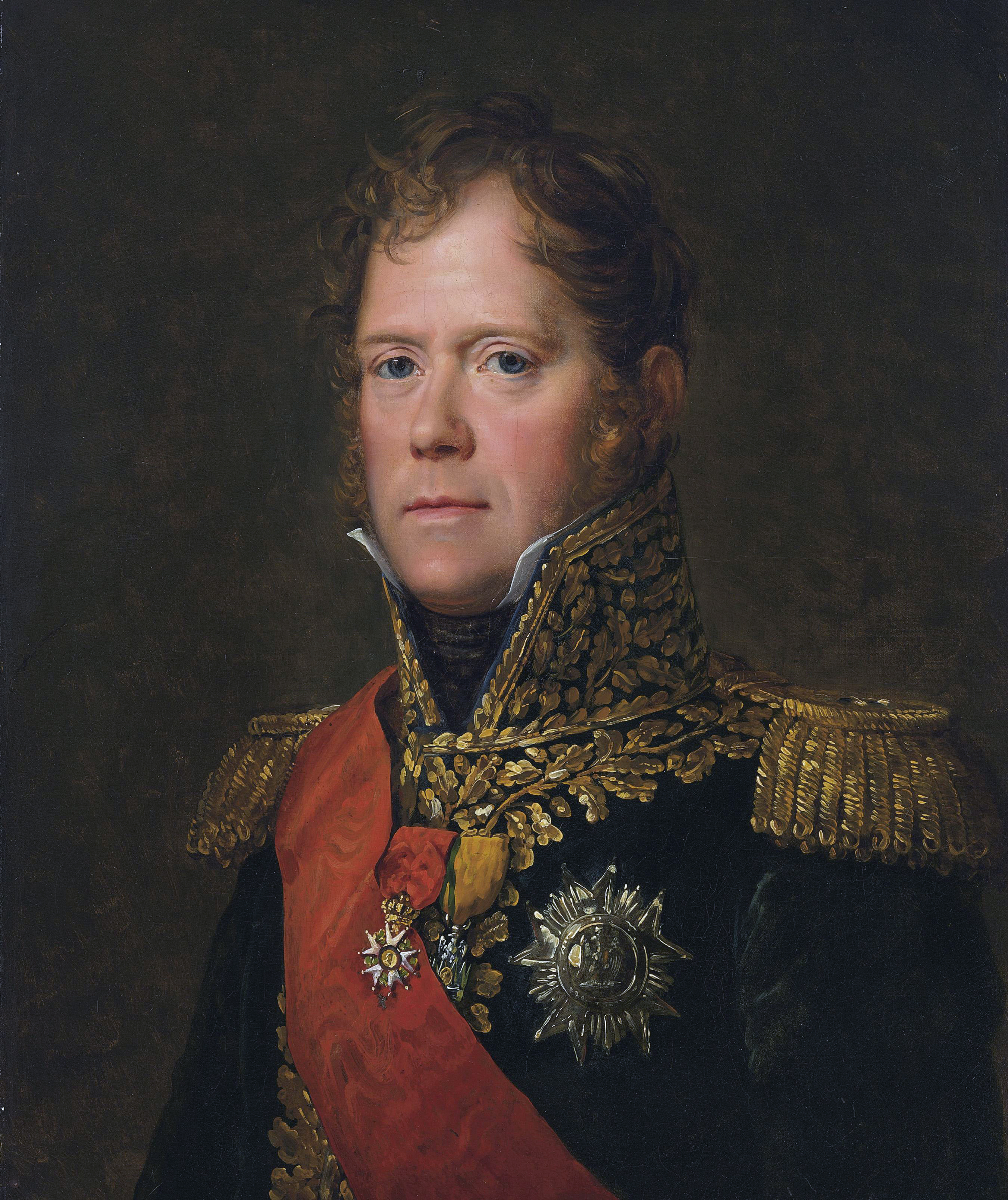
Marschall Ney

Nach der Niederlage Preußens gegen das napoleonische Frankreich bei Jena und Auerstädt am 14. Oktober 1806 zogen sich die geschlagenen preußischen Truppen teilweise in Richtung Festung Magdeburg zurück. Blücher verlegte am 20. Oktober ein Bataillon Husaren nach Westerhüsen, um den Rückzug zu decken. Am Morgen des 21. Oktober erschienen dann erste französische Vorposten in der Wahlwiese südlich von Westerhüsen, die Husaren zogen gegen 9.00 Uhr ab. Gegen Mittag ritt dann ein einzelner Chasseur durch den Ort, um die Lage aufzuklären, weitere folgten. Die Kundschafter zogen sich jedoch nach Schönebeck zurück, wo Marschall Ney sein Hauptquartier eingerichtet hatte. Am 22. Oktober rückten die französischen Truppen dann weiter auf Magdeburg bis nach Fermersleben vor, wo sie ihr Lager aufschlugen. Auch Groß Ottersleben und Olvenstedt wurden besetzt. Jetzt zogen ständig französische Truppenteile durch Westerhüsen. Es wurde geraubt und geplündert. Am 24. Oktober drangen Pikeurs und Chasseurs in mehrere Häuser ein, stellten gewaltsam unerfüllbare Forderungen und plünderten. Auch in den folgenden Tagen kam es zu ähnlichen Vorfällen. Zur Elbe hin wurde eine ständige starke französische Wache eingesetzt, die von der Gemeinde zu unterhalten war. Auch erfolgten Einquartierungen. Für großes Entsetzen unter der Bevölkerung sorgte die am 31. Oktober, nach anderen Angaben erst am 7. November 1806, erfolgten Einäscherungen von Cracau und Prester durch französische Truppen. Die Dörfer sollten Lebensmittel an die Festung Magdeburg geliefert haben. Mit dem 2. November hörten die Einquartierungen zunächst wieder auf, die Durchzüge von Truppen hielten jedoch an. Am 4. November brannte das etwas weiter nördlich gelegene Fermersleben nieder. Mit der Kapitulation der Festung am 8. November 1806 wurden in Westerhüsen 2407 Soldaten der französischen Infanterie einquartiert. In einzelnen Höfen waren bis zu 150 Personen untergebracht, wobei die Verpflegung jedoch nicht durch die Höfe gestellt werden musste. Nach der tatsächlichen Übergabe der Festung am 11. November zogen die einquartierten Truppen wieder ab. Es zogen weitere französische Regimenter aber auch preußische Kriegsgefangene durch.
Mehrere Westerhüsener die in der Festung beim preußischen Infanterieregiment von Kleist gedient hatten, waren ebenfalls in Kriegsgefangenschaft geraten. Es gelang ihnen jedoch mehrere Meilen hinter Magdeburg dem Abtransport nach Frankreich zu entfliehen und unbeschadet nach Westerhüsen zurückzukehren.
Am 13. November zog ein französisches Regiment mit brennendem Stroh durch die Straßen Westerhüsens und fiel auch in einzelne Häuser ein. Zu größeren Bränden kam es jedoch nicht. Ab dem 26. November hörten die Einquartierungen zunächst auf. Später wurden zeitweise nassau-usingische Hilfstruppen einquartiert. Doch auch in den folgenden Jahren nahmen Soldaten immer wieder Quartier im Ort. Als besonders schlimm wurden die Soldaten des 7. französischen Husarenregiments empfunden, die vom 25. Februar bis 12. April 1810 und, nach einer zwischenzeitlichen Stationierung in Bamberg, vom 5. Juni 1810 bis Mai 1811 in der Region stationiert waren. Überliefert ist eine Beschwerde des Ackermanns Johann Christian Rusche aus der Hilliger Straße 8 die er im Namen seines Nachbarn, dem Halbspänner Michel Böckelmann führte. Er beklagte sich über das ungesetzliche Verhalten dieser Soldaten und insbesondere des Korrespondenzkommandos. So hätten drei Husaren über drei Tage und Nächte ein liederliches Frauenzimmer bei sich gehabt, während der Hausherr ständig für Nachschub von Bier und Branntwein sorgen musste. Bei Böckelmann betrugen allein die Kosten für Branntwein für eine achttägige Einquartierung von drei Husaren fünf Taler. Die Leistungsfähigkeit der Bevölkerung werde überbeansprucht. Rusche forderte eine Verlegung des Korrespondenzkommandos des 7. Husarenregiments nach Salbke.
Zu einem Unglücksfall kam es am 30. Mai 1809 beim Durchzug von Soldaten. Aus einem quer auf einem Wagen liegenden Gewehr löste sich ein Schuss und traf die elfjährige Kathrine Elisabet Wedenstedt in die rechte Lende. Das Mädchen stand gerade vor der Tür des Adjunkten Stöffler und somit wohl vor dem Stoefflerchen Hof. Das Kind überlebte die Verletzung.
Ein weiterer Vorfall ereignete sich am 8. September 1810. Zwischen 13 und 14 Uhr ritt ein Husar der 6. Kompanie des 7. Regiments von Magdeburg kommend in Richtung Schönebeck. Von Fermersleben an bedrängte er auf das heftigste den aus Magdeburg mit einem Pferdewagen reisenden Magdeburger Kaufmann Luhn. Endlich in Westerhüsen angekommen, stürmte der Husar in den Hof des Maire, verlangte einen Boten sowie Bier und Branntwein. Darüber hinaus stieß er Brutalitäten gegen Land und Leute aus. Tatsächlich wurde ihm ein Bote zur Verfügung gestellt. Diesen laufenden Boten trieb er dann jedoch neben seinem Pferd her. Als der Bote zurückfiel misshandelte er ihn mit gezogener Klinge. Mehrere Westerhüsener eilten zu Hilfe, darunter Christoph Wullstein, Knecht des Adjunkten Stoeffler. Scheinbar über die Hilfeleistung erbost, griff der Husar den Knecht an. Wullstein rettete sich auf den in der Nähe des Dorfes gelegenen Sandhäger, in der Hoffnung, dass der Husar ihm durch das den Sandhäger vom Acker trennenden Wasser nicht folgen würde. Tatsächlich griff der Husar jedoch trotzdem an. Da sich der Knecht auf den Boden warf, verletzte ihn der Hieb des Husaren jedoch nur leicht am Kopf. Der Husar ritt dann noch über die an die Landstraße angrenzenden, mit Kohl und Sommersaat bestellten Felder, um diese möglichst stark zu zerstören. Der Husar erhielt später für seine Handlungen eine vierwöchige Haftstrafe bei Wasser und Brot, welche er in der Zitadelle Magdeburg verbüßte.
Der im heutigen Hof Hilliger Straße 8 lebende Johann Andreas Grabau notierte fortlaufend die bei ihm erfolgten Einquartierungen. Von 1806 bis 1813 zählte er insgesamt 3052 Soldaten mit 5707 Übernachtungen und 258 Pferde, für deren Verpflegung die Westerhüsener aufkommen mussten. Hinzu kamen Kriegssteuern und weitere Verpflichtungen. Viele der Höfe kamen so in finanzielle Bedrängnis und Schulden. Besonders betroffen war der wiederholt den Pächter wechselnde Gemeindekrug, der oft über ganze Wochen ohne Gäste blieb. Gottfried Böckelmann bot statt zuvor 390 Taler nur noch 111 Taler Pacht, da die Geschäfte zurückgegangen waren. Für 200 Taler pachtete dann Ferdinand Leisner aus Leipzig, ihm folgte Christoph Hansen aus Bahrendorf, der nach weniger als einem Jahr wieder aufgab.
Auch die Gemeinde selbst hatte finanzielle Probleme. Der dringend erforderliche Ersatz für das Hirtenhaus konnte daher zunächst nicht gebaut werden. Erhebliche Aufwendungen waren auch erforderlich im Rahmen des Baus eines französischen Forts in Elbnähe. Es mussten Arbeitsleistungen erbracht, Holz und Lebensmittel geliefert werden. Häufig wurden neue Steuern erhoben. Ab dem 1. April 1808 hatte die Gemeinde Westerhüsen eine Kriegssteuer von 600 Talern zu leisten, wobei die Gesamteinnahmen im Rechnungsjahr 1807/08 1293 Taler bei Ausgaben von 1150 Talern betragen hatten. Eine ähnlich hohe Summe hatte dazu noch die Kirchengemeinde aufzubringen. Westerhüsen lieh sich daraufhin bei der Kirche Dahlenwarsleben 250 Taler und beim Justizamtmann Lau in Magdeburg weitere 350 Taler. Diverse Gemeindegrundstücke wie der Gemeindekrug mussten dafür verpfändet werden. Allerdings wurde die Kriegssteuer vier Monate später in eine günstigere und formal freiwillige Staatsanleihe umgewandelt.
Als besonders schmerzlich erwiesen sich die laufenden Einziehungen der jungen Männer zum Militärdienst. Viele der so zum Militärdienst gezwungenen Westerhüsener starben an entfernten Kriegsschauplätzen in Spanien und Russland. Nur drei der Rekruten kehrten nach Westerhüsen zurück. Als überlebende Westerhüser Kriegsteilnehmer sind Andreas Grabau junior und Peter Friedrich Curio überliefert. Curio war als Freiwilliger in ein westphälisches Reiterregiment eingetreten, wo er bis zum Wachtmeister befördert wurde. Nach dem Tag von Groß Beeren am 23. August 1813 wechselte er zur Österreichisch-Deutschen Legion, wo er im 1. Husaren-Regiment von William Friedrich von Hammerstein gegen Napoleon kämpfte. Von den gefallenen Westerhüsern sind fünf Namen überliefert. Sergeant Johann Daniel Reinecke starb in Moskau, war jedoch zuvor vom 6. Westphälischen Infanterieregiment zur gegen Napoleon kämpfenden Russisch-Deutschen Legion übergetreten. Der Unteroffizier Johann Friedrich Jakob Richert, 4. Westphälisches Infanterieregiment, verstarb im Hospital von Woronesch. Johann Peter Lattorf, 6. Westphälisches Infanterieregiment, verstarb 1813 im Hospital von Orel, Friedrich Martin Schäfer, ebenfalls 6. Regiment, verstarb im Hospital von Samara. Als Sterbeort von Andreas Jacon Ernst, 4. Westphälisches Infanterieregiment, wurde Kursk ermittelt.

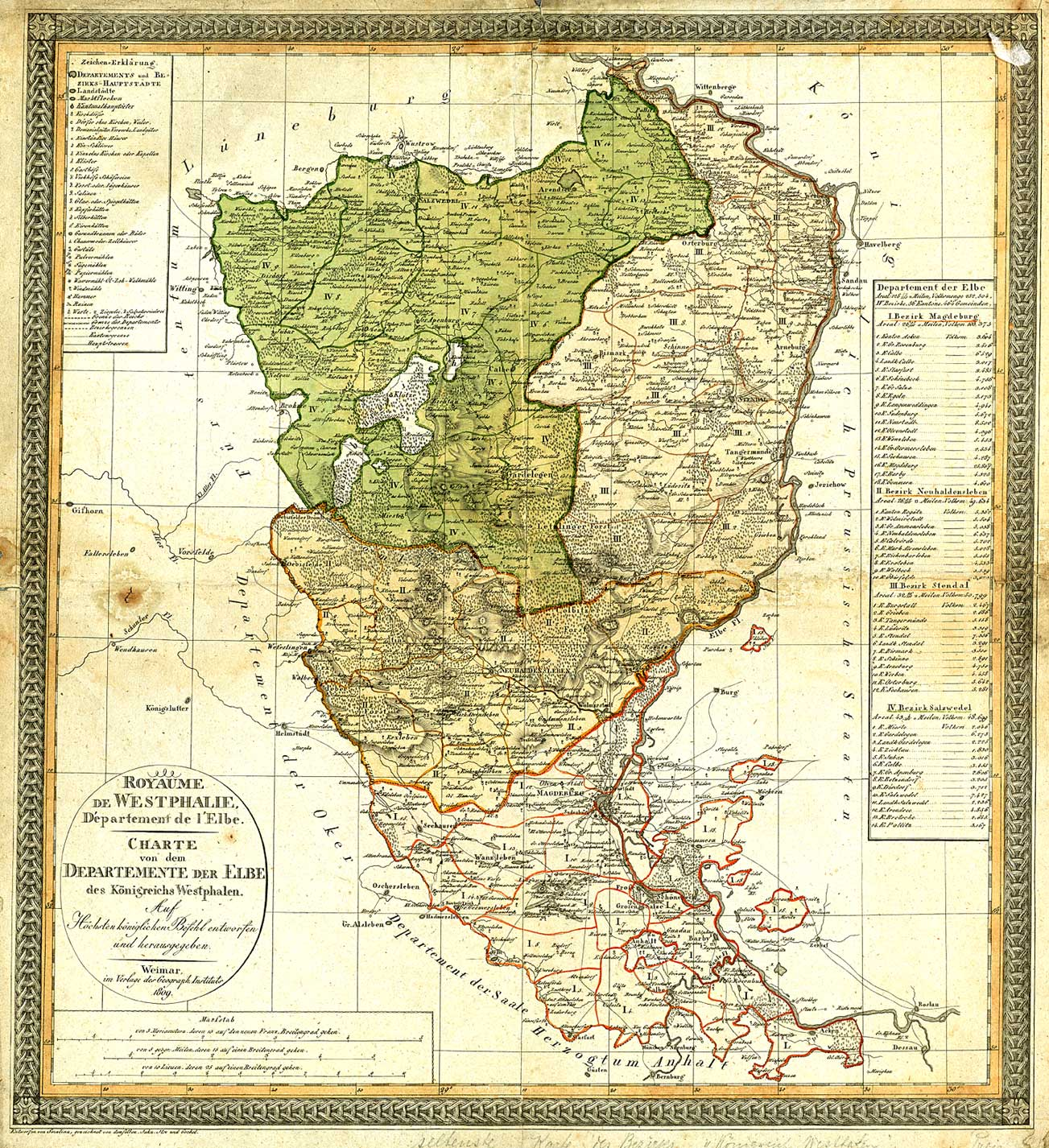
Karte des Elbedepartments aus dem Jahr 1809

In der Zeit der französischen Besetzung gehörte Westerhüsen zum Kanton Sudenburg des Distrikts Magdeburg des Elbedepartments im Königreich Westphalen. Der als Maire bezeichnete Bürgermeister war Christian Gottfried Böckelmann. Sein Stellvertreter, Adjunkt, war Johann Gottfried Stoeffler, der ab 1820 dann das Amt des Bürgermeisters innehatte. Darüber hinaus gab es als Gemeindevertretung einen acht Personen zählenden Munizipalrat. Der Maire war zugleich Polizeibehörde, der auch die kirchlichen Stellen nun unterstanden.
Nach der Niederlage der napoleonischen Truppen im Russlandfeldzug kündigte Preußen das erzwungene Militärbündnis mit Frankreich auf und erklärte den napoleonischen Truppen den Krieg. Am 5. April 1813 kam es etwas weiter östlich von Westerhüsen bereits zum Gefecht bei Möckern, womit die Kampfhandlungen wieder die Region erreicht hatten. In einem Bericht vom 9. April 1813 wird erwähnt, dass die französische Seite auf der Elbe bei Westerhüsen sieben Kähne für Fahrten bereithielt. Die französischen Truppen errichteten entlang der Elbe etwa jede halbe und ganze Meile während eines Waffenstillstandes im Juli 1813 ein befestigtes Blockhaus. In Westerhüsen wurde das Haus des Kossaten und Ölmüllers Heinrich Gottfried Uebe, an der heutigen Adresse Merseburger Straße 3, zu so einem Blockhaus umgebaut. Zunächst bestand die Besatzung des Blockhauses aus Franzosen, bevor dann Neapolitaner stationiert wurden. Die nun für die Festung Magdeburg erhobenen Forderungen auf Lieferung von Proviant erreichten fast die Menge der insgesamt eingebrachten Ernte. Das Vieh benachbarter Gemeinden wurde zusammengetrieben. Die Einziehung des Viehs der Westerhüsener sollte zuletzt erfolgen, wohl weil man davon ausging, dass der Zugriff hierauf nicht gefährdet war.

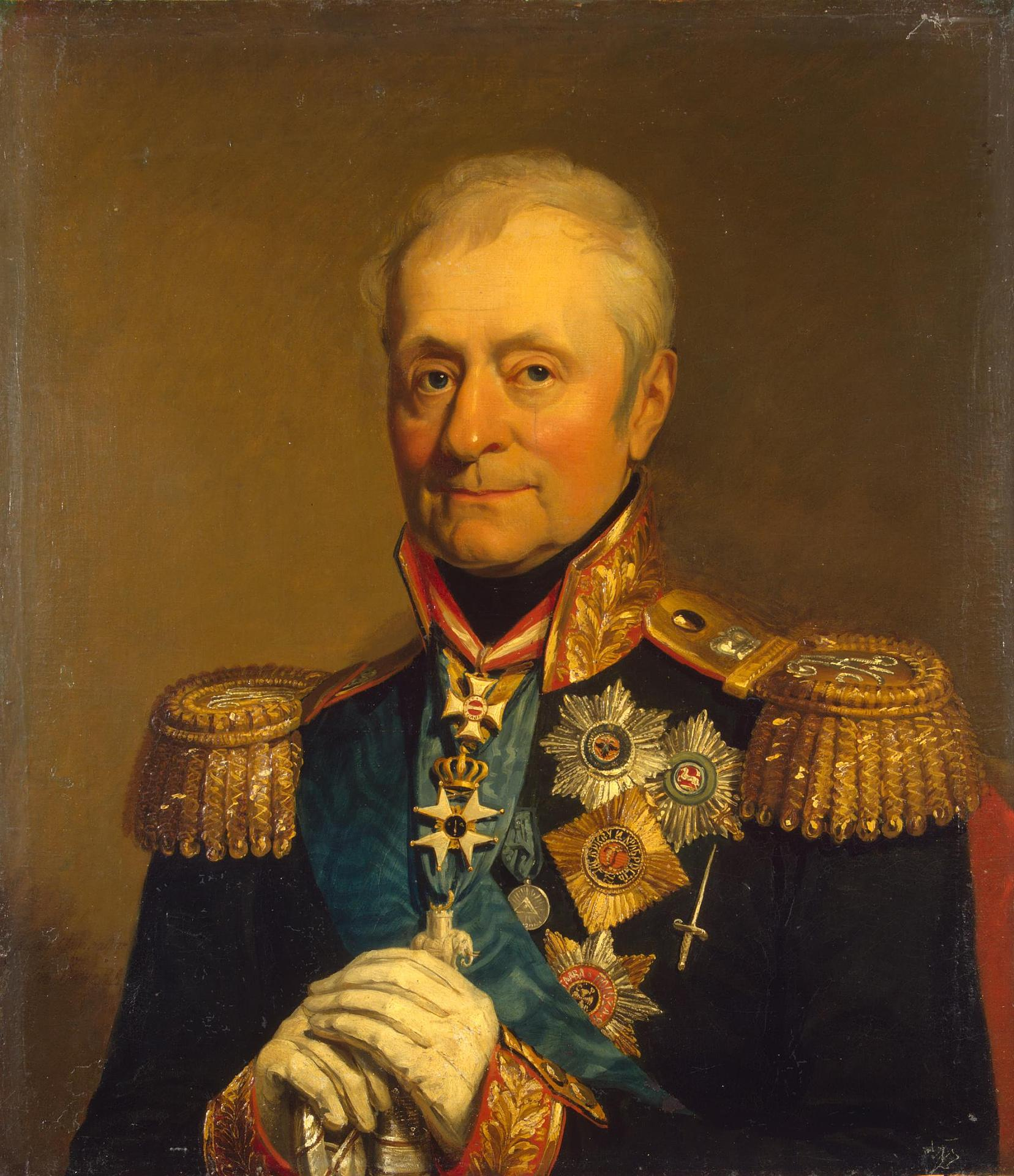
General Levin August von Bennigsen

Nachdem Napoleon am 18. Oktober 1813 in der Völkerschlacht bei Leipzig geschlagen worden war, stießen die siegreichen russisch/preußischen Truppen auch auf die Festung Magdeburg vor. Am 8. November 1813 griffen russische Truppen unter dem Kommando von General Bennigsen bei Schönebeck, Groß Salze, Frohse, Westerhüsen, Dodendorf und Sohlen stationierte französische Truppen an und rückten von Welsleben aus vor. Ziel war es dabei den Rückzug der bei Schönebeck stehenden französischen Truppen der Brigade Senecal in Richtung Festung Magdeburg zu verhindern. Bei Sohlen lag eine weitere französische Brigade und auch General Pierre Lanusse, der vom Kreuzberg das Heranrücken der russischen Truppen beobachtete. Er ließ vier Kanonenschüsse abfeuern, um den in Schönebeck stehenden Truppen das Signal zum Abzug zugeben. Allerdings wurde der Angriff der russisch/preußischen Truppen später als zu zögerlich kritisiert, da es den gewarnten französischen Truppen gelang sich eilig zurückzuziehen. Um 11.00 Uhr erreichte Senecal ohne größere Verluste die Wellenberge bei Westerhüsen. Artilleriefeuer und Kämpfe zwangen General Lanusse etwa zeitgleich mit dem Eintreffen Senecals zum Rückzug aus Sohlen. Bennigsen selbst zog dann mit Truppen von Sohlen aus nach Westerhüsen. Die Landwehr von Pensa soll hierbei einen erfolgreichen Angriff gegen noch vorhandene französische Einheiten geführt haben. Nach Darstellung der russisch/preußischen Seite sollen insgesamt 1000 französische Soldaten gefallen sein. Die Zahl dürfte jedoch deutlich überhöht sein. Die glaubhaften französischen Meldungen berichteten über 70 Tote, 158 Verwundete, 120 Vermisste und 7 Übergelaufene.
Südlich von Westerhüsen, vom Weg nach Frohse aus, erfolgte russisches Artilleriefeuer. Die Einwohner von Westerhüsen waren in größter Sorge, dass sich die Kampfhandlungen in den Ort verlagern würden. Die Franzosen zogen schnell über Beyendorf in Richtung Salbke über die dort damals befindliche Sülze-Brücke ab. Nur einige Lanciers ritten eilig durch Westerhüsen selbst. Der Gefechtsbericht des Generals Lanusse gibt allerdings einen Rückmarsch französischer Truppen über Westerhüsen an. Die Neapolitaner verließen das Blockhaus. Das vor dem Blockhaus liegende Kanonenboot legte ab und schoss in das Dorf, ohne jedoch Schäden anzurichten. Um 11.00 Uhr besetzte ein russisches Ulanen Regiment unter der Führung von General Baron von Kreuz Westerhüsen. Das befestigte Blockhaus wurde von ihnen zerstört. Neben dem Wohnhaus waren letztlich auch Stall, Scheune und Bienenhaus vernichtet. Der Schaden wurde mit 1184 Talern angegeben. Der preußische Finanzminister gewährte Uebe später eine gesonderte Unterstützung von 500 Talern. Nach dem dann erfolgten Wiederaufbau wurde das Grundstück im Jahr 1846 dann durch ein Feuer nochmals zerstört.
Das Lager der eingerückten Truppen wurde in der Nähe des Dorfes bei einer Windmühle, wohl bei der Böckelmannschen Windmühle westlich des Dorfes, aufgeschlagen. Es erfolgten auch wieder Einquartierungen. Holz, Korn und Stroh wurden requiriert. Am 12. November wurde das Regiment dann nach Frohse verlegt. Es schlossen sich Einquartierungen von Kosaken, Tataren und Kalmücken an. Am 18. November folgten für einige Tage Baschkiren. Schließlich rückten dann am 11. Dezember 1813 gegen 11.00 Uhr erstmals wieder preußische Truppen, ein Eskadron des Kurmärkischen Ulanenregiments unter dem Kommando des Rittmeisters von Erxleben in Westerhüsen ein. Da die weiter nördlich gelegene Festung Magdeburg weiterhin in französischer Hand blieb, wurde Westerhüsen zum militärischen Vorposten der preußischen Truppen. Ab dem 18. Dezember 1813 wurde der Vorpostendienst vom 5. und 7. Kurmärkischen Landwehrregiment der preußischen Infanterie unter dem Kommando von Rohr und von Borstel übernommen. Über einen Zeitraum von mehr als einem halben Jahr blieb eine starke militärische Besatzung vor Ort. Neben einem Bataillon Infanterie war dies ein Eskadron Kavallerie und zuletzt Husaren und Artillerie. Wiederholt machte die französische Festungsbesatzung Ausfälle in die Umgebung, was zu großen Befürchtungen unter der Bevölkerung führte. Westerhüsen blieb jedoch von solchen Kampfhandlungen verschont. Das weiteste Vordringen nach Süden führte die französischen Truppen nur noch bis zum nördlichen von Westerhüsen gelegenen Salbke. Am 20. Februar 1814 wurde in Westerhüsen ein Landsturm organisiert.
Anlässlich von Siegen der preußisch/russischen Truppen wurde auch in Westerhüsen jeweils Victoria geschossen. Dies war nach den Einnahmen der Festung Küstrin, der Festung Stettin, der Festung Glogau und am 10. April 1814, dem ersten Osterfeiertag, anlässlich der Schlacht von Brienne der Fall. Am 22. Mai 1814 wurde feierlich der Preußische Adler am Gasthof angeschlagen. Der Adler war zuvor mit einer Parade des Landsturms, begleitet von vier Töchtern der Gemeinde sowie der Dorfjugend und Musik zur Kirche getragen und dort vor dem Altar aufgestellt worden. Nach einer Rede und Lob- und Dankesliedern erfolgte dann schließlich bei Musik und Absingen des Liedes Nun danket alle Gott das Anschlagen des Adlers am Gasthof. Es wurde ein Vivat auf den König ausgebracht. Der Landsturm schoss Salut. Im Gasthof war dann am Abend auf Kosten der Gemeinde eine Festveranstaltung mit freien Getränken, Musik und Tanz.
Zwei Tage später, am 24. Mai 1814, rückten dann schließlich preußische Truppen in die von den Franzosen geräumte Festung Magdeburg ein. Die Kampfhandlungen in der Region waren damit beendet. Durch Krankheiten und die direkt im Krieg gefallenen war die Bevölkerungszahl unter das Vorkriegsniveau gesunken.
Die Zeit der französischen Besatzung in der Region zwischen Magdeburg und Halle thematisierte Paul Schreckenbach in seinem 1908 verfassten Roman Der böse Baron von Krosigk, worin am Rande auch Westerhüsen erwähnt wird.
Wie in allen preußischen Gebieten fand am 18. Januar 1816 auch in Westerhüsen ein Friedensfest statt. Es fand eine Prozession vom Haus des Dorfschulzen zur Kirche statt. An der Spitze des Zuges liefen der Schulze und die Anführer des Landsturms, gefolgt von den Töchtern der Gemeinde, die eine von angeschaffte, von einem jungen Mann getragene, Friedensfahne sowie zwei Büsten von König Friedrich Wilhelm III. und Fürst Blücher von Wahlstadt begleiteten. Nach den Söhnen der Gemeinde und den weiteren Gemeindemitgliedern folgte am Ende der Landsturm. Fahne und Büsten verblieben in der Kirche. Es folgte ein Gottesdienst und später noch weitere Feierlichkeiten.
Als aus Westerhüsen stammender Straftäter wurde in dieser Zeit Johannes Brambach auffällig. Wegen eines gemeinsam mit einem Theodor Unger begangenen Raubes wurde er 1807 in Untersuchungshaft genommen und dann zu 12 Jahren Festungsarbeit verurteilt. Im Herbst 1813 gelang ihm wie vielen anderen Häftlingen die Flucht aus dem Stockhaus in Kassel.

### Industrialisierung
Mit der Neuordnung der preußischen Kreisverwaltung kam Westerhüsen 1818 zum Kreis Wanzleben.
Am 6. April 1833 kam es gegen 21.00 Uhr zu einem Brand. Betroffen waren die Grundstücke Merseburger Straße 4 und Alt Westerhüsen 149, 151/152. Auch am 12. Oktober 1835 kam es zu einem Feuer, diesmal auf dem Kossatenhof des Gottfried Boeckelmann. Die Magd hatte wohl einen heißen Stein zum Aufwärmen des Betts unvorsichtig während ihrer Abwesenheit im Bett platziert. Die örtliche Feuerspritze wurde von Westerhüsenern herangezogen und das Feuer schnell gelöscht. Das Dach des Gebäudes war jedoch beschädigt, das Bett gänzlich abgebrannt. Weitere größere Brände sind für 1842 (Alt Westerhüsen 36) und 1846 (Merseburger Straße 3) überliefert. Bei dem Brand von 1846 war das Wirtschaftsgebäude des Veteranen der Befreiungskriege Christian Johann Linde betroffen, wobei auch seine Kriegergedenkmünze samt Papieren verloren ging, die er für seine Teilnahme 1813/14 beim 5. kurmärkischen Ulanenregiment erhalten hatte. Ihm wurde auf Antrag des Landrates eine neue ausgehändigt. Die Brände und ihre Ausbreitung wurden durch die damals noch häufig anzutreffenden Strohdächer begünstigt.
Im Jahr 1834 zählte Westerhüsen 700 Einwohner, darunter 150 schulpflichtige Kinder. Ein Bewohner war katholischer, die übrigen 699 evangelischer Konfession. Alle dreißig Geburten des Jahres 1835 waren ehelich. Als Dorfschulze amtierte in dieser Zeit Friedrich Richter. Aufgrund einer Missernte wurden in dieser Zeit Futtermittel so knapp, dass einige Bewohner strohgedeckte Dächer abdeckten und dieses Stroh verfütterten. Veranlasst durch Hofrat Knorr, der von 1826 bis 1848 in der späteren Kieler Straße 5 lebte, führte Pfarrer Schultze ab 1835 eine Chronik, die jedoch von seinen Nachfolgern nur sehr lückenhaft weitergeführt wurde.
Im Jahr 1835 wurde zweimal eine Leiche in der Gemarkung Westerhüsen aufgefunden. Einen ersten Vorfall gab es am 4. November. Gegen 15.00 Uhr wurde an der Heerstraße Richtung Magdeburg, rechterhand im Graben zwischen Westerhüsen und einer Eiche ein zunächst unbekannter Toter aufgefunden. Nach Ermittlungen der Criminal Commission zu Groß Salze konnte der Tote als der alkoholkranke 48- oder 49-jährige Kaufmann Friedrich Wilhelm Daegner, wohnhaft Magdeburg, Tischlerbrücke 16 identifiziert werden. Er fiel vermutlich alkoholisiert in den Graben oder legte sich dort freiwillig hin. Am 27. November gegen 7.00 Uhr wurde dann eine männliche Leiche auf dem Fußweg nach Frohse, etwa 2000 Schritte von Westerhüsen entfernt, gefunden. Der etwa 30-Jährige, dessen Identität nicht aufgeklärt werden konnte, hatte sich mit einer Pistole durch einen Kopfschuss das Leben genommen. Beide Verstorbene wurden vor dem neuen Friedhof beerdigt.
1842 ließ die Gemeinde Westerhüsen unter Ortsvorsteher Hofrat Knorr die durch den Ort führende Straße mit 150 Schachtruten Erde und Sand aufschütten. Neben Knorr dankte die Regierung dem Schöppen Bischoff, dem Ackermann Friedrich August Böckelmann und dem Verwalter Lamy für ihren Einsatz.
Im Februar 1843 bestanden Bemühungen eine bis dahin ungenutzte Fläche auf „der bedeutendsten Anhöhe neben“ dem Dorf als landwirtschaftliche Fläche urbar zu machen. Dabei stießen die Arbeiter am 15. Februar auf ein kleines kellerartiges Gewölbe, dessen Decke sie durchbrachen. Im Inneren des so freigelegten gewölbten Raums standen symmetrisch verteilt vier tönerne Urnen, die als fußhoch und schön geformt beschrieben wurden. In der Hoffnung auf einen Schatz gestoßen zu sein zerschlugen die Arbeiter mit den Spaten die Urnen, statt lediglich die Deckel abzunehmen, so dass die Urnen nicht erhalten sind. Die Urnen enthielten Asche und Knochenreste. Unter den Scherben fand sich lediglich eine verwitterte kupferne Spange. Auf diese Weise ging eine weitere bis dahin noch unberührte prähistorische Grabanlage in Westerhüsen verloren.
Die Postzustellung wurde Ende des Jahres 1847 verbessert. Landbriefträger gingen nun regelmäßig sechs Mal in der Woche nach Westerhüsen.

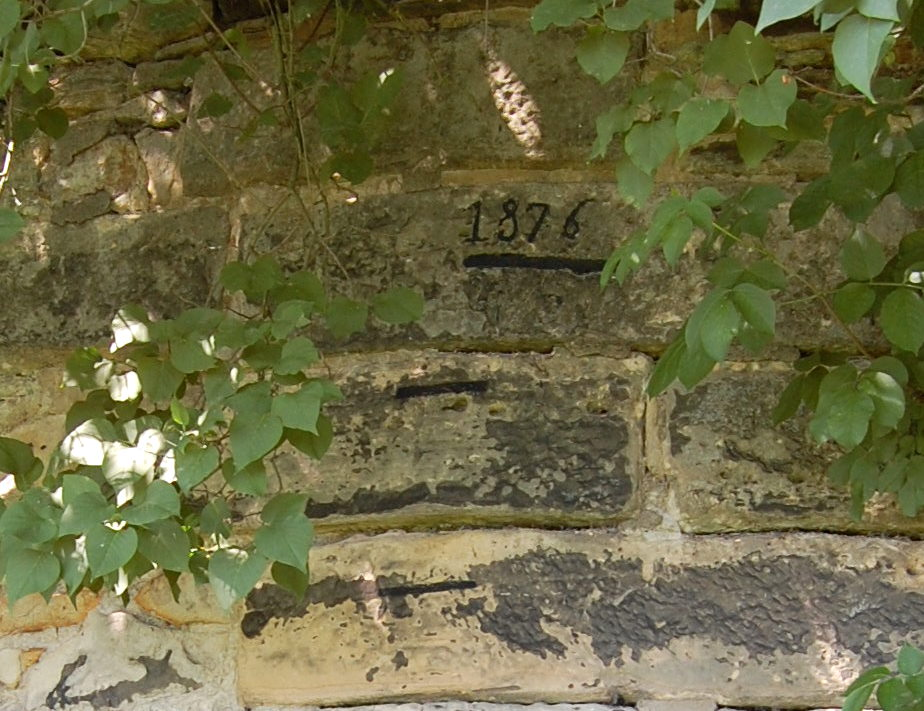
Hochwassermarke von 1876, unterhalb der Kirche

Am 8. Juli 1853 zog gegen 14.00 Uhr ein Gewitter mit Hagelkörnern wie hünder Eir groß auf und zerstörte einen erheblichen Teil der Ernte. Die immer wiederkehrenden schweren Hochwasser der Elbe brachten das Dorf Westerhüsen aufgrund seiner hohen Lage über dem Fluss nicht in Bedrängnis. Im Winter kam es vor, dass sich auf der Elbe Eismassen zu großen Bergen aufstauten, so auch am 6. März 1855. Auch Rettungstaten sind belegt. So wurde dem Westerhüser Müllergesellen Bethge vom preußischen Innenminister für die unter eigener Lebensgefahr erfolgte Rettung des Schuhmachergesellen Kirchner vor dem Ertrinken die Erinnerungs-Medaille verliehen. Ähnliches geschah am 11. Januar 1857, als ein zehnjähriger Junge beim Schlittschuhlaufen in die Elbe stürzte, jedoch vom Schulamtspräparanden Karl Wäsche gerettet wurde. Am 28. Juli 1870 wurde die Rettungsmedaille am Bande an den Buchhalter Simon Binder verliehen. Im Februar 1876 war das Hochwasser so hoch, dass die Chaussee nach Schönebeck überschwemmt wurde. Unterhalb der Kirche ist eine Wasserstandsmarke zur Erinnerung an das Hochwasser angebracht.
In den 1850er Jahren besuchte der Botaniker Paul Ascherson auch das Gebiet um Westerhüsen. In seinem 1864 erschienenen Werk über die Flora der Provinz Brandenburg, der Altmark und des Herzogthums Magdeburg werden auch diverse Pflanzenfunde in und um Westerhüsen und vor allem den nahen Höhenzügen belegt. Für Westerhüsen selbst werden die Funde von Acker-Leinkraut, Acker-Schwarzkümmel, Feldlöwenmaul, Geflügeltes Johanniskraut, Großer Bocksbart, Kali-Salzkraut, Kleines Leinkraut, Stinkender Gänsefuß und Wiesen-Kuhschelle benannt. Auf dem Anger vor Westerhüsen wurde Deutscher Ziest gefunden. In den Eisenbahngräben südlich von Westerhüsen fand der Mitarbeiter Schneider Kelch-Steinkraut. In den Eisenbahngräben fand Schneider auch Dolden-Milchstern, Dreifinger-Steinbrech und Braunes Mönchskraut, während sich vor Westerhüsen Ästiger Igelkolben und Knöllchen-Steinbrech fand. Für die Kirchhofsmauer wurde Weiße Fetthenne notiert. Im Bereich zwischen Westerhüsen und dem Frohser Berg wurden Funde von Acker-Hundskamille und Borstigem Vergissmeinnicht, nördlich des Orts von Acker-Trespe mitgeteilt. Am Elbufer fand sich der Schlammling.
Mit einer im Amtsblatt veröffentlichten Verordnung vom 20. Januar 1859 wurde in Westerhüsen, wie in weiteren Orten der Umgebung ein Rauchverbot auf den Straßen erlassen. Nach mehr als zehn Jahren, am 16. April 1869, wurde es wieder aufgehoben. Im Jahr 1860 wurde in Westerhüsen die Separation und somit eine Flurbereinigung durchgeführt.
Am 17. März 1863 wurde der 50. Jahrestag des Beginns der Befreiungskriege in Westerhüsen festlich begangen. Anlässlich der Feierlichkeiten wurden zwei Eichen und eine Linde vor das alte Schulgebäude in der Sohlener Straße 3 gepflanzt. Eine der Eichen ist heute noch vorhanden. Zu der Feier waren noch mehrere Kriegsveteranen anwesend. Diese bedankten sich in der Magdeburgischen Zeitung vom 22. März 1863 beim Pfarrer und beim Wirt des Goldenen Schiffs. Als letzter Veteran verstarb am 11. Juli 1877 im Alter von 88 Jahren Christian Johann Linde, der als Altsitzer beim Kossaten Friedrich Uebe lebte. Linde war jedoch am 25. Dezember 1788 in Niederndodeleben geboren worden und erst durch Heirat der Witwe des Heinrich Gottfried Uebe, heutige Merseburger Straße 5, am 26. September 1819 nach Westerhüsen gekommen. 1863 wurde auch einer Tat des in der Kieler Straße 6 lebenden Moritz Schlüter gedacht, mit welcher er „siegreich in Mannes Ausdauer und Kraft seinen 7-jährigen Kampf um gebeugtes Recht!“ in den Befreiungskriegen gewirkt hatte. Der Inhalt der Tat ist nicht überliefert. Im Sommer des Jahres 1863 fand ein Militärmanöver in der Region statt. Über die Elbe wurde am 4. August oberhalb von Westerhüsen vom Magdeburgischen Pionier-Bataillon Nr. 4 eine Pontonbrücke geschlagen.
Auch am Deutschen Krieg des Jahres 1866 und am Deutsch-Französischen Krieg 1870/71 nahmen Westerhüsener teil. Den Gefallenen, drei 1866, einer 1870/71 wurde mit Gedenktafeln in der Kirche gedacht. Insgesamt wurden bei späteren heimatgeschichtlichen Forschungen in der ersten Hälfte des 20. Jahrhunderts 53 Veteranen der Kriege von 1864, 1866 und 1870/71 ermittelt.
Lebten die Einwohner über die Jahrhunderte von der Landwirtschaft, der Fischerei und der Elbschifffahrt, trat in der ersten Hälfte des 19. Jahrhunderts ein Wandel ein. Bis 1836 war der Bereich zwischen den Ortslagen von Westerhüsen und Salbke noch freies Feld. Im Zuge der Industrialisierung in Deutschland entstanden dann auch in Westerhüsen mehrere Fabriken. Auch die noch lange sehr stark das Ortsbild prägende Landwirtschaft veränderte sich. Mit dem Aufkommen von Zuckerfabriken in Magdeburg und Umgebung wurde die Zuckerrübe zu einem wichtigen Bestandteil der landwirtschaftlichen Produktion. Die Zuckerfabriken waren aufgrund der Transportkosten darauf angewiesen, die Rüben möglichst standortnah anzubauen. Aus der Zeit um 1850 wird berichtet, dass die Zuckerfabrikanten fast alle Bauernhöfe der Gegend, darunter auch die Westerhüsener Höfe angepachtet hatten. Die Bauern erzielten aus der Verpachtung erhebliche Einnahmen zwischen 2000 und 5000 Talern. Der Lebensstil der über die großen Ackerflächen verfügenden, soll der „großer Herren“ entsprochen haben.
Um 1840 war die Einwohnerzahl auf 974 Personen, darunter zwei Katholiken, angestiegen.

#### Eisenbahn
Neben der Lage an der Elbe und der Landstraße nach Magdeburg wurde die weitere Industrialisierung des Gebiets vor allem durch den 1838 begonnenen Bau der Bahnstrecke Magdeburg–Leipzig gefördert, die bereits 1839 im Teilstück nach Schönebeck eröffnet wurde. Vermutlich bereits von Anfang an gab es einen Bahnhof in Westerhüsen. Die parallel zur Hauptstraße verlaufende Bahntrasse trennte jedoch auch die westlich hiervon gelegenen Gebiete von Westerhüsen ab, die seitdem nur noch über Bahnübergänge und bzw. durch Brücken und Unterführungen mit dem Ortskern verbunden sind. Die Bahnstrecke wurde in der folgenden Zeit ausgebaut und nahm damit größere Flächen in Anspruch, so dass sogar der Friedhof Westerhüsen verlegt werden musste. 1894 war die Strecke schon viergleisig ausgebaut. Die Elektrifizierung erfolgte 1934. In der Nacht vom 28. auf den 29. Februar 1860 kam es vor Westerhüsen zu einem Eisenbahnunglück. Ein starker Sturm hatte zehn Personenwagen der Eisenbahn vom Bahnhof Buckau bis kurz vor die Brücke bei Westerhüsen getrieben. Gegen 1.15 Uhr stieß der von Leipzig kommende Personenzug auf diese Wagen. Der erste Wagen wurde auf die Lokomotive geschleudert und riss den Schornstein herunter. In der Umgebung wurden mehrere Häuser, Anlagen und Bäume beschädigt. Passagiere kamen nicht zu Schaden.
Folgende Industrieunternehmen entstanden in Westerhüsen und prägten lange das Ortsbild.

#### Strohpappenfabrik

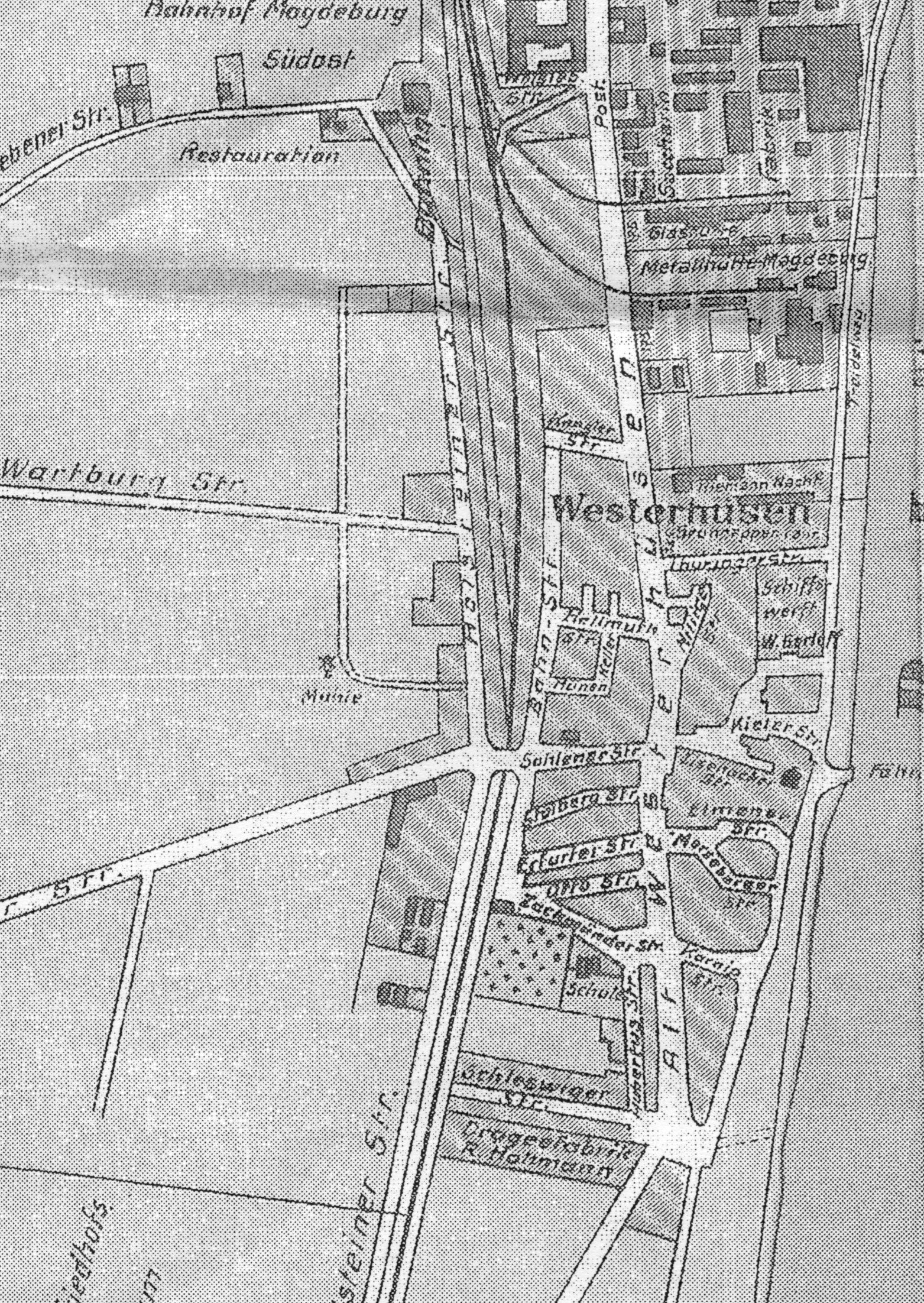
Ortsplan von Westerhüsen aus der Zeit nach dem Ende des Ersten Weltkrieges; nördlich der noch bis zur Elbe durchgehenden Thüringer Straße befindet sich die Strohpappenfabrik, noch weiter nördlich die Metallhütte, die Glashütte und die Saccharin-Fabrik Fahlberg-List; südlich der Thüringer Straße befindet sich die Schiffswerft Gerloff. Entlang dem Elbufer verläuft der Treidelweg, von dem aus in der Vergangenheit Schiffe stromauf getreidelt, also gezogen wurden. Südlich der Schleswiger Straße am südlichen Ortsausgang liegt die Drageefabrik Hohmann. Der Bereich westlich der Holsteiner Straße ist noch unbebaut, auch den neuen Friedhof und den Volkspark Westerhüsen gibt es noch nicht. Bemerkenswert ist die nördlich der Sohlener Straße noch eingezeichnete Böckelmannsche Windmühle

Zunächst entstand 1836 auf dem heutigen Grundstück Alt Westerhüsen 168 eine vom Magdeburger Kaufmann H. Schwarz errichtete Stärkefabrik. Hier wurde aus Kartoffeln Sirup hergestellt. Auch sogenanntes Neublau zum Färben der Wäsche wurde produziert. 1873 entstand aus dem Werk eine Papierfabrik, die ab 1892 jedoch nur noch Strohpappe herstellte. Das dazugehörige Wohnhaus war 1883 erweitert worden. 1905 und 1910 kam es zu größeren Bränden im Maschinenhaus, am 6. Oktober 1919 erfolgte eine Kesselexplosion, bei der der Werkmeister August Geserick verunglückte. 1922 wurde die Anlage von der Firma Henkel übernommen und modernisiert. Etwa 100 Mitarbeiter produzierten jährlich 7500 Tonnen Strohpappe, die als Verpackung für Persil, Ata und IMI diente. Dabei wurde rund um die Uhr produziert und täglich 25 Tonnen, später bis zu 32 Tonnen Stroh verarbeitet. 1935 wurde ein Grundstück an der Thüringerstraße hinzu erworben und mit einem großen Schuppen bebaut. Der Schuppen konnte 5000 Tonnen Stroh fassen, erwies sich jedoch bald wieder als zu klein. 1938 entstand ein 65 Meter hoher Schornstein. Nach dem Zweiten Weltkrieg gehörte das Werk zum Persil-Werk VEB bzw. später dem VEB Waschmittelwerk Genthin. Nach Umstellung der Verpackungsmethode wurde das Werk 1967 stillgelegt und vom benachbarten Chemiewerk Fahlberg-List übernommen.

#### Zuckerfabrik und Metallhütte

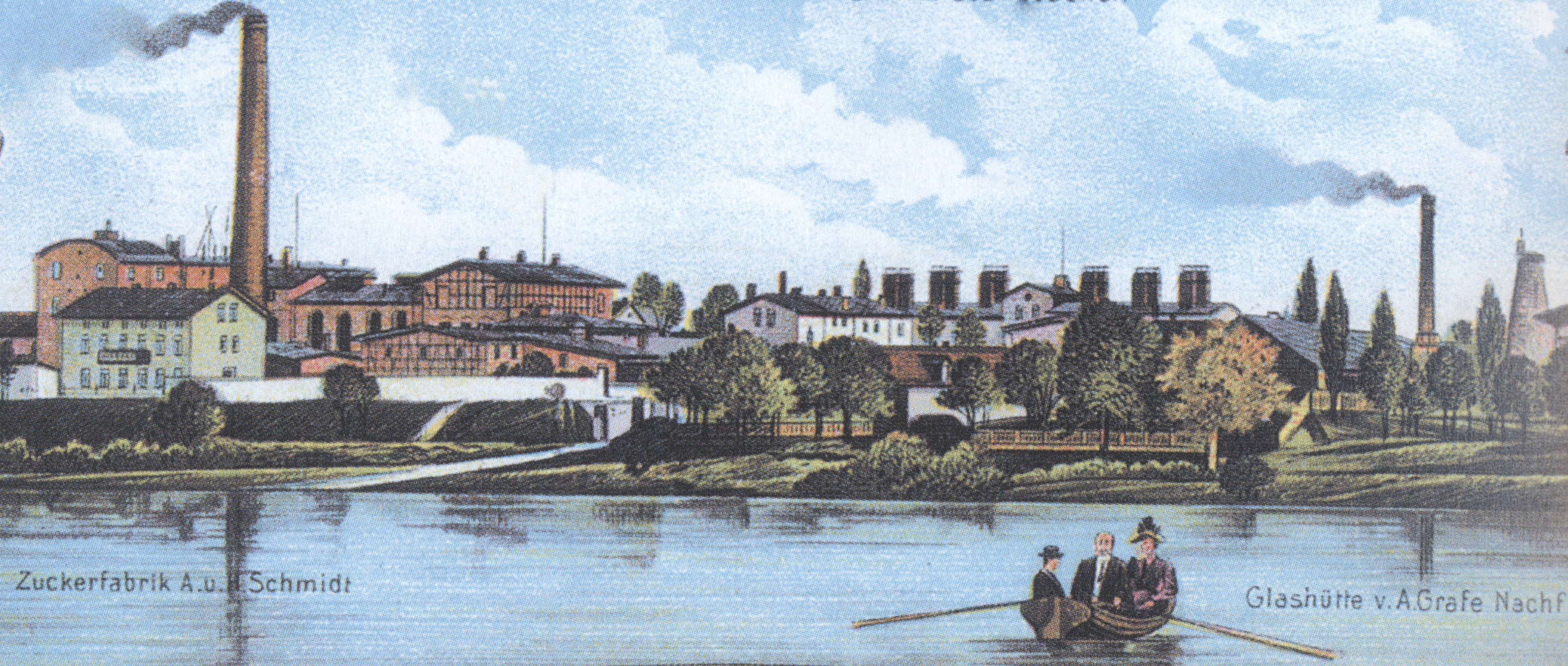
Blick von der Elbe auf Zuckerfabrik und Glashütte, um 1900

Ab dem 13. Januar 1838 wurde nördlich der Strohpappenfabrik in Westerhüsen durch die Gebr. Schmidt & Coqui die erste Magdeburger Zuckerfabrik errichtet. Ab dem 11. Januar 1839 begann der Probebetrieb. 1909 kam es zu einem Brand auf dem Werksgelände. Ab 1917 entstand an der Stelle der Zuckerfabrik eine Metallhütte. Markant war ein eigens errichteter 75 Meter hoher Schornstein. Bereits am 24. September 1921 übernahm das benachbarte Chemiewerk Fahlberg-List das Unternehmen. Die vom Schwefelkies nach der Gewinnung von Schwefel verbliebenen Abfälle wurden von der Metallhütte weiterverarbeitet. Das Kupfer wurde herausgelöst, die verbleibenden Eisenoxide an Eisenhütten abgegeben. Die Anlage erwies sich jedoch aufgrund zu geringer Größe als unwirtschaftlich und wurde bereits im Dezember 1928 wieder aufgegeben.

#### Darren
In Westerhüsen entstanden auch mehrere Darren, die die Trocknung von als Kaffeeersatz genutzter Zichorien betrieben. Zunächst baute der Magdeburger Fabrikant August Reckün eine solche Darre auf dem 1851 erworbenen Grundstück Hubertusstraße 1. 1873 wurde sie vom Magdeburger Kaufmann Guido Roch übernommen und an die Gebrüder Schmidt verpachtet. Sie war bis 1888 in Betrieb. 1889 bauten Fritz Bode und Gustav Fabel die Darre zur Speisesirupfabrik mit einem 32 Meter hohen Schornstein um. Pläne eines Dr. W. Wolters dort eine Düngemittelfabrik zu bauen scheiterten am Widerstand der Anwohner. Die Sirup- bzw. Saftfabrik wurde durch die Firma Röber und Rasehorn betrieben und brannte 1894 nieder. Der Schornstein wurde 1921 gesprengt. Später befand sich dort eine Baustoffhandlung der Familie Friedrich Wilhelm Cierpka.
Die Kossaten Gottlieb Linde und Ehrenfried Rieseberg erbauten 1861 auf dem Grundstück Alt Westerhüsen 59 eine Darre, die jedoch bereits 1867 durch Zwangsversteigerung an den Salbker Kaufmann Fritz Maaß ging. Maaß ließ die Darre später abbrechen und baute 1876 in Salbke eine neue große Darre auf. Das Grundstück der Westerhüser Darre wurde später von der Familie Günther mit einem Gewächshaus bebaut.
1864 hatte Gottlieb Linde eine weitere Darre auf dem heutigen Grundstück Alt Westerhüsen 121 errichtet, die jedoch 1887 abbrannte. Der Gärtner Friedrich Goetze betrieb danach dort Gewächshäuser. Später wurde das Grundstück als Hamburger Hof gastronomisch genutzt. Die größte Darre befand sich neben der Zuckerfabrik und wurde 1888 von den Gebrüdern Schmidt gebaut, die die Darre in der Hubertusstraße schlossen. Sie blieb beim Brand des Jahres 1909 unbeschädigt und war noch bis 1917 in Betrieb.

#### Glashütte

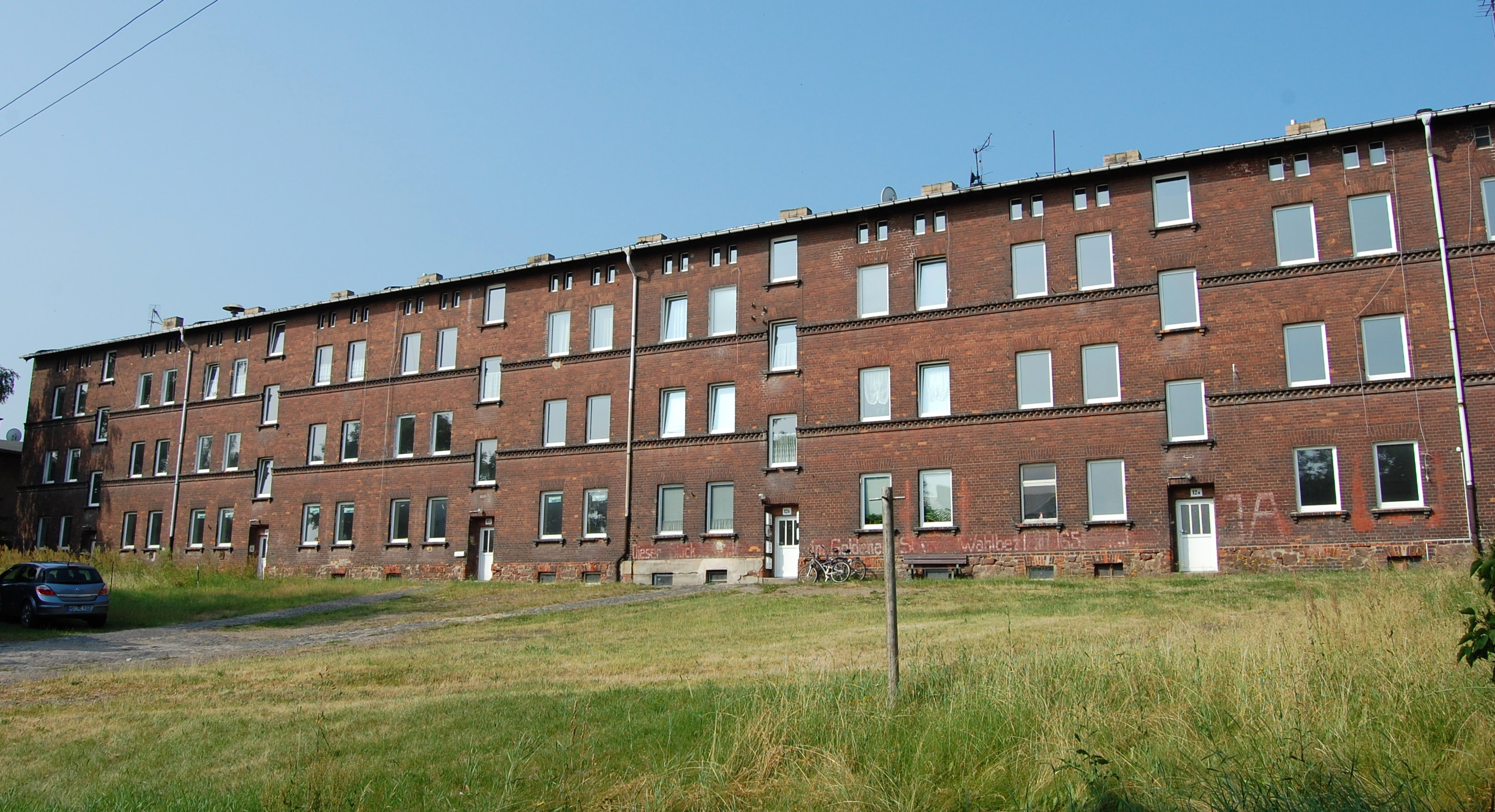
Alt Westerhüsen 12, westlicher Teil des Glasmacherhofes, Aufnahme 2010

1864 gründete der Salbker Maurer- und Zimmermeister Sigismund Schrader nördlich der Zuckerfabrik eine zuletzt als A. Grafe Nachfolger firmierende Glashütte. Zunächst wurde Tafelglas später Weißhohlglas hergestellt. Für sie wurde auch an der Adresse Alt Westerhüsen 11 eine Mietskaserne errichtet. 1902 kam für die Arbeiter noch das dahinter liegende, über sechs Eingänge langgestreckt Gebäude Alt Westerhüsen 12 hinzu. Noch heute wird diese Anlage als Glasmacherhof bezeichnet. 1878 erwarb der aus Magdeburg-Neustadt stammende Kaufmann Adolf Grafe junior das Werk und stellte die Produktion auf grünes und halbweißes Glas um. Nach seinem Tod betrieben seine Schwester Olga Krümmel und ihr Mann Otto Krümmel das Unternehmen dann als A. Grafe Nachfolger weiter. Ab 1901 führte deren Sohn Willi Krümmel den Betrieb. Letztlich wurde die Glashütte jedoch am 1. August 1926 stillgelegt.

#### Ziegelei

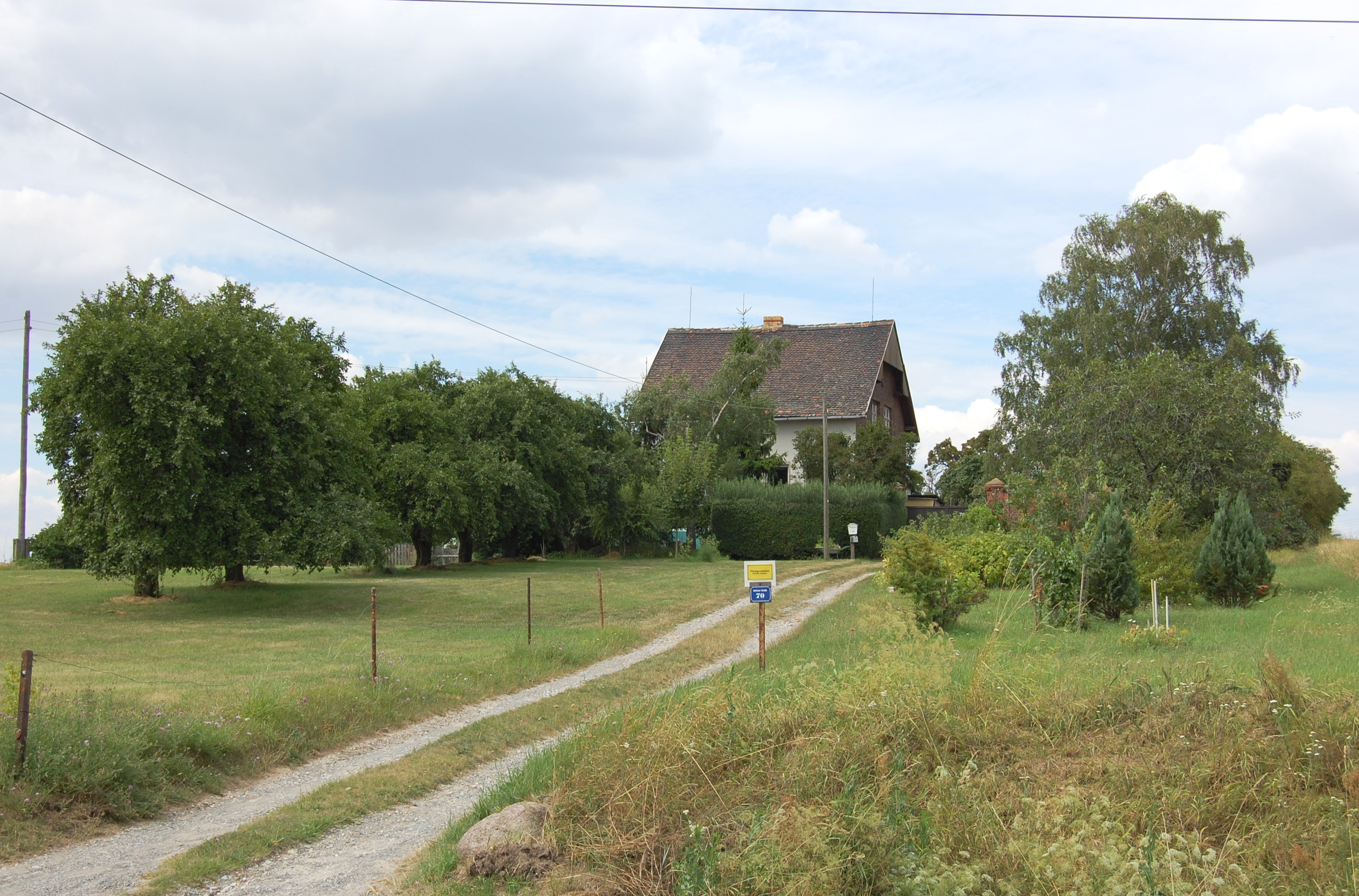
Wohnhaus im Bereich der ehemaligen Ziegelei

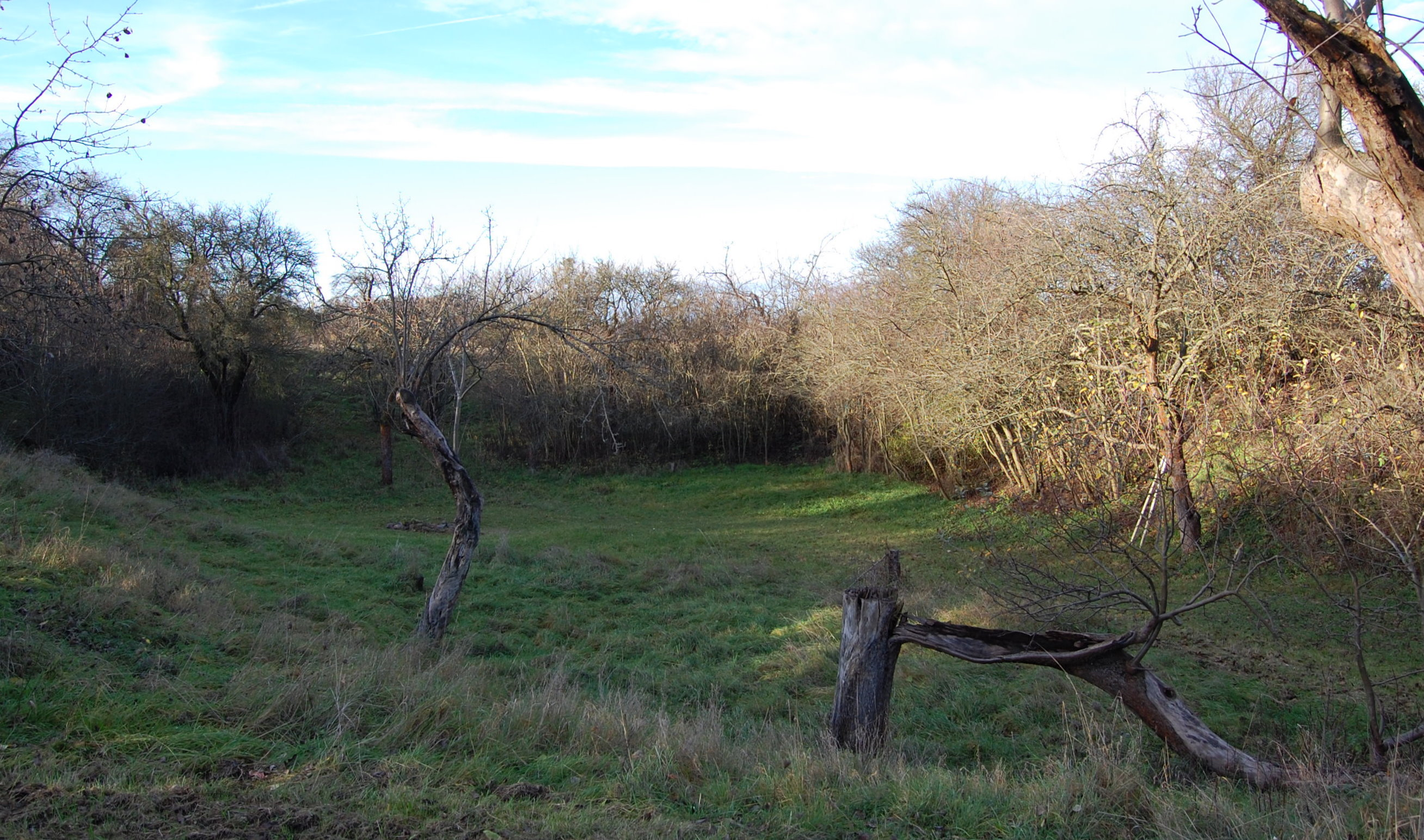
Ehemalige Tongrube

Für einige Zeit bestand in der Westerhüser Gemarkung auch eine Ziegelei. Der Sohlener Bauer Heinrich Säger errichtete sie 1880 nördlich der Chaussee von Westerhüsen nach Sohlen, kurz vor der Sohlener Ortseinfahrt. Heute gehört das Gebiet zur Gemarkung von Salbke. Die Ziegelei wurde 1894 vom Buckauer August Wischeropp erworben, der sie noch Ende des 19. Jahrhunderts schloss und abriss. Der Kaufmann Friedrich Bahn aus Sohlen baute dort 1904 ein noch heute bestehendes Wohnhaus mit Stallgebäude. Hinter dem Gebäude ist noch heute der Rest einer Grube zu erkennen, aus der der Ton für die Ziegelei entnommen worden war.

#### Schiffswerft Gerloff
Wilhelm Gerloff gründete auf dem Grundstück Kieler Straße 5 eine Stroh-, Holz- und Kohlehandlung, die er laufend erweiterte. 1891 errichtete er dann nördlich der Fähre Westerhüsen eine Schiffswerft. Diese war über den 1905 erfolgten Tod Gerloffs hinaus in Betrieb, wurde jedoch noch vor Beginn des Ersten Weltkrieges eingestellt, während die Kohlehandlung noch bis 1925 bestand. Von der Anlage blieb die Gerloffsche Villa erhalten.

#### Brauerei

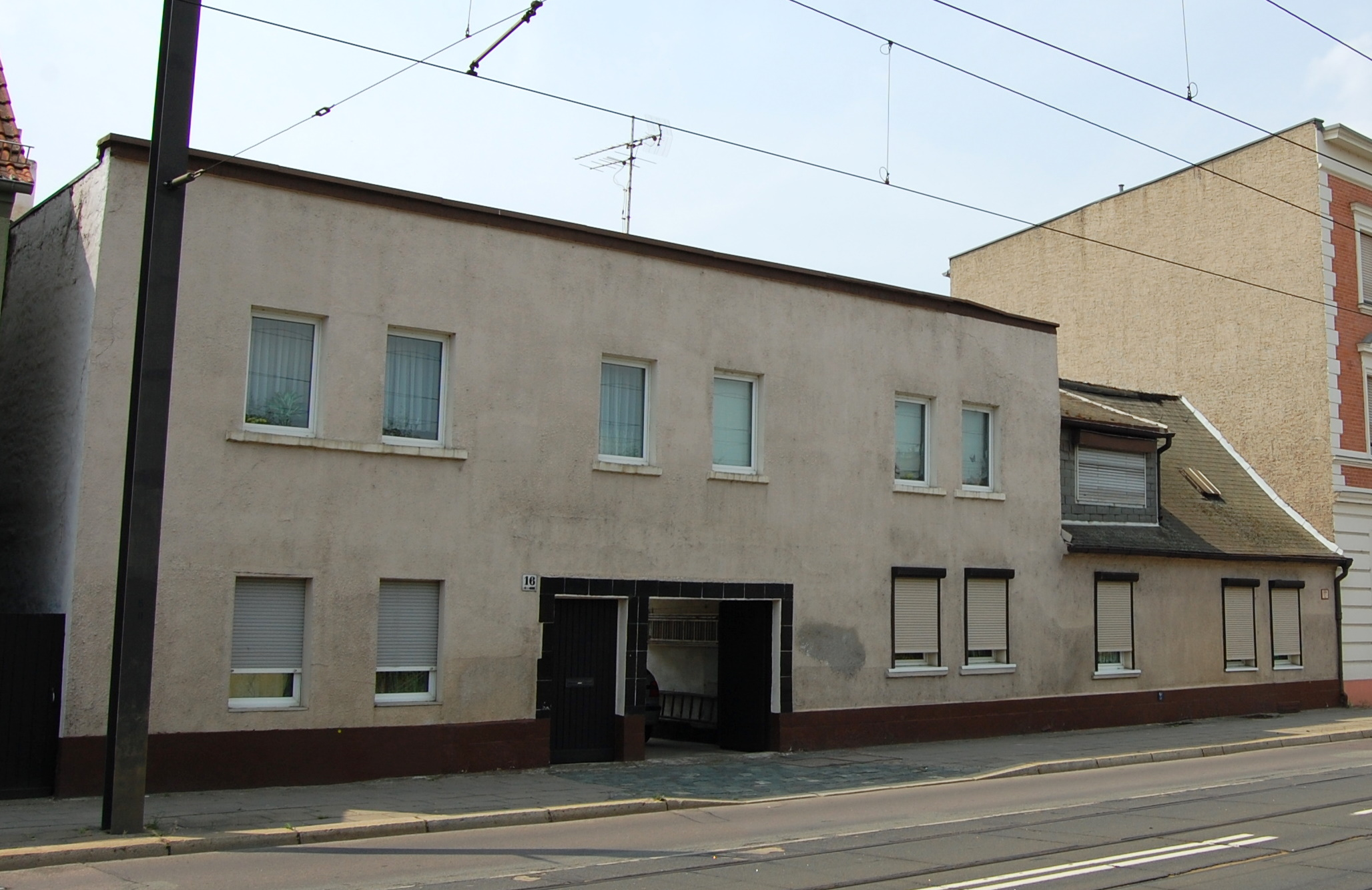
Alt Westerhüsen 16, Aufnahme 2010

Von eher geringerer wirtschaftlicher Bedeutung war die auf dem Grundstück Alt Westerhüsen 16 ansässige Brauerei. Es wurde ein leichtes Braunbier gebraut, welches vor allem bei den wenig weiter nördlich wohnenden Arbeitern der Glashütte konsumiert wurde. Begründet wurde die Brauerei durch den Böttcher Friedrich Lieber, dem das Grundstück seit 1852 gehörte. Lieber richtete auch eine Gaststube ein. Später wurden Brauerei und Gaststube vom Brauer Otto Bräutigam weitergeführt. Ein südlich des Hauses befindlicher Stall wurde von ihm zum Materialwarenladen umgebaut und unter Umbauung der alten Toreinfahrt in das Haus integriert. An Stelle des nördlich gelegenen Gartens baute Bräutigam 1890 den Gasthof „Zum Anker“. Anfang des 20. Jahrhunderts gab Bräutigam die Brauerei jedoch auf und gründete in Salzelmen eine Selterfabrik. Die Brauereigaststube wurde später als Fleischerei und Kolonialwarenhandlung genutzt. Heute dient das Haus Wohnzwecken.

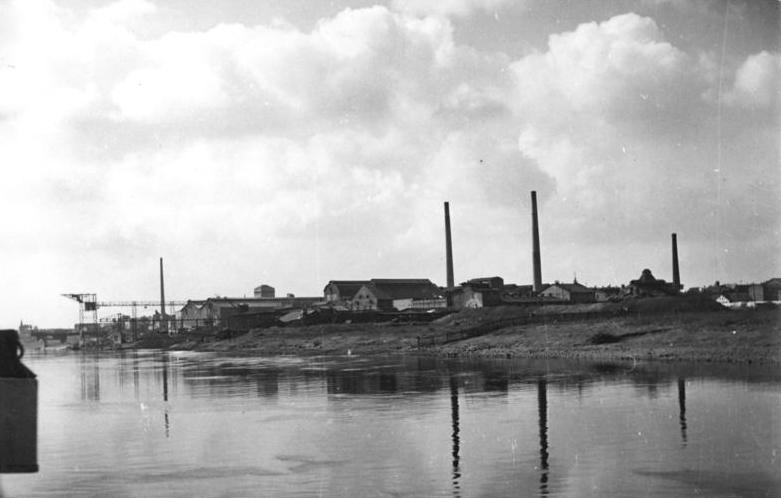
Fahlberg-List 1953

#### Fahlberg-List
Im Jahr 1886 wurde durch die beiden Unternehmer Constantin Fahlberg und Adolf Moritz List das Unternehmen Fahlberg-List gegründet, die erste Saccharinfabrik der Welt, in der später Pharmaerzeugnisse und ab 1927 Superphosphat produziert wurden. Das Werk entwickelte sich zum größten Chemiebetrieb Magdeburgs. Nach dem Krieg wurde das Fahlberg-List-Werk enteignet und in einen Volkseigenen Betrieb umgewandelt. Die Zahl seiner Beschäftigten stieg auf 1.700, und die Superphosphatproduktion sowie die Herstellung von Pflanzenschutzmitteln verschaffte dem Werk eine führende Stellung im ganzen damaligen Ostblock. Das Fahlberg-List-Werk wurde nach der Wende des Jahres 1989 zunächst privatisiert und als GmbH weitergeführt. Der pharmazeutische Zweig wurde kurz darauf von der Salutas Pharma GmbH übernommen und 1995 nach Barleben verlagert. Die in Salbke und Westerhüsen liegenden Betriebsteile wurden 1995 geschlossen.

#### Motoren- und Schraubenfabrik

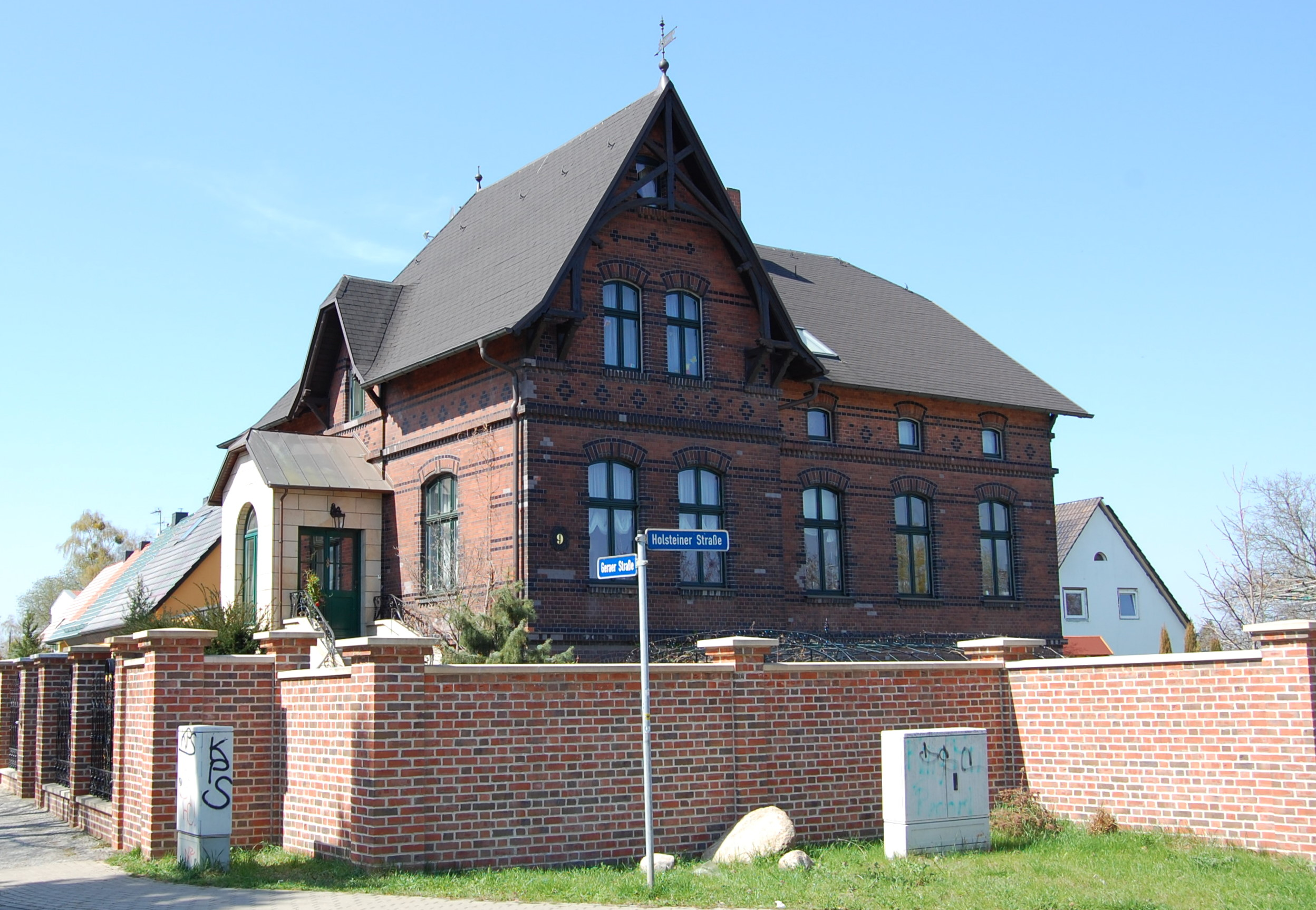
Fischersche Villa, Aufnahme 2010

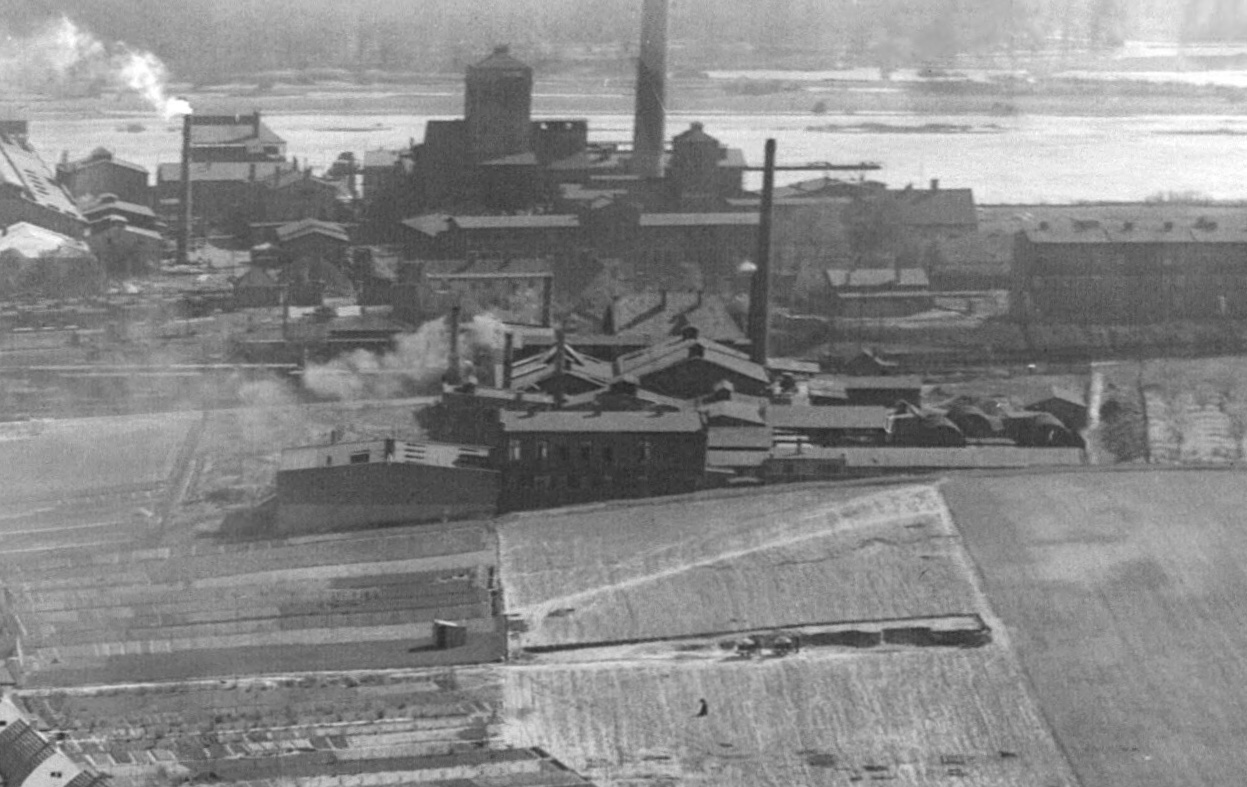
Fabriksgelände kurz nach der Schließung, Blick von Westen, 1927 (im Hintergrund Fahlberg-List)

1899 kaufte der Aachener Königliche Geheime Kommerzienrat Kesselkaul die 1892 vom Architekten Karl Fischer errichtete Fischersche Villa in der Holsteiner Straße. Er vergrößerte das Grundstück nach Westen und errichtete dort die Magdeburger Elektromotorenfabrik GmbH. Es entstanden unter anderem eine Montagewerkstatt, ein Magazin und eine Schlosserei. Bereits nach kurzer Zeit brannte die Montagewerkstatt jedoch nieder. Im Sommer 1903 erwarb der Schmiedemeister Otto Leinau das Anwesen. Er baute den zerstörten Teil wieder auf und fügte ein weiteres Wirtschaftsgebäude hinzu. Im Grundbuch wurde 1904 die offene Handelsgesellschaft Leinau & Becker, Magdeburger Eisenbau-Anstalt in Westerhüsen eingetragen. Produziert wurden Kessel und Apparate für Zuckerfabriken sowie eiserne Konstruktionen für Dächer und Brücken. Nach dem Tod seines ältesten Sohnes schied Leinau 1906 aus dem Unternehmen aus. Der Geschäftspartner Becker führte das Werk gemeinsam mit Wilhelm Häge weiter. 1910 übernahm Häge die Anlage in Alleineigentum, musste jedoch bereits am 19. Januar 1911 Konkurs anmelden. Nach dem kurzzeitig die Firma Georg von Kölln hier eine Eisenhandlung betrieb, erwarb 1913 Georg Rohde, Eigentümer der Firma Otto Mansfeld & Co. das Grundstück. Die Fabrik wurde als Präzisionszieherei für Drähte und Stangen und als Silberstahlwerk betrieben. Der Name lautete Meteorwerk. Es wurde ein 32 Meter hoher Schornstein errichtet. Bis 1916 wurden auch Schrauben produziert. Während des Ersten Weltkrieges dominierte vor allem die Granatendreherei. Das Werk beschäftigte bis zu 135 Mitarbeiter. Zum 30. September 1926 wurde die Fabrik von den Sächsischen Gußstahlwerken Döhlen AG aus Freital gekauft, die bis dahin einer der Lieferanten waren. Am 30. Dezember schlossen die neuen Eigentümer den Betrieb. Das Gelände wurde von der Stadt Magdeburg erworben und bis auf die Villa und ein westlich gelegenes Arbeiterhaus abgerissen. Später entstand auf diesem Areal ein Teil der Siedlung Westerhüsen.

#### Drageefabrik
Am 12. April 1904 wurde die Produktion einer seit 1902 in Magdeburg-Wilhelmstadt ansässigen Dragéefabrik nach Westerhüsen verlegt. Inhaber waren Max Oelze und Robert Hohmann. Im Süden Westerhüsens entstand an der späteren Adresse Alt Westerhüsen 50 ein drei Stockwerke umfassendes Fabrikgebäude. Oelze schied 1906 aus dem Unternehmen aus. Mit einer Erweiterung im Jahr 1908 wurde die Kapazität von 5 auf 60 Kessel erhöht. Jährlich wurden von bis zu 120 Mitarbeitern 18.000 Zentner Zucker verarbeitet. 1911/12 ließ Hohmann in der Nähe des Werks die noch heute erhaltene Hohmannsche Villa errichten. Zum 1. Juli 1929 veräußerte Hohmann die Fabrik an die Firma Wittmeyer & Wesche, die die Drageefabrik schließlich am 1. Juli 1934 stilllegte. Auf dem Gelände war später die Brennerei und chemische Werke Tornesch GmbH ansässig. Das ab 1946 als Phawema firmierende Unternehmen gehörte dann ab 1948 als Betriebsteil zu Fahlberg-List. Das Chemiewerk brachte hier die pharmazeutische Abteilung des Werks unter.
Heute sind keine Industriebetriebe mehr in Westerhüsen ansässig.

### Entwicklung vom Dorf zum Stadtteil

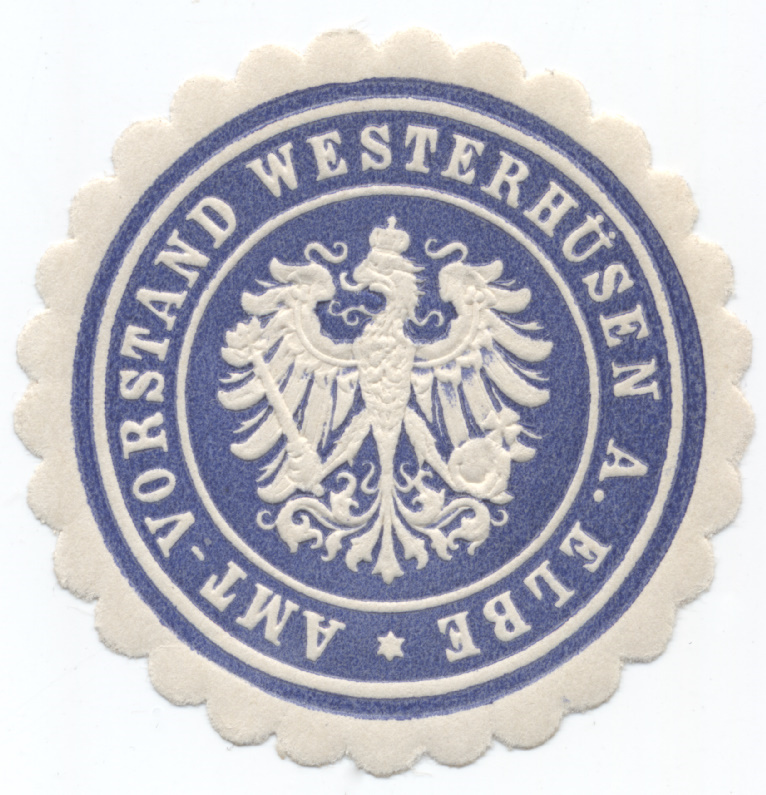
Siegelmarke des Vorstandes des Amts Westerhüsen

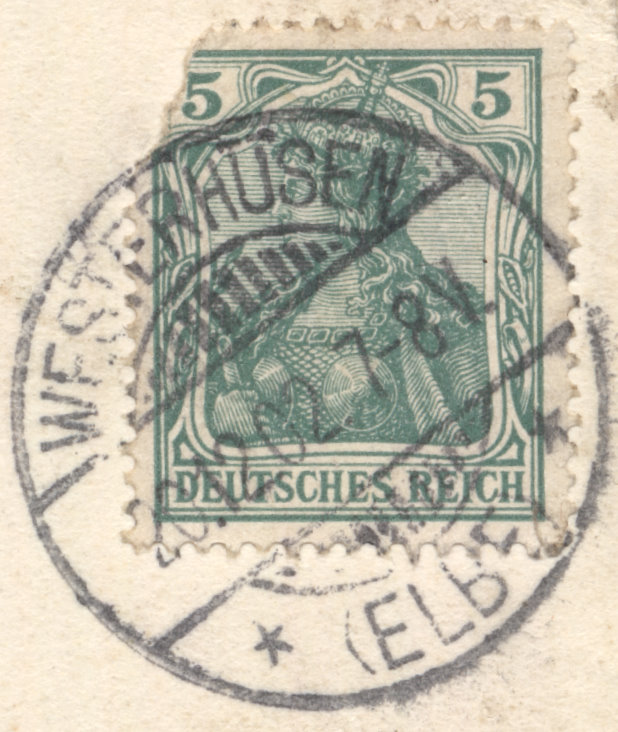
Poststempel „Westerhüsen (Elbe)“ vom 20. Dezember 1902

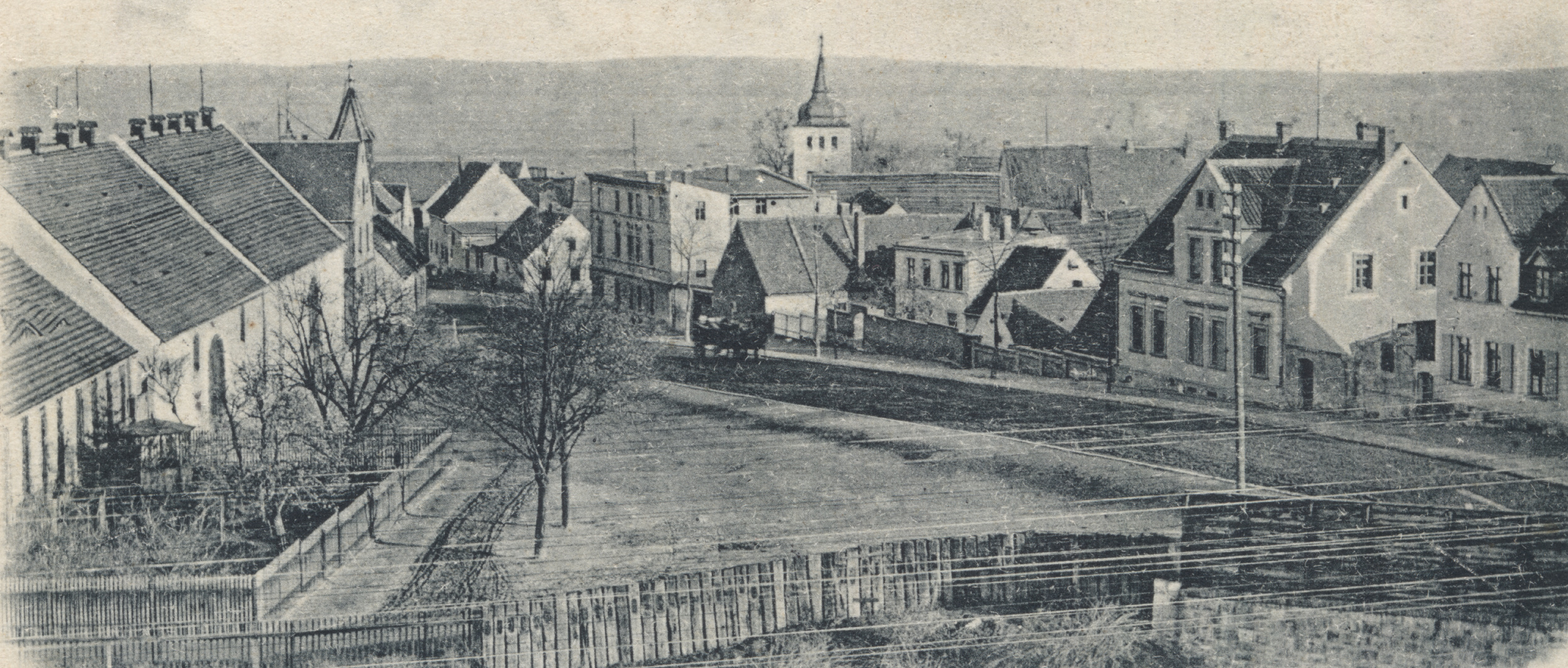
Sohlener Straße um 1900 – die Straße in Richtung Eisenbahnbrücke ist noch weit weniger steil als heute.

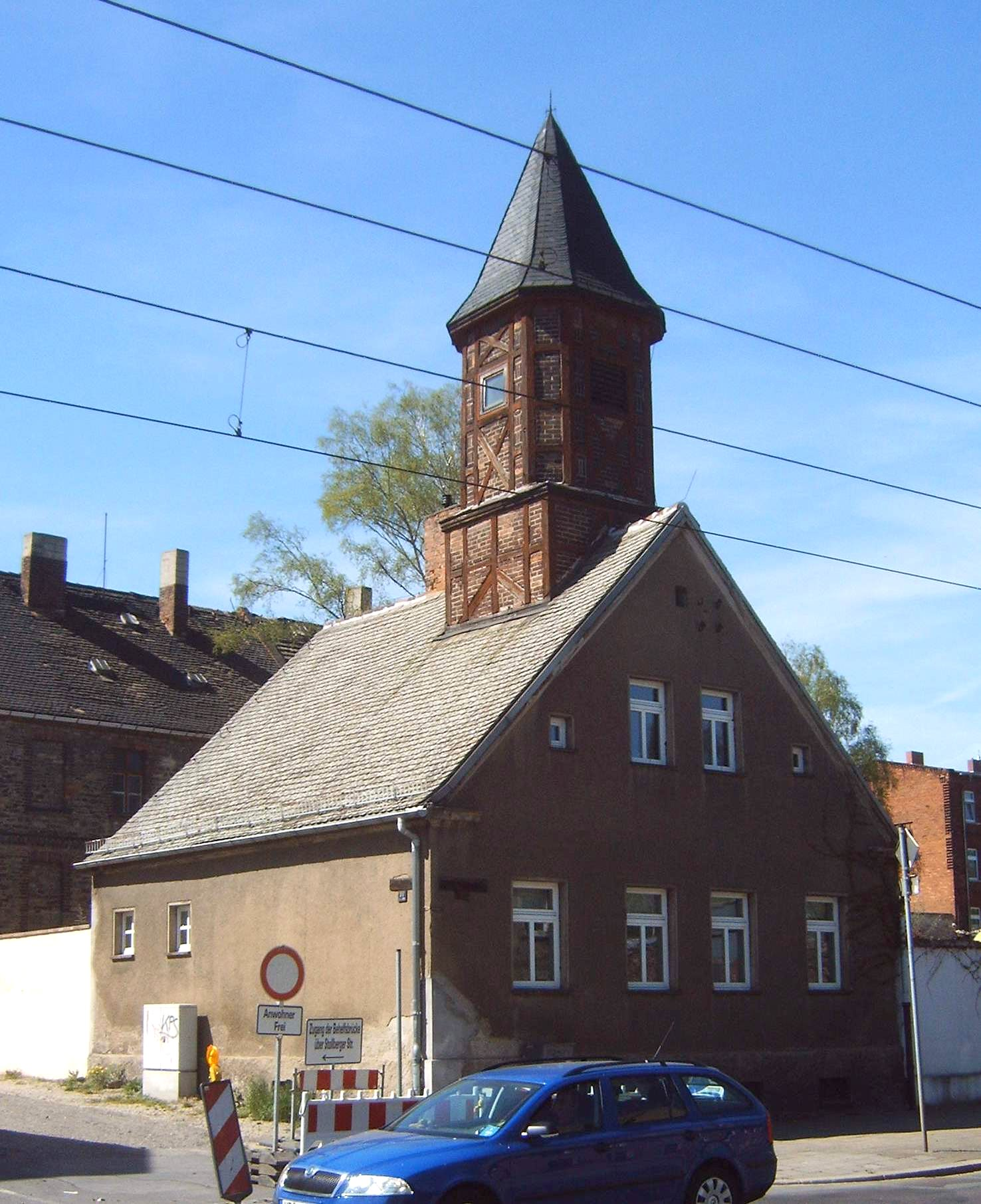
Ehemaliges Gemeindehaus Westerhüsen, Aufnahme 2007

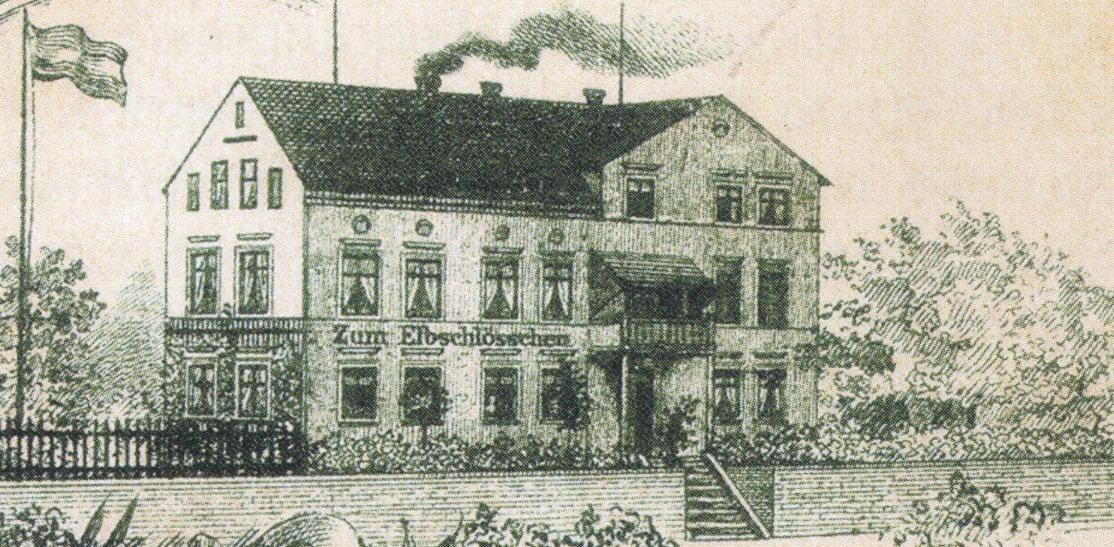
Restaurant Zum Elbschlösschen im Jahr 1899, das Gebäude ist auch heute erhalten, dient jedoch nur noch als Wohnhaus

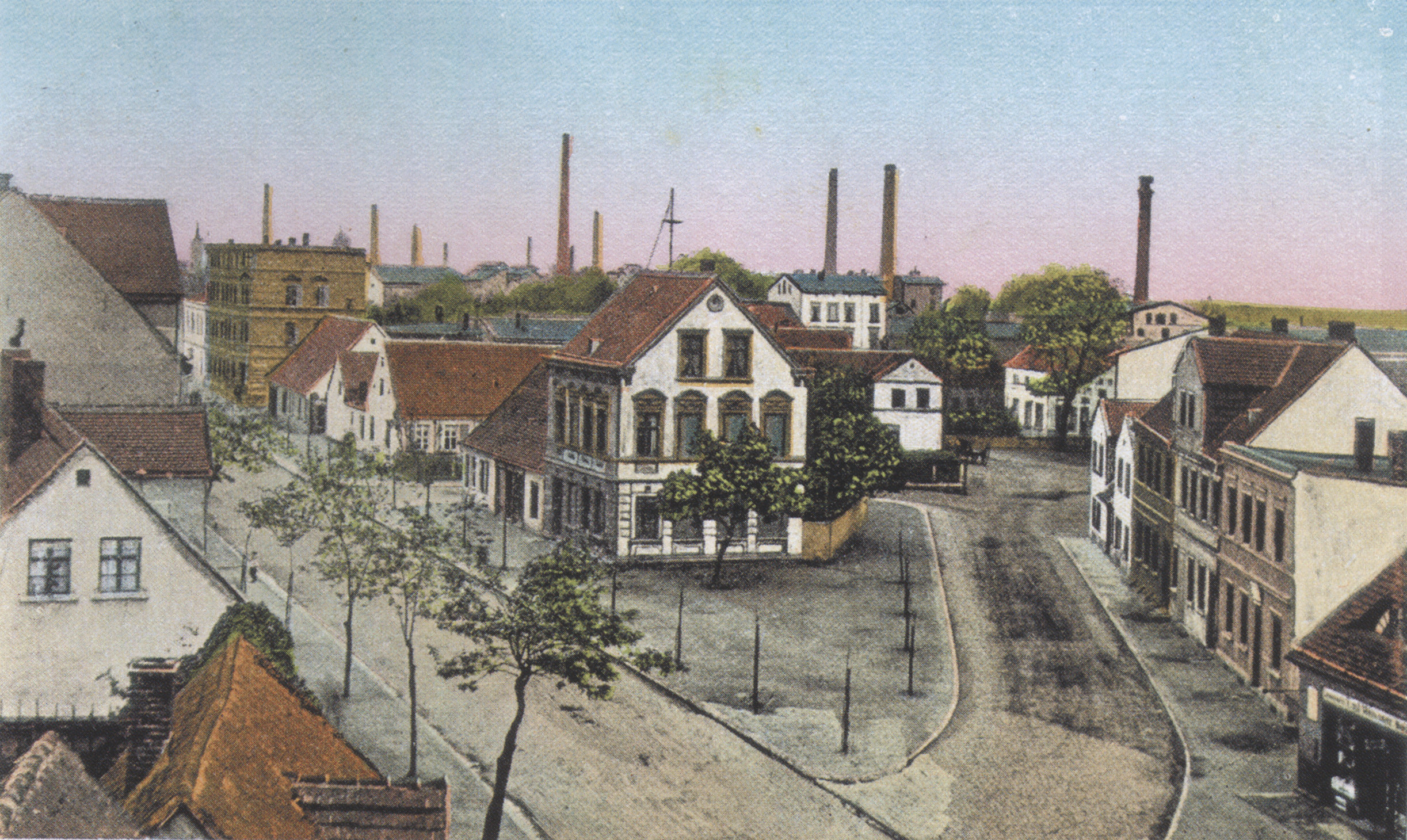
Bereich der Ecke Hilligerstraße/Alt Westerhüsen im Jahr 1911

Der steigende Bedarf an Arbeitskräften führte zum Ende des 19. Jahrhunderts zu einem intensiven Wohnungsbau, zunächst entlang der Durchgangsstraße mit mehrstöckigen Mietshäusern. Viele der historischen Bauernhäuser verschwanden zugunsten zwei- oder dreistöckiger Mietshäuser. 1910 hatten nur noch 13 Häuser das zuvor typische Strohdach. Das letzte Strohdach auf dem Gehöft Kieler Straße 9 verschwand dann um 1920. Das Siedlungsgebiet dehnte sich weiter nach Westen auch auf den Bereich zwischen der Hauptstraße und der Bahnstrecke und letztlich auch westlich der Bahntrasse aus. Als erste Gebäude in der Schleswiger Straße entstanden 1859 und 1863 die Häuser Nummer 2 und 20. In der Eckernförder Straße begann die Bebauung 1859 mit der Nummer 1. Mit der Husumer Straße 1 wurde 1864 das erste Gebäude im Bereich der Bahnstraße gebaut. Älteste Gebäude westlich der Bahnstrecke sind die bereits 1883 entstandenen Häuser Sohlener Straße 4 und 138. Für die Holsteiner Straße sind die 1892 errichteten sogenannten Schiffbauer-Häuser an der Adresse Holsteiner Straße 40/41 erwähnenswert. Im Jahre 1885 hatte der Ort 2293 Einwohner. Diese Zahl erhöhte sich binnen 15 Jahren auf 3823.
1874 errichtete die Gemeinde mit dem Gemeindehaus Westerhüsen ein neues Gemeindehaus, welches mit seinem markanten Uhrenturm noch heute das Ortsbild prägt.
Zur Befriedigung des Arbeitskräftebedarfs wurden auch ausländische Kräfte beschäftigt, was auch Anlass zu Auseinandersetzungen gab. Am 9. Juni 1893 kam es vor der sogenannten Mädchenkaserne des Richterschen Hofs (Sohlener Straße 2) zu einer Schlägerei mit Besenstielen und zugeklappten Messern zwischen jungen polnischen Arbeitern und Westerhüser Jugendlichen. In einem Prozess wurde im Januar 1895 einer der Arbeiter zu fünf Monaten Gefängnis verurteilt, zwei weitere Angeklagte freigesprochen.
Ab 1868 bestand in Westerhüsen eine Postexpedition, die 1871 in eine Postagentur, 1889 in ein Postamt III. Klasse und schließlich 1896 in ein Postamt II. Klasse umgewandelt wurde. Die Verwendung eines Poststempels mit der Aufschrift Westerhüsen ist noch bis 1913 belegt, danach wurde die Bezeichnung Magdeburg-Südost verwandt. Ab dem 1. Oktober 1879 gehörte Westerhüsen zum Gerichtsbezirk des neu gebildeten Amtsgericht Buckau.
In Westerhüsen lebende Personen jüdischen Glaubens gehörten zumindest im 19. Jahrhundert zur Schönebecker Synagogengemeinde.
Als Brandunglück ist in dieser Zeit der Brand der Pfarrscheune am 22. April 1887 überliefert. Im Sommer 1904 sank der Elbpegel so stark, dass die in der Elbe vor Westerhüsen befindlichen Hungersteine bei Westerhüsen an die Oberfläche traten.
Das in Deutschland aufkommende Kleingartenwesen erreichte auch Westerhüsen. Im Jahr 1907 wurde die Kolonie Allendorf gegründet, die heute Teil des vermutlich 1922 gegründeten Kleingärtnervereins Bergfrieden ist.
Als 1910 mehrere Vororte Magdeburgs eingemeindet wurden, gehörte auch Westerhüsen dazu. Der Eingemeindungsvertrag enthielt auch eine Klausel, wonach der im Stadtgebiet übliche Schlachthauszwang für Westerhüsen bis zum 31. März 1925 ausgesetzt blieb. Anfang des 20. Jahrhunderts bestand in Westerhüsen ein Geschäft des in Schönebeck ansässigen Konsumvereins Biene. Nach der Eingemeindung wurde der Verein zum 1. Januar 1912 mit dem Konsumverein Magdeburg verschmolzen, der das Geschäft weiter führte.
Im Zuge der Eingemeindung wurden viele Straßen umbenannt, um Doppelbenennungen im Stadtgebiet zu vermeiden. Die alten Straßennamen waren inklusiver eine straßenweisen Nummerierung seit 1890 im Gebrauch. Zuvor bestanden nur eingebürgerte Namen, wobei die Nummerierung unabhängig hiervon durch den ganzen Ort verlief.

#### Straßennamen Westerhüsens
Die durch Westerhüsen als Hauptstraße führende Schönebecker Straße wurde so 1910 zur Straße Alt Westerhüsen, hier änderte sich auch die Nummerierung. Vor 1890 waren auch die Bezeichnung Hauptstraße, in Dorpe, Frohser Straße und Salbker Straße im Gebrauch. Aus der Bergstraße wurde die Hubertusstraße, in älterer Zeit war die Gegend als in de Jrobe bezeichnet worden. Die Bismarckstraße, früher auch als Schapergatze oder Pimpelkeseberg bezeichnet, wurde zur Erfurter Straße und die Fährstraße zur Kieler Straße. Die Friedrichstraße hieß nun Merseburger Straße und die Pfarrstraße Elmer Straße. Vor der Vergabe von offiziellen Straßennamen soll für diese beiden Straßen die Bezeichnung rechte Hosenlenne und linke Hosenlenne gebräuchlich gewesen sein. Gemeinsam wurden sie als Hosenviertel bezeichnet. Der Name dürfte auf die Lage der Straßen Bezug genommen haben, die wie zwei Hosenbeine voneinander abgingen und parallel in Richtung Elbe führten. Auch die Bezeichnung im kleinen Dore ist für diesen Bereich überliefert. Die Hoheuferstraße wurde in Thüringer Straße umbenannt, zeitweise hieß sie Schraderstraße. Umbenannt wurde auch die Augustastraße, jetzt Stolberger Straße, die im Volksmund auch das Zickenviertel hieß. Die Kirchhofstraße, die zuvor auch als schmale Gatze bezeichnet worden war, wurde als Ottostraße benannt. Später wurde sie erneut umbenannt und heißt heute Flensburger Straße. Die Kirchstraße hieß nun Eisenacher Straße, früher war die umgangssprachliche Benennung bie Kollenmeinecken geläufig. Weitere bei der Eingemeindung erfolgte Umbenennungen betrafen die Schulstraße, früher als am Kirchhof bezeichnet, sie wurde zur Zackmünder Straße und die Wilhelmstraße die zur Hilligerstraße wurde, wobei dieser Bereich in der Vergangenheit als Boeckelmanns Winkel bezeichnet worden war. Die Benennung der Hilligerstraße weicht insofern von der Benennung der übrigen umbenannten Straßen ab, als der Name auf einen Westerhüsener zurückgeht. Die Namensgebung bezieht sich auf den Bauern Christian Hilliger (* 18. Oktober 1839 in Westerhüsen; † 2. September 1924) der in der Hilligerstraße 4 lebte. Bemerkenswert ist die Benennung der Karnipstraße deren Bezeichnung sich aus alter Zeit bis heute erhielt.
Die anderen Straßen wurden erst nach 1890 erstmals benannt. So war die Neuestraße erst nach 1890 benannt worden, die mit der Eingemeindung ihren heutigen Namen Schleswiger Straße erhielt. Auch die Moltkestraße hieß seit der Eingemeindung zunächst Hellmuthstraße und heute Eckernförder Straße. Die Carlsstraße wurde in Kanzlerstraße und später in Husumer Straße umbenannt. Auch die Feldstraße erhielt mit Holsteiner Straße eine neue Bezeichnung. Aus dem Mühlenweg wurde die Wartburgstraße. Die erst nach 1890 aufgekommenen Namen Am Hünenkeller, Bahnstraße und Sohlener Straße blieben trotz Eingemeindung erhalten. Die weiteren heute vorhandenen Straßennamen wurden erst nach der Eingemeindung erstmals vergeben.
Für die Freiwillige Feuerwehr Westerhüsen erwies sich die Eingemeindung als nachteilig. In den ersten Jahren nach 1910 rückte die Berufsfeuerwehr nur dann an, wenn die Westerhüser Kräfte nicht ausreichend waren. Die Ausrüstung der Freiwilligen Feuerwehren war jedoch bald nicht mehr zeitgemäß. Während die Berufsfeuerwehr schnell mit motorisierten Löschzügen die Einsatzorte erreichen konnte, musste die Westerhüser Feuerwehr umständlich alarmiert werden und konnte dann nur mit Handzügen erscheinen. In Westerhüsen löste sich die Freiwillige Feuerwehr daher, wie auch in anderen Magdeburger Vororten, auf. 1926 bestand sie zumindest dann nicht mehr.

Deutsches Militär im Jahr 1913 beim Übersetzen eines Geschützes über die Elbe

1912 wurden auf dem Hof des Gasthofs „Zum Anker“, Alt Westerhüsen 15, die Lichtspiele Südost eröffnet, die bis in die Zeit der DDR hinein als Kino in Nutzung waren. Im Jahr 1913 wurde südwestlich der Ortslage mit der Anlage der kleinen Siedlung Willishof begonnen. Die Einwohnerzahl Westerhüsens war 1913 auf 4601 Menschen angestiegen. 4107 Personen hiervon gehörten der evangelischen Konfession an, 419 Bewohner waren katholisch, 63 konfessionslos und 11 jüdischen Glaubens. Ein Bewohner gehörte einer Sekte an. Im Jahr 1913 übte deutsches Militär im unmittelbaren Umfeld der Fähre Westerhüsen das Übersetzen eines Geschützes über die Elbe.
Das einzeln stehende Gehöft Sohlener Straße 80 entstand 1914. Am 1. August 1914 kam es zu einem Großfeuer auf dem Betriebsgelände der Schiffswerft Gerloff, welches auch mit Hilfe der Löschzüge der Feuerwehr Magdeburg bekämpft wurde. Am Abend des gleichen Tages wurde die Mobilmachung bekannt gegeben, die den Beginn des Ersten Weltkrieges bedeutete. Auch in Westerhüsen wurde die Mobilmachung von der Bevölkerung begeistert begrüßt. Viele junge Männer meldeten sich freiwillig zum Militärdienst. Am 4. August 1914 erfolgten in Westerhüsen Einquartierungen. Die Bewohner bemühten sich darum einen Soldaten bei sich aufnehmen zu können, wobei jedoch nicht jeder dies wünschenden Familie ein Soldat zugeteilt werden konnte. In diesem Krieg fielen 139 Westerhüsener. Die Gesamtzahl der Kriegsteilnehmer aus Westerhüsen wird mit etwa 1400 Menschen geschätzt.

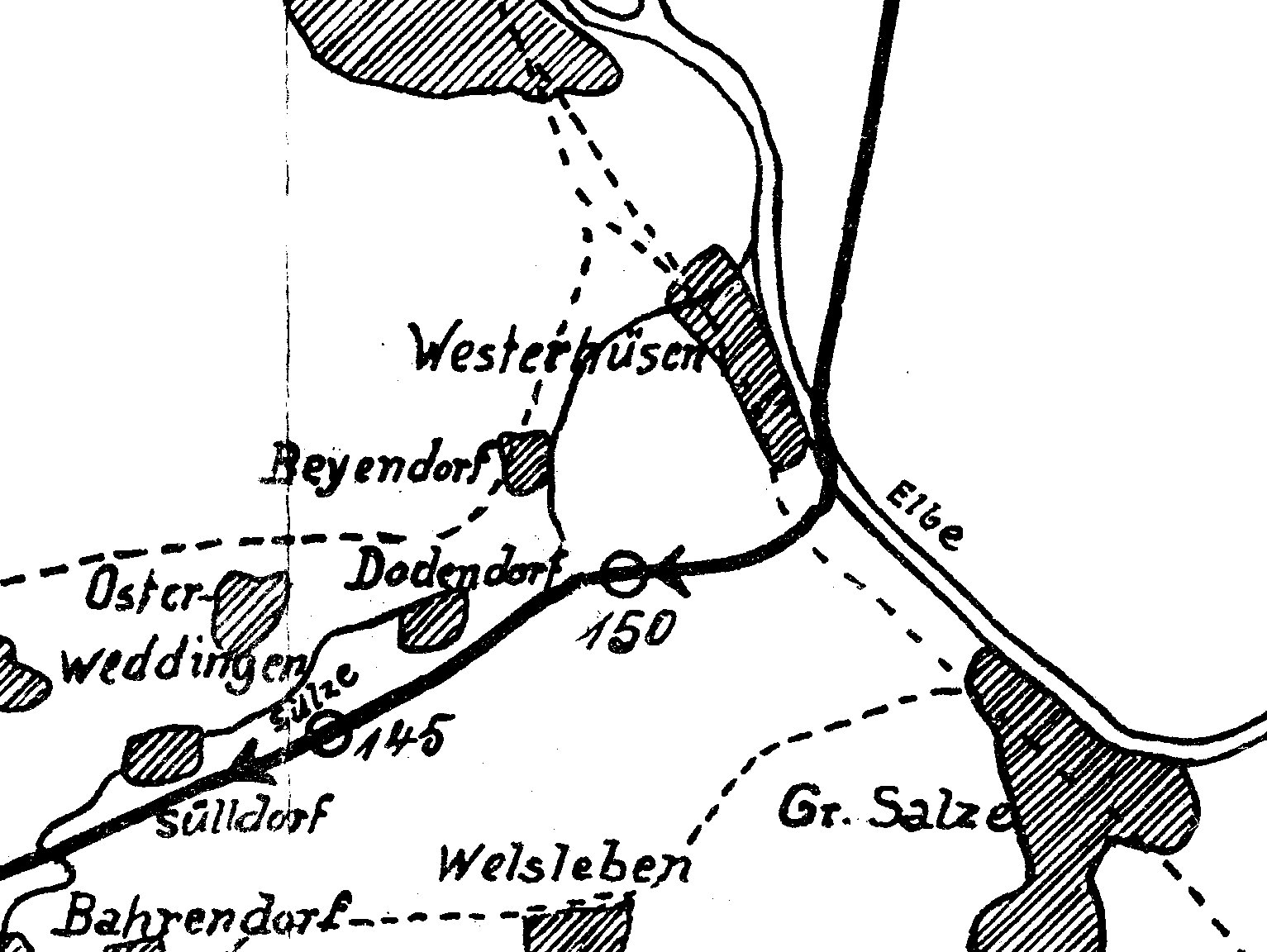
Geplanter Verlauf der Südvariante des Mittellandkanals im Bereich von Westerhüsen

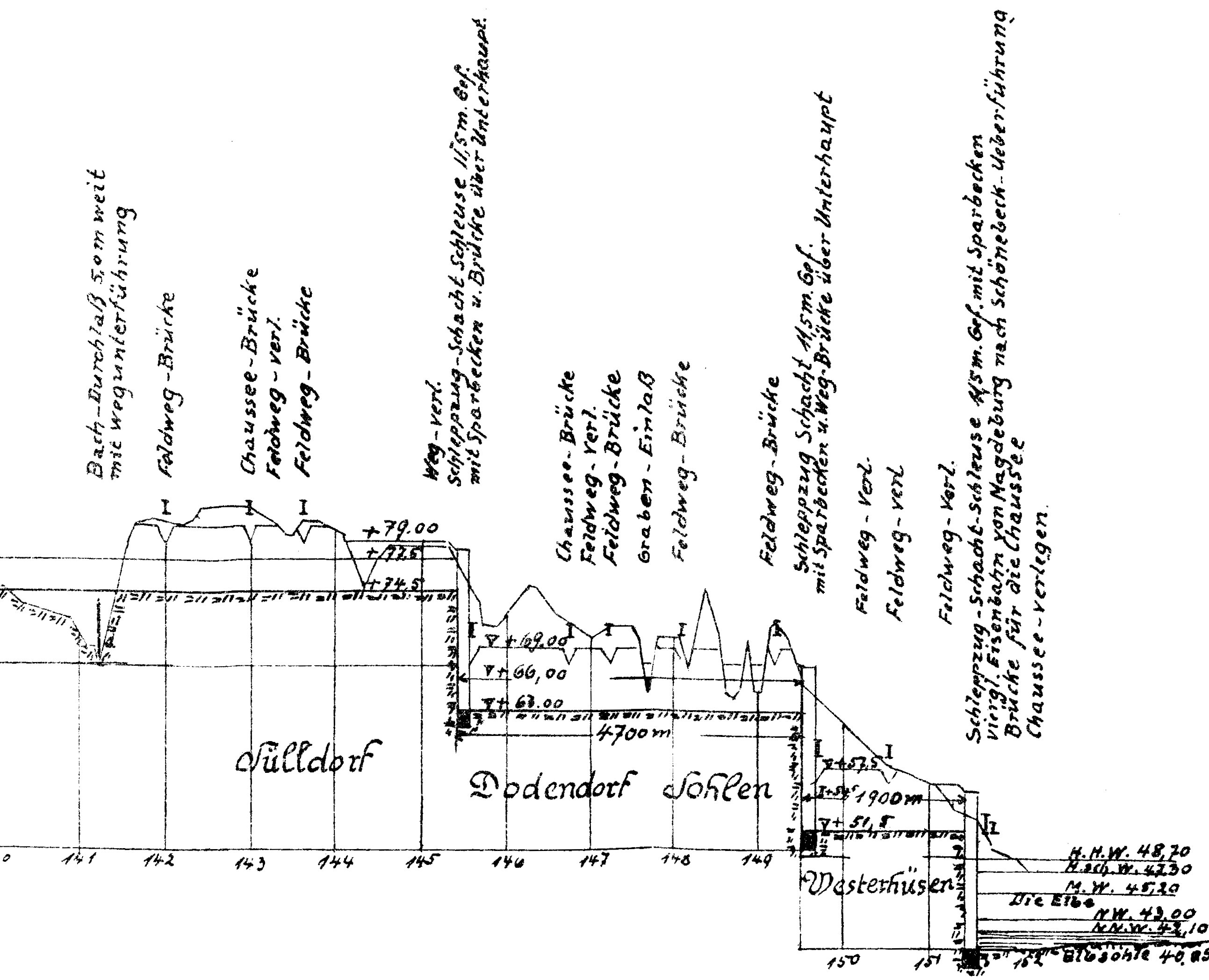
Höhenverlauf des geplanten Kanals

In diesem Zeitraum erfolgten auch die Planungen wie der Mittellandkanal bis nach Magdeburg an die Elbe geführt werden soll. Neben der letztlich verwirklichten Nordvariante gab es auch eine 1915 vorgeschlagene Südvariante, wonach der Kanal südlich an Oschersleben (Bode) vorbei verlaufen und südlich der Ortslage Westerhüsen die Elbe erreichen sollte. Für diesen Verlauf setzte sich eine Vereinigung zur Förderung der südlichen Linie des Mittellandkanals ein, die mit dieser Linienführung auch einen Stichkanal zum Anschluss an die Saale und der Städte Staßfurt und Bernburg erreichen wollte. Die vom Planungsbüro Havestadt & Contag erarbeiteten Pläne sahen zwischen Sohlen und Westerhüsen und von Westerhüsen zur Elbe jeweils eine Schleuse vor. Darüber hinaus wurde für die Gemarkung Westerhüsen die Verlegung von drei Feldwegen, der Bau einer Überführung für die viergleisige Eisenbahnstrecke sowie der Bau einer Brücke für die Chaussee nach Schönebeck, die außerdem verlegt werden sollte, vorgesehen. Eine Umsetzung der Pläne erfolgte jedoch nicht.
1916 trat die Diphtherie bei Kindern in den südöstlichen Stadtteilen Magdeburgs verstärkt auf.
1917 veräußerte die Familie Schmidt ihren in Westerhüsen ansässigen Landwirtschaftsbetrieb mit 1820 Morgen eigenem und 2884 Morgen gepachtetem Acker an die Schönebecker Firma Allendorff. Die Bewirtschaftung der Ackerflächen erfolgte seitdem zu einem erheblichen Teil von Sohlen aus, so dass die Landwirtschaft im örtlichen Leben eine erheblich kleinere Rolle spielte. Auch der Park der Familie Schmidt an der Adresse Alt Westerhüsen 173 zwischen der Hauptstraße und der Elbe verschwand und machte zunächst der industriellen Nutzung, zunächst durch die Metallhütte Platz.
Für Aufsehen sorgte ein Raubüberfall, der sich am 28. November 1919 zwischen Sohlen und Westerhüsen ereignete. Der Kontorgehilfe Veith war mit 2000 Mark Lohngeldern unterwegs von Sohlen nach Westerhüsen, als er bei Sohlen angegriffen und mit einem Schuss in den Hals verletzt wurde. Das Geld und sein Überzieher wurden ihm geraubt. Der Tat verdächtigt wurden die polnischen Arbeiter Bardetzki, der den Schuss abgegeben haben soll, Joseph Roshiak und Johann Nowicki. Während Bardetzki flüchtig blieb, wurde gegen Roshiak und Nowicki ein Strafverfahren vor dem Schwurgericht geführt, bei dem Nowicki Roshiak schwer belastete, der sich auch in Widersprüche verwickelte und Dritten gegenüber Täterwissen offenbarte. Roshiak wurde am 17. April 1920 wegen Raub zu drei Jahren Gefängnis verurteilt, Nowicki wurde freigesprochen.
Im Wahlkampf zu den preußischen Landtagswahlen sprach am 17. Februar 1921 der anhaltische Staatsrat Richard Paulick (SPD) im Gasthaus Goldenes Schiff.
Nach dem Ersten Weltkrieg wurde Westerhüsen zum Standort städtebaulich interessanter Wohnsiedlungen.

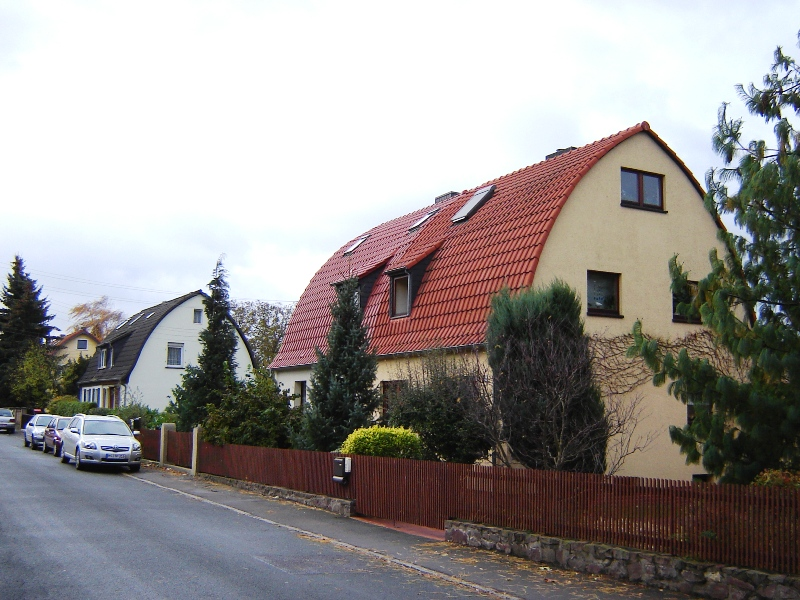
Siedlung Arnold-Knoblauch-Straße

Westlich der Bahnlinie entstand zwischen 1923 und 1925 inmitten der Feldflur die Siedlung Arnold-Knoblauch-Straße. Es wurden zweigeschossige Doppelhäuser errichtet, die kostengünstig unter Verwendung eines Kiesbeton-Schüttverfahrens hergestellt wurden, das der Merseburger Stadtbaurat Friedrich Zollinger entwickelt hatte. Die Häuser wurden einheitlich mit tonnengewölbten Dächern (Zollingerdach), die ebenfalls Zollinger entworfen hatte, versehen. Westlich des Bahnhofs entstand ab 1926 die Siedlung Welsleber Straße, in der zunächst auch die Zollingerhäuser mit ihren Tonnendächern gebaut wurden. Daneben entstanden Mehrfamilien- und Reihenhäuser im konservativen Stil mit Satteldach. Später wurden zweigeschossige flachgedeckte Häuserzeilen gebaut, deren Fassaden im Stil des Neuen Bauens gestaltet und durch vorspringende Klinkerbänder in einzelne Hausabschnitte unterteilt wurden. Hier wurden erstmals Stahlbetonbalken und ein Montagekran eingesetzt.
Westlich der Ortslage, am Grundstück Sohlener Straße 99, entstand 1925 die Gartenkolonie Naturheilverein. Deutlich später im Jahr 1934 erfolgte dann ganz in der Nähe noch die Gründung der Siedlung An den Wellenbergen. Schon 1920 wurde ein Bebauungsplan für den Bereich südlich der Ortslage zwischen Schönebecker Straße und Elbe angestrebt.

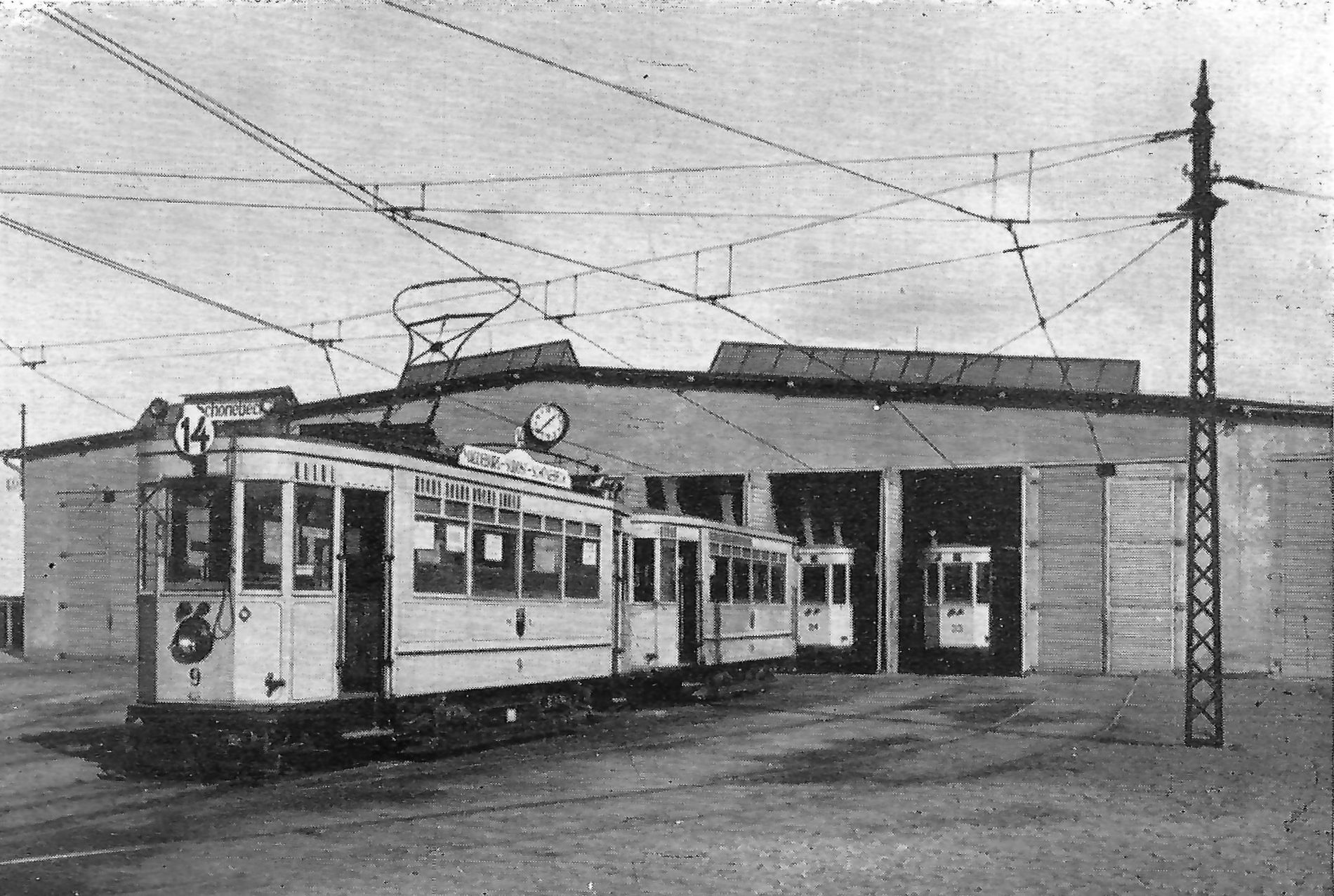
Straßenbahnbetriebshof Westerhüsen der Vorortbahn, etwa 1927

Es gab Pläne den Ausbau noch deutlich stärker voranzutreiben. Vor dem Hintergrund von Erwartungen, dass sich die Einwohnerzahl Magdeburgs faktisch verdoppelt, war im Gebiet um Westerhüsen eine Stadterweiterung, bis hin zur Eingemeindung des deutlich weiter südlich gelegenen Schönebecks, angedacht. Ein Relikt aus dieser Zeit ist der Volkspark Westerhüsen der als neuer großer städtischer Südfriedhof für die Erweiterungsgebiete geplant war, jedoch zum Park gestaltet wurde, als die Planungen nicht eintrafen. Am 6. September 1926 wurde die Straßenbahnlinie Magdeburg–Schönebeck, die auch durch Westerhüsen führte, eingeweiht. Mit dem Bau der Nordvariante des Mittellandkanals und der Autobahn im Norden Magdeburgs verschoben sich die Schwerpunkte der industriellen und städtebaulichen Entwicklung der Stadt dorthin. Mit Fahlberg-List war der Bereich zwischen Westerhüsen und Salbke zwar weiterhin ein wichtiger Industriestandort, der zum Teil ländliche Charakter Westerhüsens blieb jedoch erhalten.
Am 2. September 1923 feierte man die 1100-Jahr-Feier des Orts. Da die Ersterwähnung sich erst auf einen Zeitraum ab 826 bezog, war diese Feier eigentlich zumindest drei Jahre zu früh. Vermutlich bezog man sich auf bereits ab 823 an das Kloster Corvey erfolgte Schenkungen, für die jedoch Westerhüsen nicht belegt ist. Im Jahr 1925 entstand in der Elbe vor Westerhüsen, in der Nähe der Kirche, eine Flussbadeanstalt. Ebenfalls 1925 wurde der Sportplatz Tonschacht eingerichtet. Am 6. September 1931 fand ein vom Krieger- und Landwehrverein organisierte Festumzug statt, der von der damals sozialdemokratisch geprägten Volksstimme wegen seiner sehr konservativen Ausrichtung und des völligen Fehlens republikanischer (schwarz-rot-goldener) Flaggen kritisiert wurde.
Obwohl Westerhüsen ein Stadtteil Magdeburgs war, erfolgte die Versorgung mit Strom und Gas für Westerhüsen und auch weitere Teile des Magdeburger Südosten nicht durch den städtischen Energieversorger. Dies war problematisch, da der in Westerhüsen tätige Anbieter nicht die Vorzugstarife für Haushalte anbot, die im übrigen Stadtgebiet üblich waren. Es wurde noch 1931 kritisiert, dass dadurch elektrische Heizkörper aber auch Haushaltsmaschinen und Küchenherde in Westerhüsen nicht verwendet werden könnten.
In der trotz ihrer gefährlichen Strömung als Badegewässer genutzten Elbe kam es immer wieder zu Badeunfällen. So auch am 20. Juli 1920 als der aus Breslau stammende und nur auf der Durchreise befindliche Eduard Wagner oberhalb von Westerhüsen beim Baden ertrank. Seine Leiche wurde erst einige Tage später gefunden und auf dem Friedhof Westerhüsen beigesetzt.

### Nationalsozialismus und Zweiter Weltkrieg
Bis 1933 war die Einwohnerzahl Westerhüsens bis auf 5.372 Personen angestiegen. Leiter der örtlichen NSDAP war der bei Fahlberg-List arbeitende Chemiker Bernhard Gaudian, der an der Adresse Alt Westerhüsen 173 lebte.
In der Zeit des Nationalsozialismus wurde 1942 nördlich des Friedhofs, auf dem Gelände des Sportplatzes Tonschacht das Zwangsarbeiterlager Diana errichtet, dessen Bewohner vor allem im Chemiewerk Fahlberg-List arbeiten mussten. Auch in der Hubertusstraße 1, einem Grundstück des Bauunternehmers und Kiesgrubenbesitzers Cierpka, bestand ein Lager für 25 und 30 ausländische Arbeiter. Auf den der Stadt Magdeburg gehörenden Grundstücken Sohlener Straße 3 und Hünenkeller 2 lebten ausländische Arbeiter, die in landwirtschaftlichen Betrieben Westerhüsens arbeiten mussten. Aufgrund der schlechten Arbeits- und Lebensbedingungen starben viele in der Stadt eingesetzte Zwangsarbeiter. Zumindest 766 in Magdeburg verstorbene Menschen wurden auf dem damaligen Ausländerfriedhof, der heutigen Gedenkstätte Feld der Vereinten Nationen beigesetzt.
Trotz der Nähe zu großen Industriebetrieben wie dem Fahlberg-List-Werk im benachbarten Salbke, erlitt Westerhüsen während der Bombenangriffe auf Magdeburg im Zweiten Weltkrieg in den Jahren 1944 und 1945 wenig größere Schäden, allerdings wurde das Schiff der Stephanuskirche zerstört. Ein erster Bombenangriff, der auch Westerhüsen betraf, erfolgte am 21. Januar 1944 zwischen 23.15 und 23.45 Uhr. Allgemein für Magdeburg-Südost wurde ein kleinerer Angriff für den 2. Februar 1945 zwischen 20.01 und 20.08 Uhr registriert, der jedoch keine Todesopfer forderte. Das Schiff der Stephanuskirche wurde beim Luftangriff am 14. Februar 1945 zwischen 1.02 und 1.07 Uhr von einer Bombe getroffen und zerstört. Insgesamt starben bei diesem Angriff auf Magdeburg-Südost 15 Menschen, 45 wurden verletzt. Westlich von Westerhüsen, auf dem Großen Riesenberg im Süden der Sohlener Berge, befand sich eine schwere Flakabteilung. Außerdem bestand südlich der Wartburgstraße, etwa gegenüber der Ilmenauer Straße eine Flakscheinwerferstellung.
Am 11. April gegen 17.00 Uhr wurde für Magdeburg Feindalarm gegeben, US-amerikanische Einheiten waren bis zum Ortsrand von Ottersleben vorgestoßen. Dies kam für die Bevölkerung verhältnismäßig überraschend, da der Vormarsch der amerikanischen Truppen sehr schnell erfolgt war. So berichtete der Wehrmachtbericht noch am Abend des 11. April vom Vormarsch amerikanischer Truppen im Bereich nördlich und südlich von Hannover, also deutlich mehr als 100 Kilometer westlich von Westerhüsen. Tatsächlich hatten die US-Truppen im Laufe des 11. April ungefähr 90 Kilometer überwunden und hatten Schönebeck sowie die westlichen Vororte Magdeburgs erreicht. Noch am Abend des 11. April stießen die Amerikaner bis zum Flugplatz Magdeburg vor. Nach einem Bericht wurde das Zwangsarbeiterlager Diana am Westrand Westerhüsens ebenfalls bereits am 11. April, kurz nach Gabe des Feindalarms erreicht.
Am 12. April 1945 rückten amerikanische Einheiten aus westlicher Richtung über Wolfsfelde kommend zunächst bis Salbke vor und erreichten so das Westufer der Elbe. Alltägliche Dinge wie die Zeitungszustellung sollen bis zum 11. April noch normal erfolgt sein. Die US-Truppen besetzten ohne größeren Widerstand das Westufer der Elbe und somit auch Westerhüsen. Darüber hinaus rückten sie auch in die Dörfer Sülldorf, Dodendorf, Osterweddingen und Sohlen ein und stellten Kontakt zu den in Schönebeck in Kämpfe verstrickten US-Truppen her.
In der Bevölkerung und unter den befreiten Fremd- und Zwangsarbeitern verbreitete sich die Information, dass südlich von Westerhüsen in den Silos am Ortseingang von Schönebeck-Frohse sich ein Lebensmittellager der Wehrmacht befinde. Viele Menschen gingen dorthin, um sich Lebensmittel zu beschaffen. Vom Ostufer der Elbe sollen deutsche Scharfschützen das Feuer eröffnet haben. 19 Personen sollen dabei erschossen worden sein.

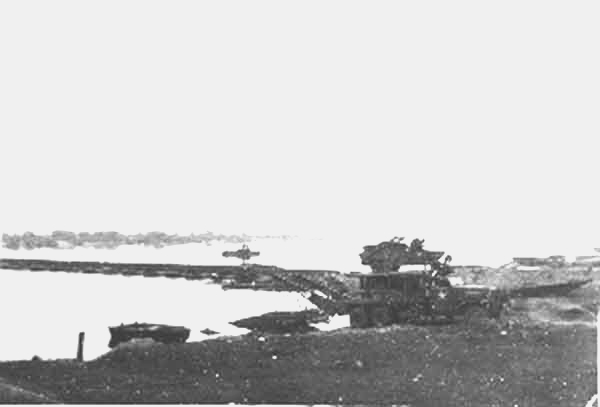
Zerstörte Pontonbrücke, 13. April 1945

Die amerikanischen Truppen entschieden sich dafür bei Westerhüsen in der Nähe der Fähre Westerhüsen schnell über die Elbe zu setzen und am Ostufer einen Brückenkopf zu bilden. Aufgrund logistischer Probleme verzögerte sich die Operation. Statt um 18.30 Uhr setzte man erst um 21.30 Uhr mit Sturmbooten über. In Westerhüsen sicherten Panzer und Panzerjäger den Übergang. Man traf zunächst auf keinerlei Widerstand. Die übergesetzten Truppen bildeten auf der Prinzenwiese einen halbkreisförmigen Brückenkopf von etwa einem Kilometer Länge. Bereits gegen Mitternacht waren zwei Bataillone übergesetzt, ein weiteres folgte. Amerikanische Pioniereinheiten begannen gegen 22.45 Uhr eine Pontonbrücke zu bauen. Die entsprechenden Bauteile waren im Bereich von Ottersleben vorgefertigt worden. Es gab vereinzeltes deutsches Artilleriefeuer. Am frühen Morgen des 13. April verstärkte sich der Beschuss der Brückenbaustelle und wurde genauer. Die Einschläge kam über einige hundert Meter den Fluss hinauf bis zur Baustelle. Während die amerikanischen Truppen den Brückenkopf ausdehnten und durch die Kreuzhorst auf Pechau vorrückten und Randau kampflos einnahmen, gingen die Brückenbauarbeiten weiter. Acht Meter vor Erreichen des Ostufers traf schwerer Artilleriebeschuss, wohl durch Magdeburger Flakartillerie, die Brücke. Das östliche Ende wurde in kürzester Zeit zerstört. Der Beschuss ging dann gezielt gegen weitere US-Einrichtungen auf dem Westufer vor. Offensichtlich wurde der Artillerieangriff von einer Leitstelle mit völligem Einblick auf den Übersetzpunkt gelenkt, ohne dass es der alliierten Seite möglich war, den Beobachtungsposten ausfindig zu machen. Die amerikanischen Truppen durchsuchten alle flussnahen Wohnhäuser Westerhüsens, jedoch ohne Erfolg. Aufgrund schlechter Witterungsbedingungen gelang es auch nicht den Standort der Artillerie zu ermitteln. Die Bauarbeiten wurden unterbrochen und dann von 9.00 bis 11.30 Uhr wieder fortgesetzt. Erneut traf dann jedoch Artilleriebeschuss die Brücke, diesmal beide Seiten. Mehrere US-Soldaten starben und die meisten schwimmenden Brückenteile wurden zerstört. Auch künstliche Nebelwände, die von US-Pionieren mittels an beiden Ufern aufgestellter Rauchtöpfe erzeugt wurden, zeigten keine Wirkung. Gegen 14.00 Uhr wurde versucht den Bau wieder aufzunehmen. Es erfolgte jedoch erneut ein schwerer Angriff. In kurzer Zeit wurden beide Bugsierboote, die am Westufer zum Bau bereit liegenden Brückenteile sowie ein aufgestelltes US-amerikanisches Flakgeschütz zerstört. Mehrere Soldaten verloren dabei ihr Leben. Von alliierter Seite wurde der Versuch des Brückenschlags abgebrochen und unter anhaltendem Beschuss die verbliebene Pionierausrüstung evakuiert. Die, durch aus Gommern heranrückende deutsche Truppen, in Bedrängnis geratenen US-Truppen im Brückenkopf wurden daraufhin größtenteils weiter nach Süden in Richtung Schönebeck verlegt. Deutsche Truppen griffen von Gommern aus die bis Elbenau vorgerückten US-Truppen an. Der US-Brückenkopf musste nach Kämpfen im Bereich Elbenau und Grünewalde letztlich von den US-Truppen wieder geräumt werden. Deutsche Einheiten rückten von dort nach Norden vor und besetzten auch wieder das Elbufer gegenüber Westerhüsen. Die Reste der Floßbrücke wurden mit Panzerfäusten und Sprengladungen vernichtet. 220, nach US-amerikanischen Angaben 350 US-Soldaten gerieten bei den Kämpfen um den Brückenkopf in Gefangenschaft. Erst mit dem späteren Einrücken sowjetischer Truppen in die Magdeburger Stadtteile östlich der Elbe, hörten auch dort die Kriegshandlungen auf.
Vom Ostufer der Elbe schossen deutsche Truppen am 13. April mit Geschützen auf das Westufer. Nachmittags rollten kleine US-amerikanische Panzer mit Lautsprechern und Weißen Fahnen durch Westerhüsen und forderten die Bevölkerung und Wehrmachtsangehörige auf sich zu ergeben, es drohe keine Strafe.
Am 14. April bombardierte die deutsche Luftwaffe die Bahnanlagen im Bereich der Sohlener Straße und griff in Magdeburg-Südost befindliche Stellungen der US-Truppen an. Auch Baracken des Zwangsarbeiterlager Diana wurden in diesem Zeitraum durch Bomben beschädigt und Personen verletzt. In der Sohlener Straße standen US-amerikanische Panzer und schossen von dort auf das noch von deutschen Truppen kontrollierte Ostufer der Elbe.
Noch am 17. April 1945 erlitt Westerhüsen, obwohl bereits unter alliierter Kontrolle, bei einem britisch-amerikanischen Luftangriff, der sich auf das gesamte Magdeburger Stadtgebiet erstreckte, erhebliche Schäden und Opfer unter der Bevölkerung. Mehrere Häuser wurden zerstört oder beschädigt. Darunter das 1767 in Fachwerkbauweise errichtete Neubauernhaus des Joh. Michael Jüling, Alt Westerhüsen 27 und das Dietsche Kaufhaus, Alt Westerhüsen 163. Zerstört wurde auch das Gebäude Alt Westerhüsen 24 an der Ecke zur heutigen Eckernförder Straße, in welchem sich der Frisörsalon Schröder befand.

### Westerhüsen in der DDR

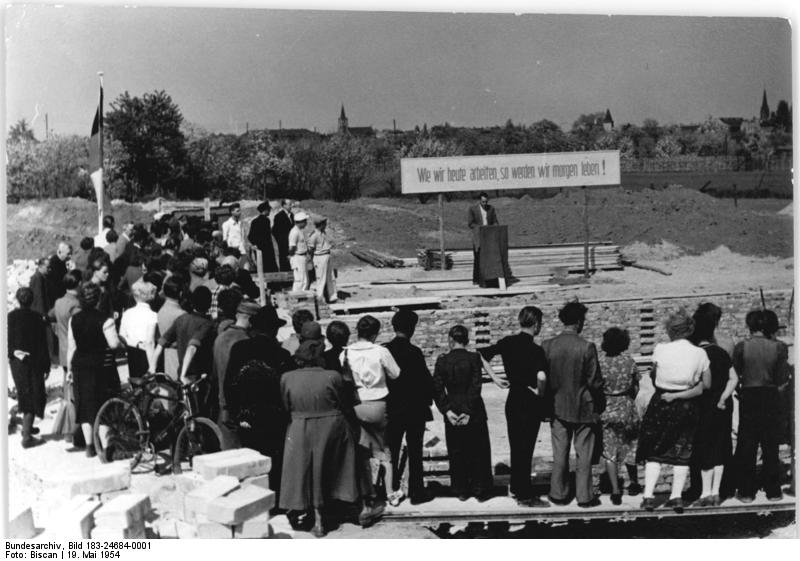
Grundsteinlegung im Mai 1954 für den neuen Betriebshof der LPG in der Welsleber Straße

Nach der Besetzung Westerhüsens durch die US-Truppen bildete sich, wie auch in anderen abgelegenen Stadtteilen, eine lokale Bezirksbürgermeisterei, da die eigentlichen städtischen Behörden nicht bzw. nicht in ausreichendem Maße arbeiten konnten. Mitte Mai 1945 löste der Oberbürgermeister Otto Baer diese provisorische Struktur wieder auf, da „der Verkehr mit diesen Vororten frei geworden...und die städtischen Behörden wieder arbeitsfähig“ waren.
Dominierend für die wirtschaftliche Entwicklung blieb das Chemiewerk Fahlberg-List. Einen Namen machte sich der Ort dann zeitweise jedoch für seine hochwertige Spielzeugproduktion. Von etwa 1946 bis 1975 bestand an der Adresse Alt Westerhüsen 49 die von Rolf Funke gegründet Holzspielwarenproduktion die Modellspielzeuge auch für den Export produzierte. Ein weiteres Spielzeugunternehmen wurde 1951 von dem aus Thüringen stammenden Louis Rommel in Alt Westerhüsen 99 begründet. Auch Rommel produzierte Modellspielzeuge und darüber hinaus Roller und Dreiräder sowie Nähkästen und Haushaltsgegenstände.
In der Kieler Straße 5 gründeten 1950 die Chemikerin Hannelore Richter und ihr Ehemann, der Lackspezialist Emil Richter ein Unternehmen zur Herstellung spezieller wasserfester Schleifpapiere. Nach vorherigem Bau der Produktionsräume wurde die Herstellung des Elbe-Schleifpapiers ab Januar 1951 aufgenommen. Damit wurde eine Produktionslücke in der DDR-Industrie geschlossen, was Devisen für nicht mehr benötigte Importe einsparte. Das Schmirgel-Rohpapier wurde zunächst mit einem Speziallack imprägniert, worauf nach Trocknung eine wasserfeste Leimschicht aufgetragen wurde. In das so behandelte Papier wurde durch ein elektrisches Kraftfeld bei einer Spannung von 30000 bis 120000 Volt Kristalle geschleudert, wobei die breite Seite der Kristalle im Papier steckte und die Spitze nach außen zeigte. Es entstand ein mit Gütezeichen S versehenes Schleifmittel für die Optik-, Fahrzeug- und Werkzeugmaschinenindustrie. Am 31. Oktober 1951 kam es zu einem Brand der die Produktionsanlage zerstörte und eine zweite im Bau befindliche stark beschädigte. Nach einer umfassenden Reparatur konnte die Produktion im Januar 1952 wieder aufgenommen werden.
1950 wurde die BSG Lok Südost gegründet, die am Sportplatz Tonschacht ansässig ist. Die Hallenhandballsektion des Vereins wurde 1962/63 Hallenhandballmeister der DDR.
Ab 1951 entstand am südlichen Ende Westerhüsens der Komplex der Chemieschule. War zunächst nur die Betriebsberufsschule des VEB Fahlberg-List untergebracht, wurde das Gelände bald auch Sitz der Ingenieurschule für Chemie „Justus von Liebig“, die über vier Jahrzehnte hinweg einen wesentlichen Teil der mittleren Führungsebene der DDR-Chemieindustrie hervorbrachte. Am 21. Dezember 1952 wurde im Gemeindehaus Westerhüsen eine Kindertagesstätte eröffnete, die dann später in die Zackmünder Straße verlegt wurde.
1953 verloren auch die in Westerhüsen ansässigen 15 Landwirte ihre Selbstständigkeit und wurden in die LPG „Freie Erde“ überführt. Diese errichtete von 1954 bis 1960 in der Welsleber Straße einen neuen Betriebshof. Von hier aus wurden mit 160 LPG-Mitgliedern 950 Hektar landwirtschaftliche Nutzfläche bearbeitet. Die Flächen erstreckten sich nach dem 1969 erfolgten Beitritt der LPG Fermersleben/Salbke mit 35 Hektar und der LPG Beyendorf mit 85 Hektar auch auf die Gemarkungen dieser angrenzenden Stadtteile und Dörfer. Es wurden auch ostelbisch gelegene Wiesen und Weiden bewirtschaftet. Südlich der Ortslage Westerhüsen betrieb die LPG eine Gärtnerei und baute Gemüse im Treibhaus an. In der Sohlener Straße 2, dem ehemaligen Richterschen Hof, bestand ein Stützpunkt des VdgB, einer bäuerlichen Handelsgenossenschaft. Viele in der umliegenden Feldmark ursprünglich vorhandenen Feldwege wurden überpflügt, so dass auch jahrhundertealte Wegebeziehungen, wie der von der Welsleber Straße nach Westen abbiegende, durch die Sohlener Berge nach Beyendorf führende Feldweg, verschwanden.
Zu dieser Zeit entstanden in der Welsleber Straße auch einige neue mehrgeschossige Wohnblocks.
Im Dezember 1956 kamen bei einem Wohnungsbrand in der Straße Alt Westerhüsen zwei Kinder ums Leben. Ein Mädchen starb direkt durch das vermutlich beim Spielen mit Streichhölzern entstandene Feuer, der Bruder durch eine Rauchvergiftung.
1964 wurde der Stephanikirchturm saniert und mit einer neuen achtkantigen Haube in Zwiebelform versehen. Ab Februar 1966 bauten die Magdeburger Verkehrsbetriebe südlich der Ortslage ein neues Straßenbahndepot. Am 19. Juli 1969 wurde der Straßenbahnverkehr nach Schönebeck eingestellt und Westerhüsen Endstation der Straßenbahn.

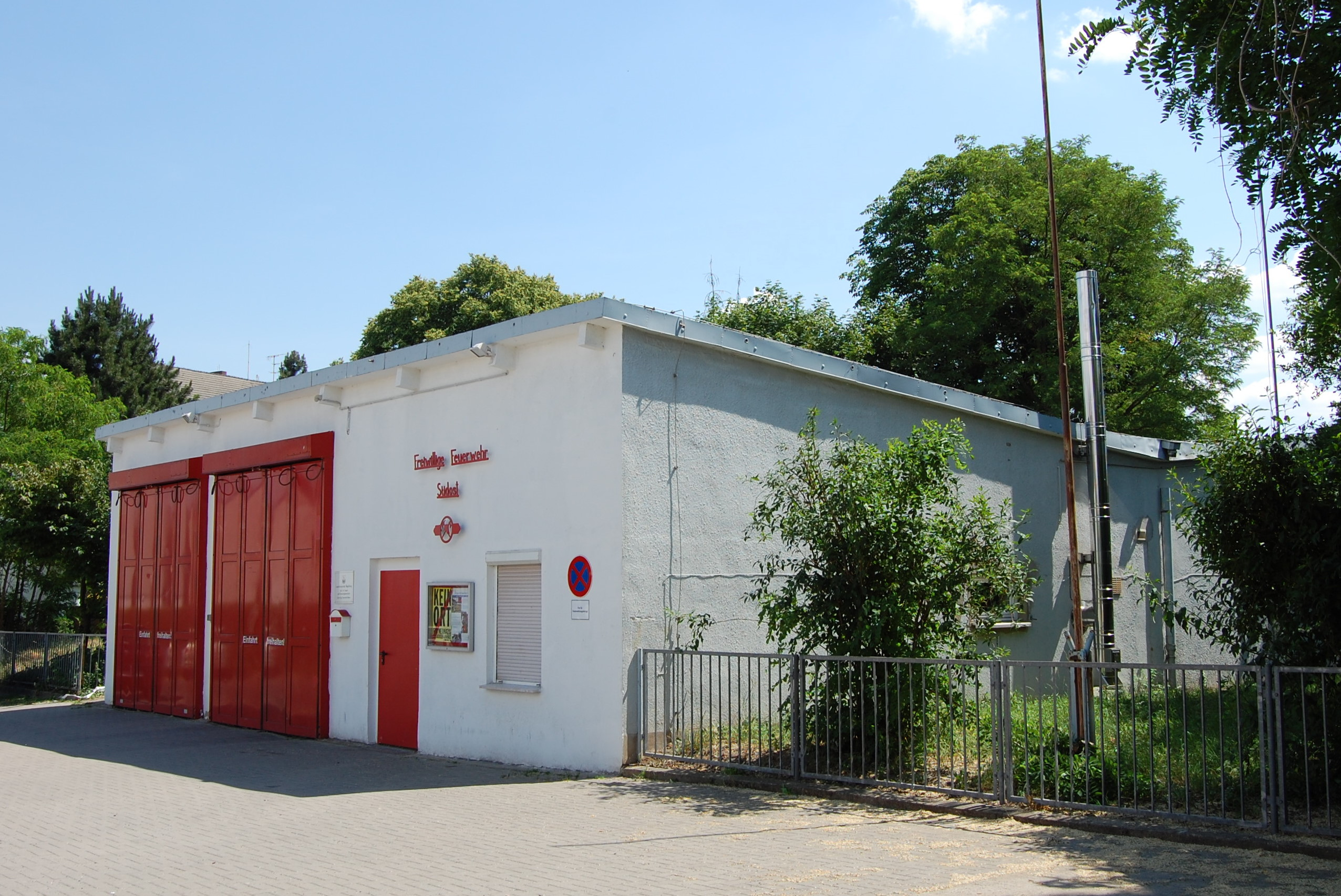
1974 errichtetes Feuerwehrhaus der Freiwilligen Feuerwehr, Aufnahme 2011

Um den Brandschutz zu verbessern, bestanden seit den 1950er Jahren Bemühungen in den Stadtteilen wieder Freiwillige Feuerwehren einzurichten. 1974 erhielt die wieder eingerichtete, jetzt als Freiwillige Feuerwehr Magdeburg-Südost bezeichnete, Westerhüser Feuerwehr ein neues Feuerwehrhaus in der Zackmünder Straße.
Am 23. August 1975 fand am Sportplatz Tonschacht der 6. Internationale Motorradmehrkampf statt. Einzelsieger wurde Jarygin aus der Sowjetunion. Auch der Mannschaftssieg ging an die UdSSR.

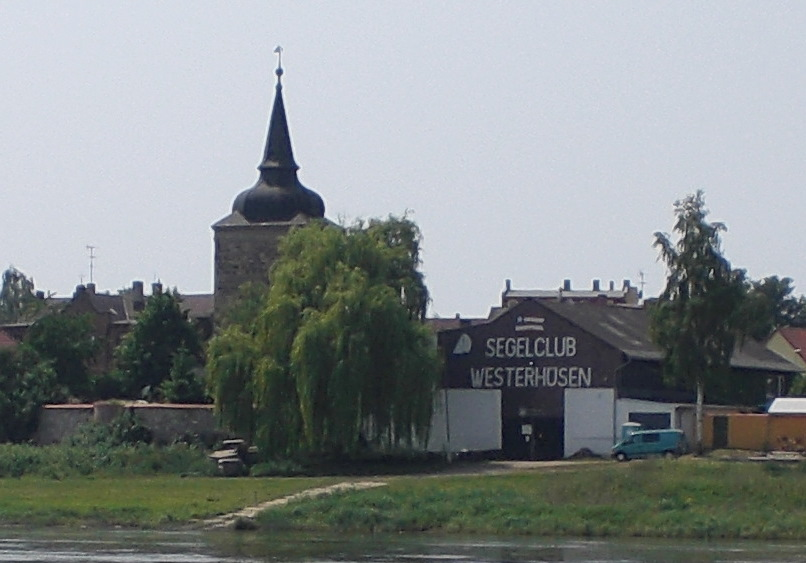
2010 abgerissener historischer Bootsschuppen nördlich der Kirche, Aufnahme 2008

### Entwicklung nach der politischen Wende von 1989
Nach der politischen Wende von 1989 zog sich die Landwirtschaft ganz aus Westerhüsen zurück. Auf dem ehemaligen Betriebshof an der Welsleber Straße wurde ein neues Wohngebiet für Einfamilienhäuser, die Oberhofer und die Suhler Straße gebaut. Nordöstlich des Volksparks errichtete man im Bereich der Atzendorfer Straße ebenfalls ein neues Wohngebiet. Überwiegend entstanden hier Einfamilienhäuser, jedoch auch einige mehrgeschossige Mehrfamilienhäuser.
Im Jahr 1995 wurde der Denkmalschutz für die Häuser Alt Westerhüsen 6 und 168 aufgehoben. Es erfolgte der Abriss des Gebäudes Alt Westerhüsen 168.
Für 40 Millionen Euro wurde die ehemalige Chemie-Ingenieurschule im Süden des Stadtteils in ein modernes Schulzentrum, die Berufsbildende Schulen IV „Dr. Otto Schlein“, umgebaut. Das Straßenbahndepot wurde von 1996 bis 2001 komplett neu als Straßenbahnbetriebshof Südost errichtet. Im Jahr 2000 gründete sich der Bürgerverein Salbke, Westerhüsen, Fermersleben e. V., der seitdem für und in Westerhüsen aktiv ist. Im Frühjahr 2009 begann ein Streit über die Anbringung von Ortsteiltafeln Westerhüsen an den Ortseingängen. Westerhüsener hatten die Stadt Magdeburg um die Anbringung solcher die normale Ortseingangsbeschilderung ergänzenden Tafeln gebeten und die Übernahme der Kosten angeboten. Nach Ablehnung durch die Stadt wurde eine Tafel ohne städtische Zustimmung am Ortseingang Sohlener Straße befestigt. Nach etwa neun Monaten wurde dieses Ortseingangsschild von der Stadt Magdeburg wieder entfernt.
2009 kam es zu einem Tötungsdelikt in der Langenweddinger Straße. Im Jahr 2010 wurde das Gebäude des ehemaligen Gasthofs Goldenes Schiff Alt Westerhüsen 157, welcher auf den alten Gemeindekrug zurückging, abgerissen. Das gleiche Schicksal traf den zumindest seit 1902 das Elbufer des Ortes prägenden Schuppen in der Eisenacher Straße 2, der seit 1926 als Bootsschuppen des Segelklubs genutzt wurde. Zuvor gehörte der Schuppen zur Gerloffschen Kohlenhandlung.
Am Abend des 14. August 2010 fand mit mehreren hundert Gästen die Veranstaltung Kultur auf den Höfen statt. Die Veranstaltung nahm Volksfestcharakter an und war das größte Fest in Westerhüsen seit der Eingemeindung. Seitdem wurde die Veranstaltung jährlich durchgeführt. Im Oktober 2010 wurde die bis dahin in Westerhüsen ansässige Leonardo-Bibliothek für berufsbildende Literatur nach Salbke in die Alte Schule Salbke verlegt. Teile der Bestände blieben jedoch in Westerhüsen.
Im Juni 2013 war Westerhüsen vom Elbe-Hochwasser betroffen. Aufgrund der erhöhten Ortslage beschränkten sich die direkt betroffenen Gebiete auf den unmittelbaren Uferbereich insbesondere im Umfeld der Fähre Westerhüsen und der südlich des Orts gelegenen Straße Im Siek. Vom Hochwasser betroffen war insbesondere die Gerloffsche Villa. Da aufgrund des Hochwassers im nördlich gelegenen Salbke die Hauptstraße ab dem 6. Juni 2013 dort gesperrt wurde und etwas später auch die Landstraße nach Schönebeck gesperrt werden musste, war Westerhüsen nur noch von Westen über Beyendorf-Sohlen zu erreichen. Auch der Zugverkehr von Schönebeck her war eingestellt. Als Schienenersatzverkehr für die ausgefallene Straßenbahnverbindung verkehrte zeitweise innerhalb Westerhüsens eine Buslinie 2 zwischen dem Straßenbahndepot und dem Bahnhof Magdeburg Südost. Die Sperrung der Straße durch Salbke wurde am 12. Juni aufgehoben.

## Bauwerke

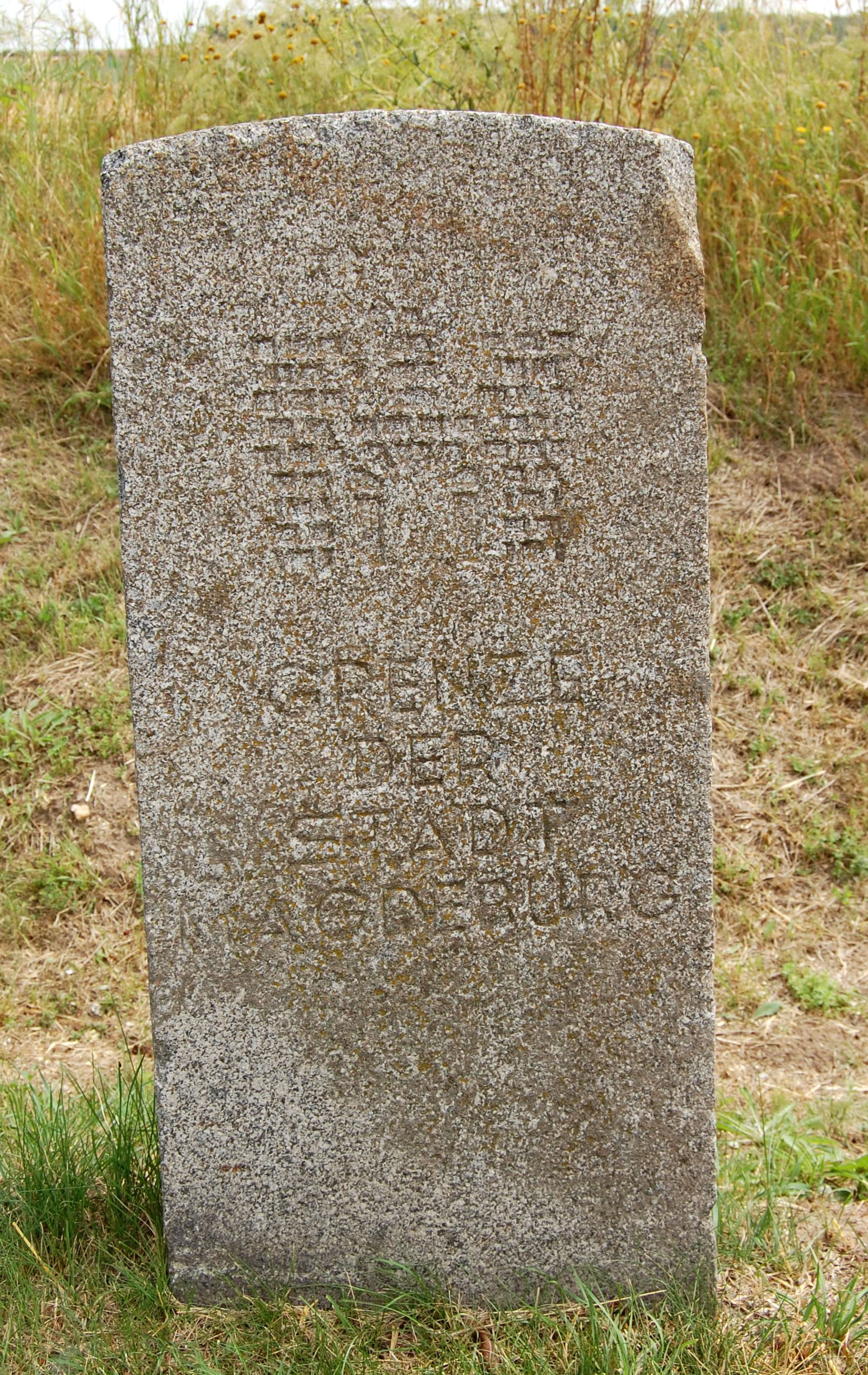
Grenzstein an der Sohlener Straße

Die in Westerhüsen vorhandenen Kulturdenkmale sind im örtlichen Denkmalverzeichnis aufgeführt.
Bemerkenswert ist der von der Sankt-Stephanus-Kirche erhalten gebliebene Kirchturm. Direkt an der Hauptstraße befindet sich das mit einem kleinen Uhrenturm versehene aus dem 19. Jahrhundert stammende Gemeindehaus Westerhüsen. Ebenfalls an der Straße Alt Westerhüsen befindet sich mit der Hausnummer 132 die Hohmannsche Villa, eine zweigeschossige 1911 errichtete Jugendstilvilla. Der Weibezahlsche Hof (Alt Westerhüsen Nummer 153) vom Anfang des 17. Jahrhunderts trägt zur Erinnerung an den Dreißigjährigen Krieg eine Kanonenkugel in der Fassade. Gleichfalls unter Denkmalschutz stehen das Cafe Kies in der Holsteiner Straße, die ab 1885 entstandene Grundschule Westerhüsen, der Gasthof „Zum Anker“, der Gasthof Westerhüsen, der Bischoffsche Hof und die Gerloffsche Villa in der Nähe der Elbe und der Bahnhof Magdeburg Südost. Auch der südliche Teil des Komplexes der Gaststätte „Zur Fähre“ sowie die Wohn- und Geschäftshäuser Alt Westerhüsen 30 und 32 sind denkmalgeschützt.
An der Südseite der Sohlener Straße, kurz vor dem Ortseingang Sohlen befindet sich ein Grenzstein mit dem Wappen der Stadt Magdeburg und der Aufschrift Grenze der Stadt Magdeburg. Zwischen 1910 und 2001 verlief dort die Stadtgrenze. Seit der Eingemeindung von Beyendorf-Sohlen markiert der Stein nur noch die Grenze zwischen den Stadtteilen Westerhüsen und Beyendorf-Sohlen.
Die Fähre Westerhüsen ist die einzige Gierfähre Magdeburgs und ermöglicht vor allem Fußgängern und Radfahrern ein Übersetzen über die Elbe.

## Personen
In Westerhüsen geboren wurden 1886 der spätere Schönebecker Heimatforscher und Kommunalpolitiker Wilhelm Schulze (1886–1971) sowie der Fotograf Willi Luther (1909–1996).

Ab etwa 1572 war der Theologe und Schriftsteller Johannes Starcke Pfarrer an der Sankt-Stephanus-Kirche. 1647 wurde Martin Friedrich Curio Pfarrer des Orts. Er starb 1686 in Westerhüsen. Die Brüder Albert und Herrmann Schmidt gehörten 1838 zu den Gründern der Zuckerfabrik Gebrüder Schmidt und Coqui, die über etwa 80 Jahre nördlich von Westerhüsen bestand. Der enge Vertraute Otto von Bismarcks, Gustav von Wilmowski, heiratete in Westerhüsen am 2. Juni 1846, die auch im Dorf geborene Maria Gottvertrau Knorr (1820–1869). Paul Schmidt, Unternehmer und Reichstagsabgeordneter wuchs in Westerhüsen auf und lebte lange im Ort. Er gehörte ab 1889 der Gemeindevertretung an. Er, wie auch sein Bruder Gustav Schmidt, waren in der Leitung der Zuckerfabrik aktiv. 

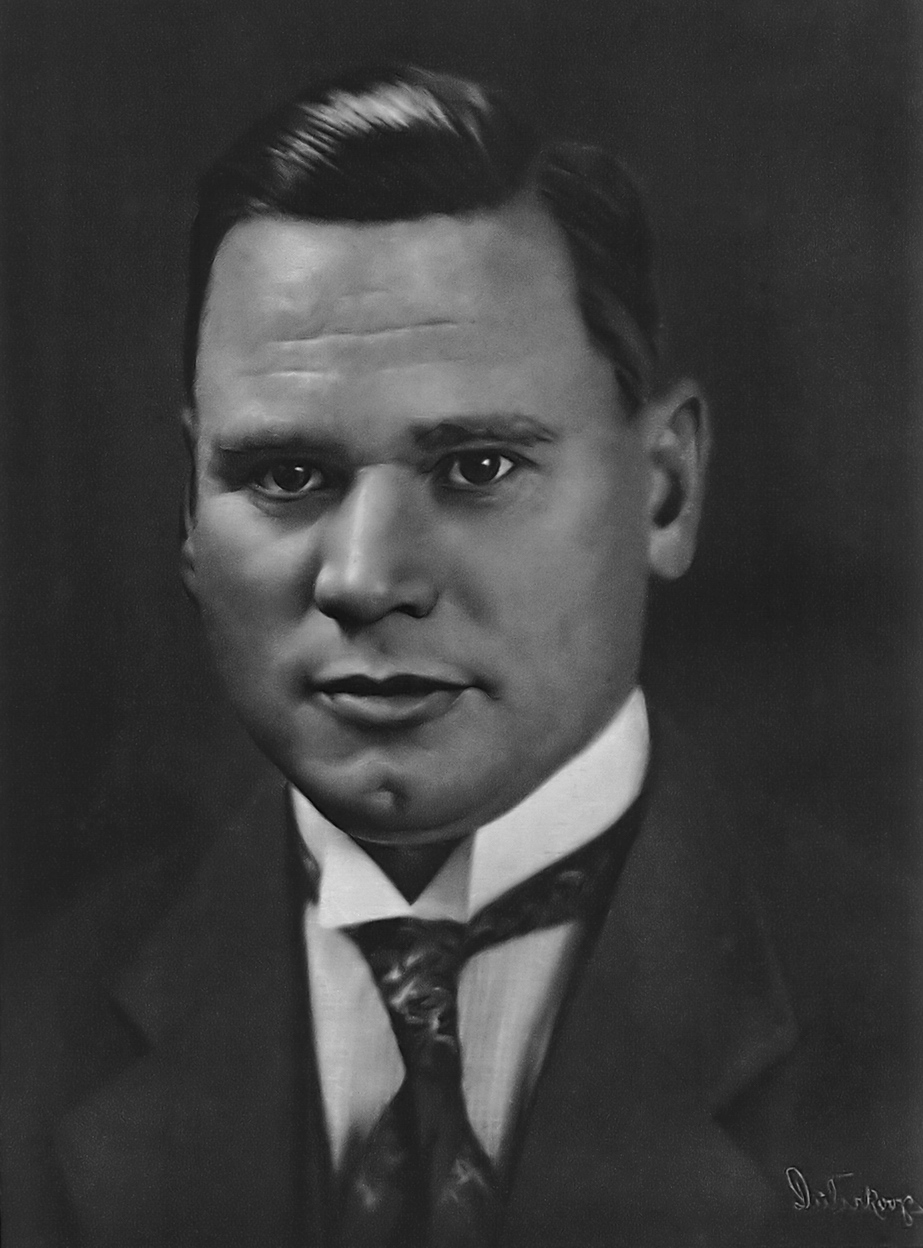
Max Brauer im Jahr 1927

Max Brauer, später Oberbürgermeister von Altona und dann Bürgermeister Hamburgs, schloss um 1900 seine Lehrausbildung als Glasbläser in Westerhüsen ab. Der spätere Präsident des Deutschen Handballverbandes der DDR Hermann Milius besuchte von 1909 bis 1917 in Westerhüsen die Volksschule und wohnte auch später noch im Stadtteil. Von 1923 bis 1944 war der Theologe und Heimatforscher Albert Hosenthien Pfarrer an der Westerhüsener Kirche. Sein Sohn Hans Henning Hosenthien wurde später Raketeningenieur. Die spätere Gartenarchitektin Rose-Marie Wörner, geborene Metze lebte als Kind zumindest Ende der 1930er Jahre in Westerhüsen.
Der Spielzeughersteller Rolf Funke (1910–1988) lebte und arbeitete etwa seit 1946 im Stadtteil. Die spätere DDR-Sportlerin Karin Balzer und der Anatom und Neurobiologe Helmke Schierhorn besuchten in den 1950er Jahren die Betriebsberufsschule „Heinz Kapelle“ von Fahlberg-List in Westerhüsen. Langjähriger Direktor der Chemie-Ingenieurschule war der damals auch in Westerhüsen lebende Rudolf Zernick. Bernhard Schrader, später Professor Theoretische und Physikalische Chemie, absolvierte bei Fahlberg-List eine Ausbildung zum Chemiefacharbeiter. Der Heimatforscher und Autor Herbert Rasenberger, die spätere Gewerkschaftsvorsitzende Edith Weber, der Publizist Ed Stuhler und die spätere Volkskammerabgeordnete Sabine Fischer absolvierten hier eine Ausbildung zum Chemieingenieur. Roland Resch, in späterer Zeit Brandenburger Bildungsminister, schloss hier seine Ausbildung zum Ingenieur für Wasserwirtschaft ab. Der von 1954 bis 1967 dem Zentralkomitee der SED angehörende Hugo Baumgart (1906–1984), wohnte zumindest Ende der 1930er und Anfang der 1950er Jahre im Stadtteil. Auch der Chemiker und DDR-Nationalpreisträger Ernst Schmitz (1882–1960) und der Grafiker Karl Heinz Leue (* 1920) gehörten Anfang der 1950er Jahre zu den Einwohnern Westerhüsens. Im selben Haus wohnte der ebenfalls bei Fahlberg-List tätige Chemiker Hans Fürst. Die langjährige Leiterin des Magdeburger Stadtarchivs Ingelore Buchholz lebte in Westerhüsen.

## Westerhüsen in Sagen und Literatur
Um Westerhüsen ranken sich mehrere Sagen. Nach der Sage vom Schatz in der Teufelsküche ist beim Frohser Berg eine unterirdische Schatzkammer verborgen. Die Sage von Wiesenwärters Marie berichtet von einer weißen Spukgestalt an der Fähre Westerhüsen.

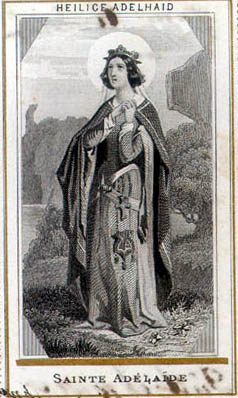
Darstellung der Kaiserin Adelheid

Bekannt ist auch die Sage vom Isis-Tempel bei Westerhüsen. Danach gab es im 10. Jahrhundert in der Zeit Ottos des Großen eine große Hungersnot in Magdeburg. Zum Entsetzen des in Magdeburg eingetroffenen Kaiserpaares Otto und Adelheid sowie der Kirche unter Erzbischof Adalbert zogen die Hungernden regelmäßig zu einem Standbild der Isis, welches an der Elbe bei Westerhüsen stand. Dort erhielten sie Brot und Lebensmittel. Kaiserin Adelheid mischte sich unerkannt unter die Hungernden. Das Bildnis der Isis stand auf einem freien Feldstück, auf einer hohen steinernen Säule. Es war bekleidet mit einem langen, weißen, in Falten fallenden Gewand. Das vollbusige Frauenstandbild hatte große, herabhängende Ohren und hielt in einer Hand ein Glöcklein, in der anderen ein kleines Schiff. Neben dem Standbild befand sich auf einem mit Bäumen und Sträuchern bewachsenen Hügel ein Isis-Tempel. Im Tempel brannte ein von Isis-Priestern unterhaltendes ewiges Feuer und wurden Isis Opfer gebracht. Die Pilger lagerten um diesen Ort, warfen sich auf den Boden, riefen die Göttin an und baten um Brot und Nahrung. Nach langem Flehen erklang das Glöcklein und die Segel des Schiffs blähten sich. Aus dem Tempel erklangen stärkere Töne, woraufhin sich das Volk erhob und in Reihen aufstellte. Aus dem Tempel schritt ein Priester, gefolgt von fünf Helfern und verteilte aus tiefen Körben Brot, Fleisch und Früchte an einige Isis-Gläubige. Christen sollen übergangen worden seien. Die Zeremonie endete, wenn ein Priester das Isis-Bildnis mit einer Ochsenhaut bedeckte und das Volk zum Gehen aufrief. Dies Geschah über mehrere Monate hinweg und brachte die christliche Kirche in Bedrängnis. Eines Morgens zog ein langer Zug aus Magdeburg mit den Rufen „Nach Westerhüsen! nach Westerhüsen!“ in Richtung Westerhüsen. An Stelle der Isisstatue stand jedoch zur Überraschung der Pilger eine weißgeschälte Tanne an der eine Fahne mit einem Bild der Gottesmutter auf der einen und dem Kreuzlamm auf der anderen Seite angebracht war. Auf der Elbe näherten sich Schiffe und Kähne, von denen, auf Geheiß der auf einem weißen Pferd herangerittenen Adelheid, Brot, Mehl, Hülsenfrüchte und sonstige Lebensmittel an die Hungernden verteilt worden. Die Lebensmittel hatte Adelheid aus Böhmen heranschaffen lassen. Die Bevölkerung sank vor Adelheid auf die Knie und betete wieder zum christlichen Gott. Der Erzbischof segnete die Anwesenden und bewies, dass mittels unterirdischer Leitungen die Arme des Bildnisses aus dem Tempel heraus bewegt worden waren. So soll die später heiliggesprochene Adelheid den Isis-Kult bei Westerhüsen bekämpft haben.
Im 1908 von Paul Schreckenbach verfassten, in der Zeit der Napoleonischen Kriege spielenden historischen Roman Der böse Baron von Krosigk wird Westerhüsen erwähnt. Bei einem kleinen Gehölz in Ortsnähe trifft darin die Verlobte des Barons Heinrich von Krosigk, Friederike von Schurff 1807 auf ihrer Fahrt von Magdeburg nach Groß Salze auf den aus der Festung Magdeburg geflohenen Leutnant Eugen von Hirschfeld und versteckt ihn vor französischen Truppen.